# Ruch Chorzów
Ruch Chorzów – polski klub sportowy założony 20 kwietnia 1920 r. w Bismarkhucie (niem. Bismarckhütte, od 1 stycznia 1923 r. Wielkie Hajduki; dziś Chorzów-Batory, dzielnica Chorzowa) jako jednosekcyjny klub piłkarski. W sezonie 2025/2026 występujący w I lidze. Zajmuje 5. miejsce w tabeli wszech czasów Ekstraklasy. W klasyfikacji medalowej mistrzostw Polski w piłce nożnej zajmuje 2. miejsce.
14-krotny mistrz Polski, 6-krotny wicemistrz Polski, 3-krotny zdobywca Pucharu Polski, ćwierćfinalista Ligi Mistrzów (edycja Pucharu Europy 1974/1975), ćwierćfinalista Ligi Europy (edycja Pucharu UEFA 1973/74) oraz finalista Pucharu Intertoto UEFA (sezon 1998). Do sezonu 1986/87 był jedynym klubem, jaki uczestniczył we wszystkich sezonach polskiej ekstraklasy. W tabeli wszech czasów tych rozgrywek prowadził do połowy lat 90, a w klasyfikacji medalowej mistrzostw Polski w piłce nożnej prowadził do 2021 roku.
Ruch Chorzów jest pierwszym historycznym mistrzem Górnego Śląska w oficjalnych rozgrywkach PZPN. Jako pierwszy klub piłkarski reprezentował region górnośląski na szczeblu klubowych mistrzostw Polski. Jako pierwszy górnośląski klub zdobył też mistrzostwo Polski oraz Puchar Polski. Ostatni śląski zdobywca Pucharu Polski.
27 grudnia 2004 założono sportową spółkę akcyjną, która 27 stycznia 2005 przejęła klub. 4 grudnia 2008 sportowa spółka akcyjna zadebiutowała na rynku NewConnect. Tym samym Ruch Chorzów stał się pierwszym polskim klubem piłkarskim notowanym na warszawskiej Giełdzie Papierów Wartościowych. Klubowe motto to Legenda bez końca.

## Historia

### Założenie klubu

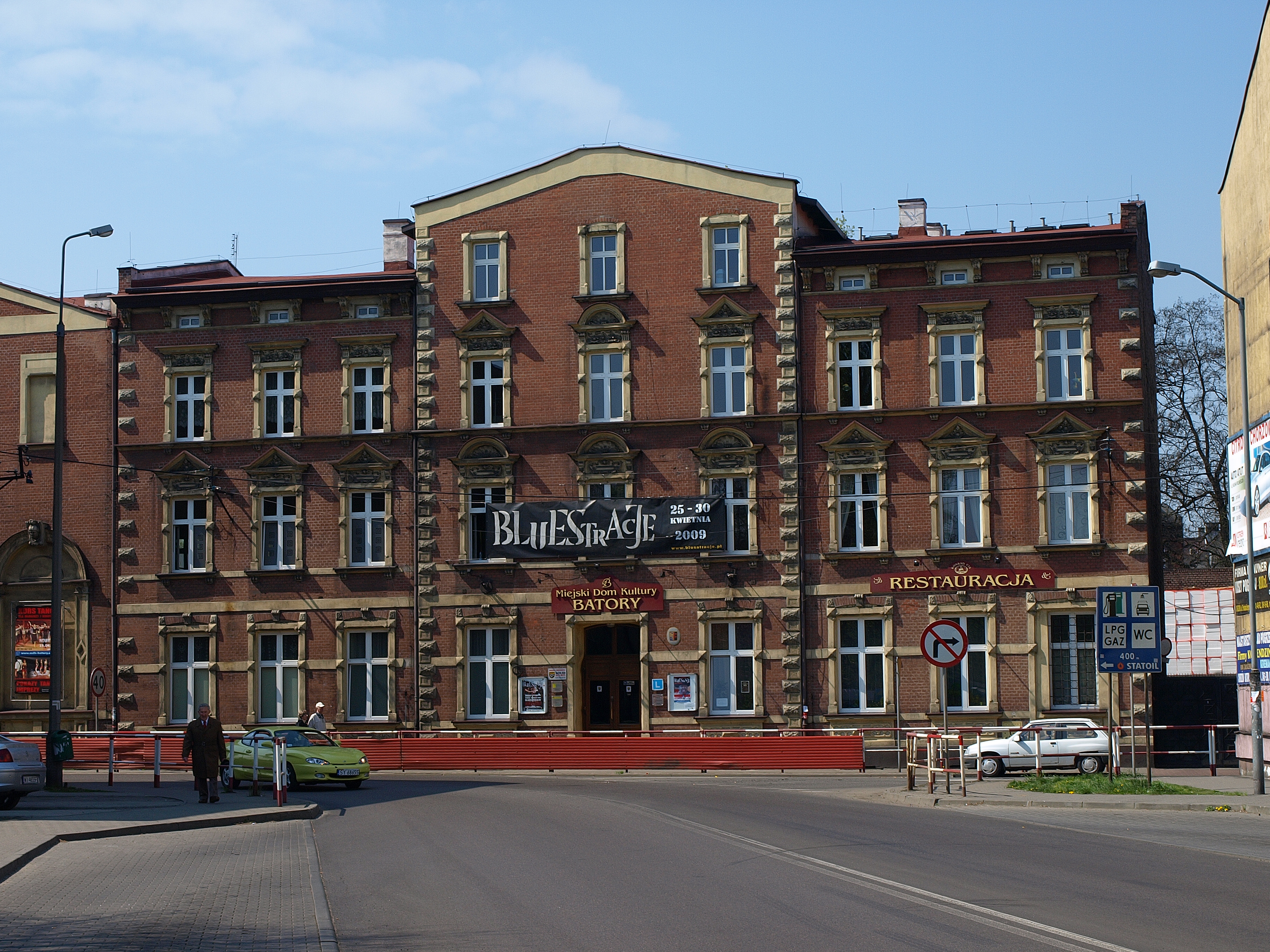
Miejski Dom Kultury w Chorzowie Batorym
W tym budynku 20 kwietnia 1920 odbyło się zebranie założycielskie klubu

27 stycznia 1920 roku Polski Komisariat Plebiscytowy mający siedzibę w Bytomiu wystosował apel, w którym nawoływał do tworzenia nowych klubów sportowych na Górnym Śląsku. Głównym inicjatorem i pomysłodawcą tworzenia klubów sportowych pod egidą Polskiego Komisariatu Plebiscytowego był śląski działacz sportowy Alojzy Budniok. Za organizowanie klubu w Hajdukach (z ramienia Komisariatu) odpowiadał jednak Teofil Paczyński. Do tej roli predysponowały go dwie okoliczności; po pierwsze pełnił funkcję komisarza Polskiego Komisariatu Plebiscytowego w Hajdukach/Bismarkhucie, po drugie, pochodził ze starego górnośląskiego rodu hrabiowskiego, władającego przez ponad dwieście lat Hajdukami. Namówił on kilku graczy i działaczy sportowych do wystąpienia z klubu BBC (Bismarckhütter Ballspiel Club). Dzięki jego działaniom, 22 lutego 1920 roku na zebraniu dotyczącym nowo powstających klubów (jakie odbyło się w siedzibie PKP – bytomskim hotelu Lomnitz) pojawił się także reprezentujący Hajduki/Bismarkhutę Bernard Skop. 3 kwietnia 1920 roku na pierwszym zebraniu organizowanym przez Paczyńskiego w sprawie utworzenia nowego klubu w Hajdukach/Bismarkhucie, obecni byli: Jan, Józef i Franciszek Bartoszkowie; Bernard i Augustyn Skopowie oraz August Kiołbasa. Uchwalono wówczas datę zebrania konstytucyjnego (mającego wybrać zarząd nowego klubu) na 20 kwietnia 1920. Tego dnia zgodnie z ustaleniami odbyło się założycielskie zebranie klubu w Domu Związkowym w Hajdukach/Bismarkhucie, w którym wzięło udział czterdzieści osób. W składzie wybranego zarządu znalazło się 9 osób: wiceprezes Paweł Kiełbasa, skarbnik Edward Supernok, kierownik sportowy Franciszek Bartoszek, sekretarz Bernard Skop oraz Paweł Skop, Sylwester Golasz, Teofil Paczyński, Jakub Szweda i Stanisław Sojka. Pierwszym prezesem został nauczyciel z Klimzowca, Paweł Koppa.

Do powstania klubu w znacznej mierze przyczynił się fakt, że w lutym 1920 roku, zgodnie z postanowieniami traktatu wersalskiego przybyły na Górny Śląsk pierwsze oddziały aliantów. Rozpoczęły się tym samym przygotowania do przeprowadzenia plebiscytu, mającego zadecydować o przynależności państwowej Górnego Śląska. Rozwijający się dotąd spontanicznie ruch sportowy otrzymał wsparcie Polskiego Komisariatu Plebiscytowego, w ramach którego utworzono wydział wychowania fizycznego (z Maksymilianem Wilimowskim jako kierownikiem). Tworzenie nowych klubów sportowych i udzielanie im wsparcia przeciągać miało górnośląską młodzież na polską stronę. Większość Górnoślązaków nie posiadała bowiem skrystalizowanej świadomości narodowej. Kierujący od 20 lutego 1920 roku Komisariatem Plebiscytowym Wojciech Korfanty zdawał sobie sprawę, że zbliżał się termin ostatecznych rozstrzygnięć. 

Na Śląsku trwała prawdziwa walka o „rząd dusz”, toteż często organizowano tu mecze z udziałem polskiej czołówki. Była to wspaniała propaganda polskości

 Pod patronatem PKP 20 marca 1920 r. utworzony został Górnośląski Związek Towarzystw Sportowych. W dniu 4 sierpnia 1920 r. ze struktur GZTS wyodrębnił się Górnośląski Związek Okręgowy Piłki Nożnej z siedzibą w Bytomiu, do którego przystąpił także KS Ruch.

### Lata 1920–1922 – Geneza nazwy i pierwsze sukcesy
Na zebraniu założycielskim za nazwę klubu obrano „Ruch”, której pomysłodawcą był Edward Supernok. Nazwa ta miała nawiązywać do śląskich ruchów powstańczych. Nie można zapominać, że samo słowo „Ruch” ma jednak wiele znaczeń. Nie do końca jest też wyjaśniona oficjalna, pełna nazwa klubu przez pierwsze lata istnienia. Z racji sytuacji panującej na Górnym Śląsku przynależność państwowa gminy nie była jeszcze rozstrzygnięta, więc w latach 1920–1922 używano dwujęzycznych, podwójnych nazw urzędowych: „Bismarckhütte Oberschlesien/Bismarkhuta Górny Śląsk”, a w obiegu pojawiała się też pierwotna nazwa osady Hajduki, którą gmina oficjalnie przybrała 1 stycznia 1923 (jako Wielkie Hajduki).
Jako barwy klubowe przyjęto na zebraniu założycielskim kolory: niebieski i biały. Miały one nawiązywać do barw Śląska. Przydomek „Niebiescy” przylgnął do piłkarzy już w latach dwudziestych.
Ruch Chorzów przed 1939 rokiem był jednoznacznie kojarzony z powstańcami śląskimi i polskimi patriotami. W powstaniach śląskich zginął bramkarz klubu Brol, a w walkach uczestniczyli także Józef i Jan Bartoszkowie, Józef Wieczorek, Sylwester Golasz czy Wilhelm Kałuża. Kwestie narodowościowe były jednak na Górnym Śląsku bardzo skomplikowane. W konflikcie o przynależność państwową Górnego Śląska – jaki wybuchł w 1919 roku – twórcy Ruchu opowiedzieli się po polskiej stronie. Przy analizowaniu problematyki narodowościowej poszczególnych górnośląskich klubów piłkarskich działających w omawianym okresie pamiętać trzeba, że w miastach większość Ślązaków głosowała w plebiscycie za pozostaniem tego regionu w granicach Niemiec. Założyciele Ruchu byli więc Ślązakami optującymi za Polską. Nie przypadkiem pierwszy mecz rozegrano 3 maja 1920 roku, w dniu uchwalenia Konstytucji trzeciomajowej. Ten pierwszy mecz, z Orłem Józefowiec, zakończył się wygraną piłkarzy Ruchu 3:1. Jako pierwszy na listę strzelców w klubowych kronikach zapisał się Wiktor Prukop.
| Piłkarze którzy wystąpili w pierwszym meczu Ruchu: (3.05.1920) Franciszek Broll Wilhelm Szeilthauer Robert Potyrcha Alojzy Bronder Alfred Matuszczyk Jan Kornas Sylwester Golasz Józef Bartoszek Jan Bartoszek Wiktor Prukop Karol Grzesik |

W maju 1920 roku Ruch przystąpił do Górnośląskiego Związku Towarzystw Sportowych (przekształconego później w Górnośląski Związek Okręgowy Piłki Nożnej (GZOPN)), który przydzielił klub do podokręgu bytomskiego. Piłkarze by zarobić na bilety (trzeba było dojechać na spotkania z rywalami) zorganizowali wówczas kółko teatralne i występowali w organizowanych przez nie przedstawieniach. W nowo powstałym klubie poza pieniędzmi brakowało także sprzętu sportowego. Polski Komisariat Plebiscytowy przekazał klubowi tylko piłkę i sześć par butów piłkarskich. Na jesieni 1920 roku hajduczanie zwyciężyli w rozgrywkach o mistrzostwo obwodu królewskohuckiego, wywalczając tym samym awans do tworzonej właśnie 14-zespołowej Klasy A. W 1921 roku Ruch powoli rozpoczął ugruntowywać swoją piłkarską pozycję w regionie zajmując 3. miejsce w niedokończonych (przerwanych przez wybuch III powstania śląskiego) i nieoficjalnych jeszcze rozgrywkach Klasy A (śląskiej I ligi). W 1922 roku Niebiescy zostali pierwszymi mistrzami nowego okręgu piłkarskiego w strukturach polskiej piłki – (wschodniego) Górnego Śląska – tym samym zostając pierwszymi reprezentantami śląskiej ziemi w finałach mistrzostw Polski. Inauguracyjne spotkanie na poziomie Mistrzostw Polski piłkarze zagrali 29 lipca tego samego roku o godzinie 17:00 z obrońcą tytułu mistrzowskiego Cracovią. Spotkanie zakończyło się przegraną 2:8 (2 bramki Maksymiliana Koeniga). W końcowym rozrachunku bismarkhutcy piłkarze w konfrontacji ze wspomnianą drużyną krakowską, Pogonią Lwów i WKS-em Lublin okazali się najsłabsi. Odnieśli jednak swoje pierwsze zwycięstwo na szczeblu Mistrzostw Polski, pokonując 22 września na wyjeździe WKS Lublin 3:2.
Podstawowymi zawodnikami drużyny w dobie jej pierwszych sukcesów byli m.in.: Herman Kremer, Franciszek i Maksymilian Koenigowie, Wiktor Prukop, Konrad Kusz, Józef Sobota, Jerzy Hyla, Walter Russ czy Hubert Imioła.

### Lata 1923–1926 – Fuzja zBBCi występy w górnośląskiejklasie A

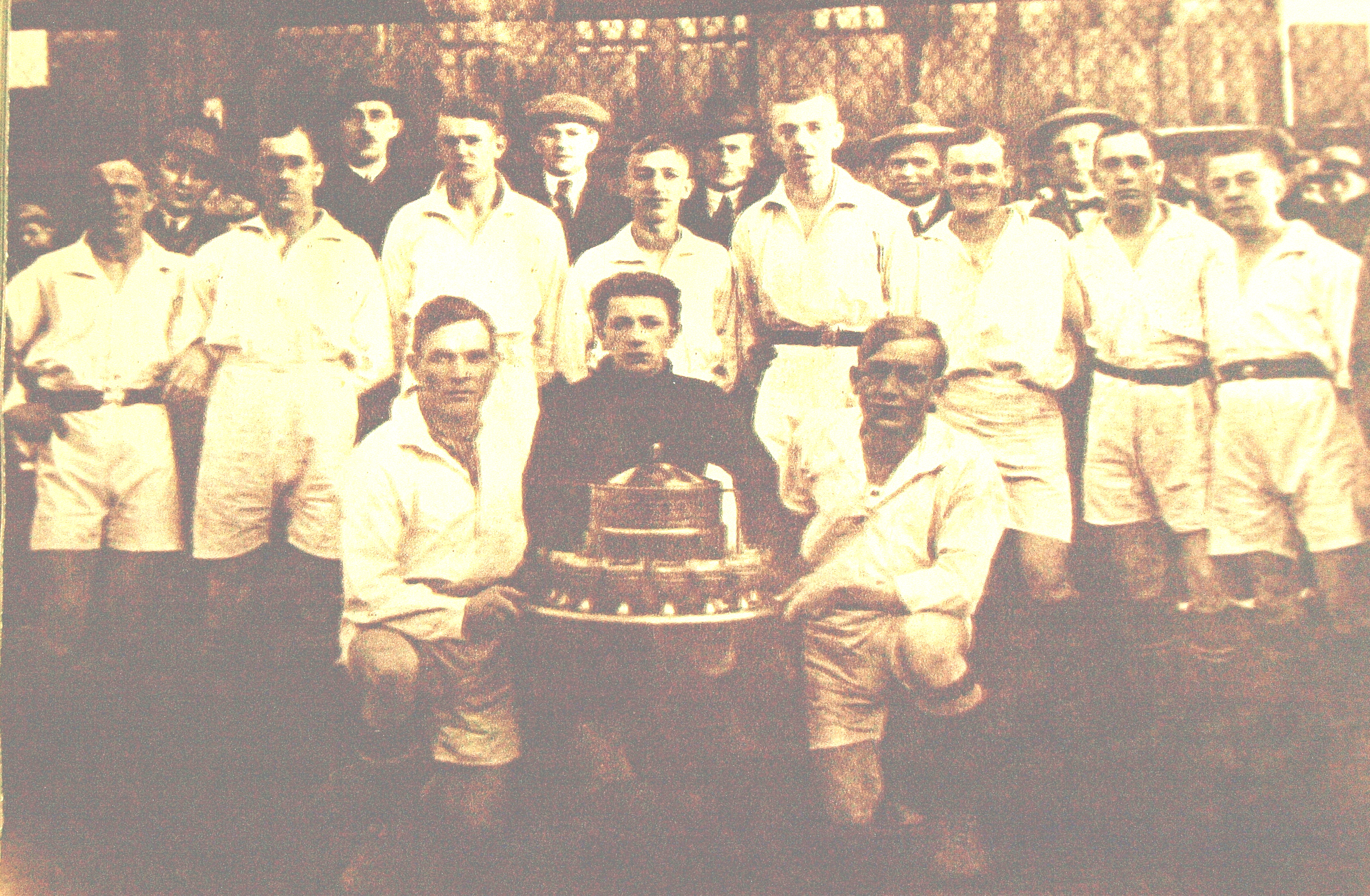
Drużyna Ruchu z 1924 roku – wicemistrzowie Górnego Śląska

Po zakończeniu walki plebiscytowej, gdy wschodni Górny Śląsk stał się częścią państwa polskiego pojawił się problem z funkcjonowaniem górnośląskich klubów zrzeszonych w niemieckich strukturach piłkarskich. 7 sierpnia 1922 roku powstał więc w Królewskiej Hucie Niemiecki Związek Piłkarski (Wojewodschaftsverband) na teren polskiego Śląska (zrzeszał 143 kluby) a kluby wchodzące w jego skład zamierzały kontynuować działalność w rozgrywkach niemieckich. Polskie władze były jednak nieprzychylnie ustosunkowane do tej organizacji, uznawały ją bowiem za swoiste państwo w państwie. W nowej sytuacji politycznej, kluby te (uważane za niemieckie) stanęły przed wyborem – przyjąć polski szyld i przystąpić do rozgrywek polskich; nie przystąpić do polskich rozgrywek, pozostać przy oryginalnej nazwie i ryzykować delegalizację, bądź też połączyć się z klubem znajdującym się już w strukturach PZPN. Niektóre śląskie kluby uznawane za niemieckie (np. AKS Chorzów lub 1.FC Katowice) zmieniły tylko nazwę na polską i przystąpiły do polskich rozgrywek, inne dokonały jednak fuzji z „polskimi” klubami z tych samych miejscowości. Do takiej sytuacji doszło m.in. w Lipinach (Naprzód + Silesia), Katowicach (Pogoń + Victoria) czy Wielkich Hajdukach (Ruch + BBC). W efekcie opisywanego procesu, na jesieni 1923 roku przeprowadzono reorganizację A-klasy, której skład wzrósł w sezonie 1924 do 8 klubów.

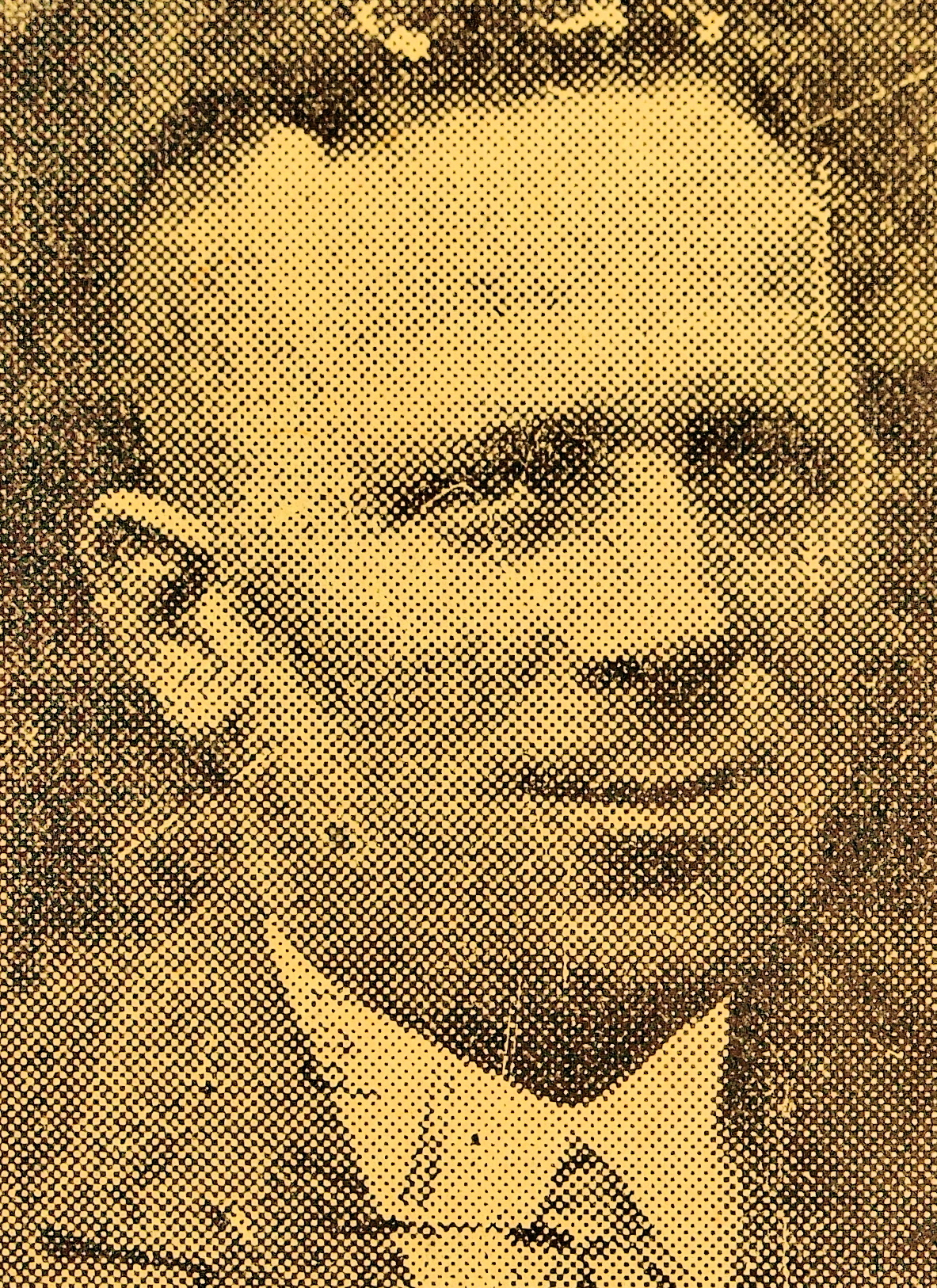
Wilhelm Kałuża
Piłkarz w latach 20.
Działacz w latach 30., 40., 50

W styczniu 1924 roku doszło do połączenia polskiego Górnośląskiego Związku Okręgowego Piłki Nożnej (GZOPN) z niemieckim Wojewodschaft Verband. Kluby uznawane za niemieckie a działające na polskim Górnym Śląsku zostały dokooptowane do polskich rozgrywek. O połączeniu obu hajduckich klubów (Ruchu i BBC) pertraktowano od chwili przyłączenia Wielkich Hajduk do Polski w połowie 1922 roku. Rokowania przeciągały się bo działacze BBC nie chcieli zaakceptować nazwy Ruch jako właściwej dla połączonych klubów. Znaleziono wreszcie sposób na wyjście z impasu: powzięto decyzję, że o nazwie zdecyduje walne zebranie członków obydwu klubów. Owo historyczne zebranie odbyło się 7 stycznia 1923 roku i w jego wyniku zawarto kompromis. Klub występował odtąd w rozgrywkach jako Ruch BBC Wielkie Hajduki. W ten też sposób Niebiescy weszli w posiadanie boiska na Kalinie.
W kolejnym swoim sezonie (1923) w najwyższej górnośląskiej klasie rozgrywkowej klub z Hajduk osiągał słabsze rezultaty, zajmując ostatecznie przedostatnią 5 pozycję. 9 września 1923 drużyna rozegrała swój pierwszy mecz z klubem „zagranicznym” (zachodnia/niemiecka część G.Śląska), pokonując SuSV 09 Beuthen 2:1. W roku 1924 piłkarze włączyli się ponownie w walkę o mistrzostwo wschodniej/polskiej części G. Śląska, ostatecznie kończąc sezon na drugim miejscu, tuż za „rywalem zza miedzy” – AKS-em Królewska Huta. W 1925 roku nie odbyły się rozgrywki klasy A, w zamian Okręgowy Związek Piłki Nożnej w sierpniu zorganizował Puchar Stanisława Fliegera. Ruch dotarł do finału tych rozgrywek pokonując po drodze 1.FC Katowice i AKS Królewska Huta. W decydującym meczu (w styczniu 1926) wygrał z klubem 06 Załęże 3:2. Zwycięstwo w Pucharze poza nieoficjalnym tytułem mistrza Śląska dawało także kwalifikację do pierwszej i jedynej edycji przedwojennego Pucharu Polski i po pomyślnym losowaniu fazy ogólnokrajowej „Niebiescy” od razu przystąpili do meczu półfinałowego. Na tym szczeblu 4 lipca 1926 Niebiescy zmierzyli się z późniejszym triumfatorem Wisłą Kraków, przegrywając w Krakowie 0:1. W Ruchu nie mógł zagrać Józef Sobota – uznawany za najlepszego piłkarza w drużynie – powołany na mecz reprezentacji Polski. Dwa tygodnie po tym spotkaniu Ruch ponownie wywalczył mistrzostwo Górnego Śląska w A-klasie pokonując wysoko najsilniejszych rywali: 1.FC (4:1, 5:3) i AKS (6:2). Jednak i tym razem na szczeblu ogólnopolskim zdołał wygrać tylko jedno spotkanie, odpadając w fazie grupowej. Pod koniec roku klub po raz drugi zdobył Puchar Fliegera, potwierdzając swą dominację wśród klubów górnośląskich. Piłkarzami decydującymi w tym okresie o grze drużyny byli: Herman Kremer, Franciszek Koenig, Józef Sobota, Wincenty Gensior, Konrad Kusz, Paweł Kutz, Stefan Katzy, Karol Frost, Wilhelm Kałuża, czy też Paweł Buchwald.

### Lata 1927–1930 – Trudne ligowe początki

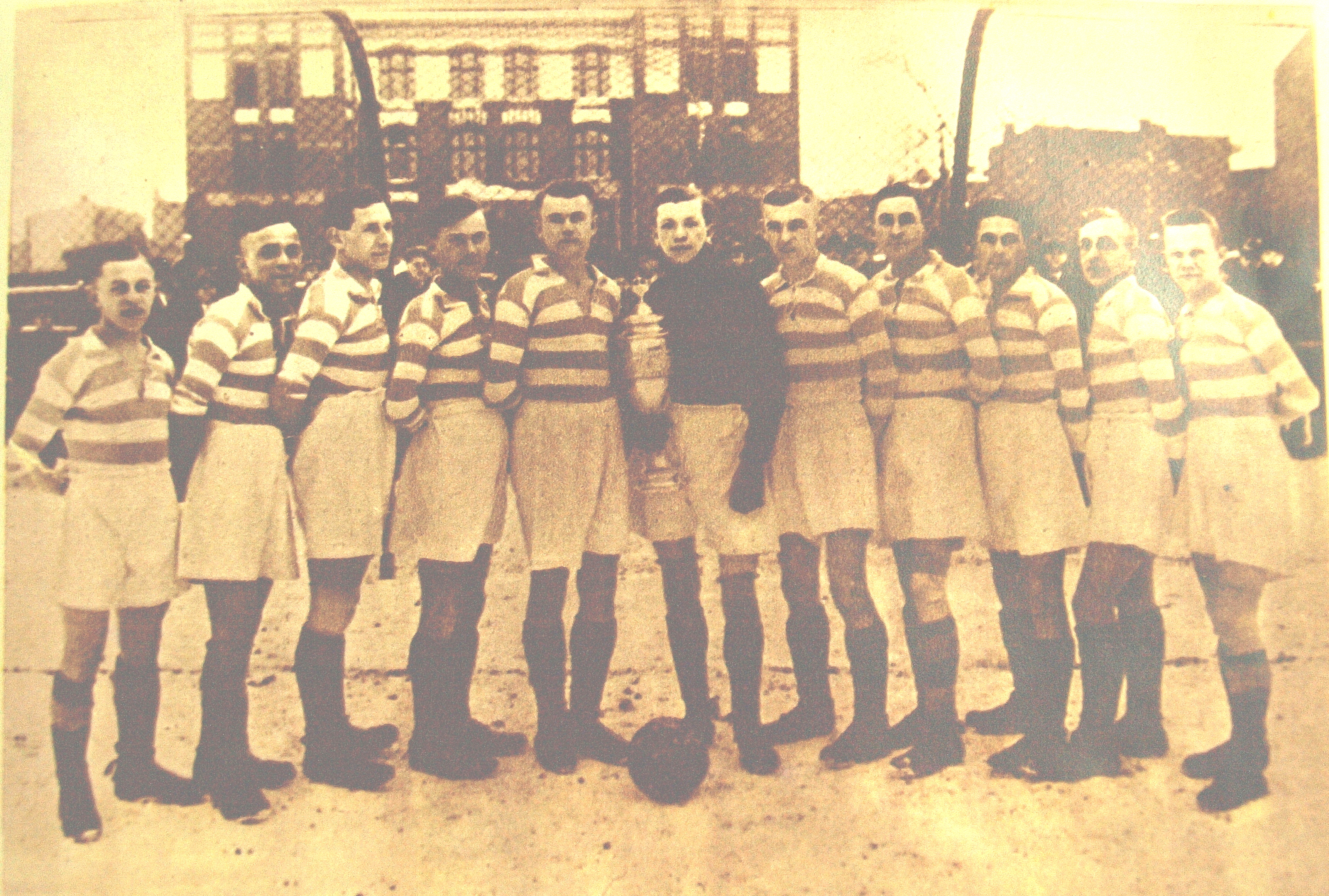
Pierwsza ligowa drużyna Ruchu z 1927 roku

W 1927 Ruch znalazł się w gronie założycieli Ligi Polskiej. O przystąpieniu klubu do grona secesjonistów z PZPN zdecydował konflikt ze związkiem do którego doszło z powodu okoliczności powołania do kadry narodowej Józefa Soboty (4 lipca 1926 – w dzień półfinałowego pojedynku w Pucharze Polski z Wisłą Kraków). Józef Sobota trafił do reprezentacji narodowej jako pierwszy w historii zawodnik Ruchu. Zadebiutował w meczu z Estonią, który Polska wygrała 2:0, a on sam zdobył jedną z bramek. Pierwszy mecz ligowy piłkarze rozegrali na wyjeździe, choć w roli gospodarza, przegrywając 0:7 z 1. FC Katowice. Była to największa ligowa porażka klubu w okresie przedwojennym, a mecz zgromadził największą liczbę widzów z wszystkich spotkań pierwszej historycznej kolejki polskiej ekstraklasy. Autorem pierwszej ligowej bramki dla Ruchu, która padła w 3. kolejce, w przegranym 1:3 meczu z Łódzkim Klubem Sportowym był 24 kwietnia 1927 Józef Sobota.

Herb Klubu Sportowego „Ruch” Wielkie Hajduki

W 1927 roku, pomimo zakończenia rozgrywek na zaledwie 12 pozycji, klub uzyskał kilka znakomitych rezultatów, do których trzeba zaliczyć zwycięstwa na wyjeździe z zaliczanymi do ligowej czołówki; Wartą Poznań 4:1, Polonią Warszawa 5:3 czy Pogonią Lwów 1:0. Przy ocenie dorobku klubu w pierwszych sezonach ligowych należy uwzględniać fakt, że mecze u siebie „Niebiescy” rozgrywali na stadionach w Katowicach (obiekty 1.FC i Pogoni) i Królewskiej Hucie. Ruch w omawianym okresie był klubem środowiskowym, finansowanym niemal wyłącznie ze składek członkowskich i wpływów z biletów. „Niebieskich” nie było stać na zatrudnianie trenera. Bieda była także przyczyną nie dopuszczenia klubowego boiska „na Kalinie” do rozgrywek. Uzyskanie licencji wiązało się bowiem z przebudową tego obiektu. Pomimo kłopotów finansowych i organizacyjnych piłkarze także w następnym sezonie uzyskiwali wyniki uznawane za niespodzianki, pokonując m.in. 4:1 Cracovię. Niezwykle trudny dla klubu był sezon 1929, kiedy to (jedyny raz w okresie międzywojennym) musiał bronić się przed spadkiem. „Niebiescy” zwyciężali na wyjeździe z Cracovią, Legią Warszawa czy Pogonią Lwów, potrafili pokonać kluby walczące o tytuł mistrzowski (Wartę Poznań i Garbarnię Kraków) tracili natomiast punkty w konfrontacjach z klubami walczącymi o utrzymanie w lidze. Grali jednak na tyle uczciwie, że właśnie w 1929 zostali nagrodzeni „Pucharem Dżentelmenów” dla grających najbardziej fair-play w Polsce.
W 1930 roku Ruch świętował jubileusz 10-lecia, udało się z tej okazji pozyskać pomoc gminy i w rundzie rewanżowej hajducki klub zadebiutował w lidze na własnym obiekcie. Planowano nawet wzmocnienie klubu poprzez fuzję ze Śląskiem Świętochłowice. W latach 1927–1930 wśród piłkarzy klubu wyróżniał się Jan Badura, który zagrał we wszystkich meczach ligowych i jako pierwszy zawodnik w historii polskiej ekstraklasy rozegrał w niej 200 spotkań. Najskuteczniejszym zawodnikiem drużyny był wtedy Józef Sobota. W 1927 do juniorów Ruchu trafił Teodor Peterek, a rok później zadebiutował w meczu ligowym.

### Lata 1931–1939 – „Złote lata” w historii klubu

#### Wzrost znaczenia klubu

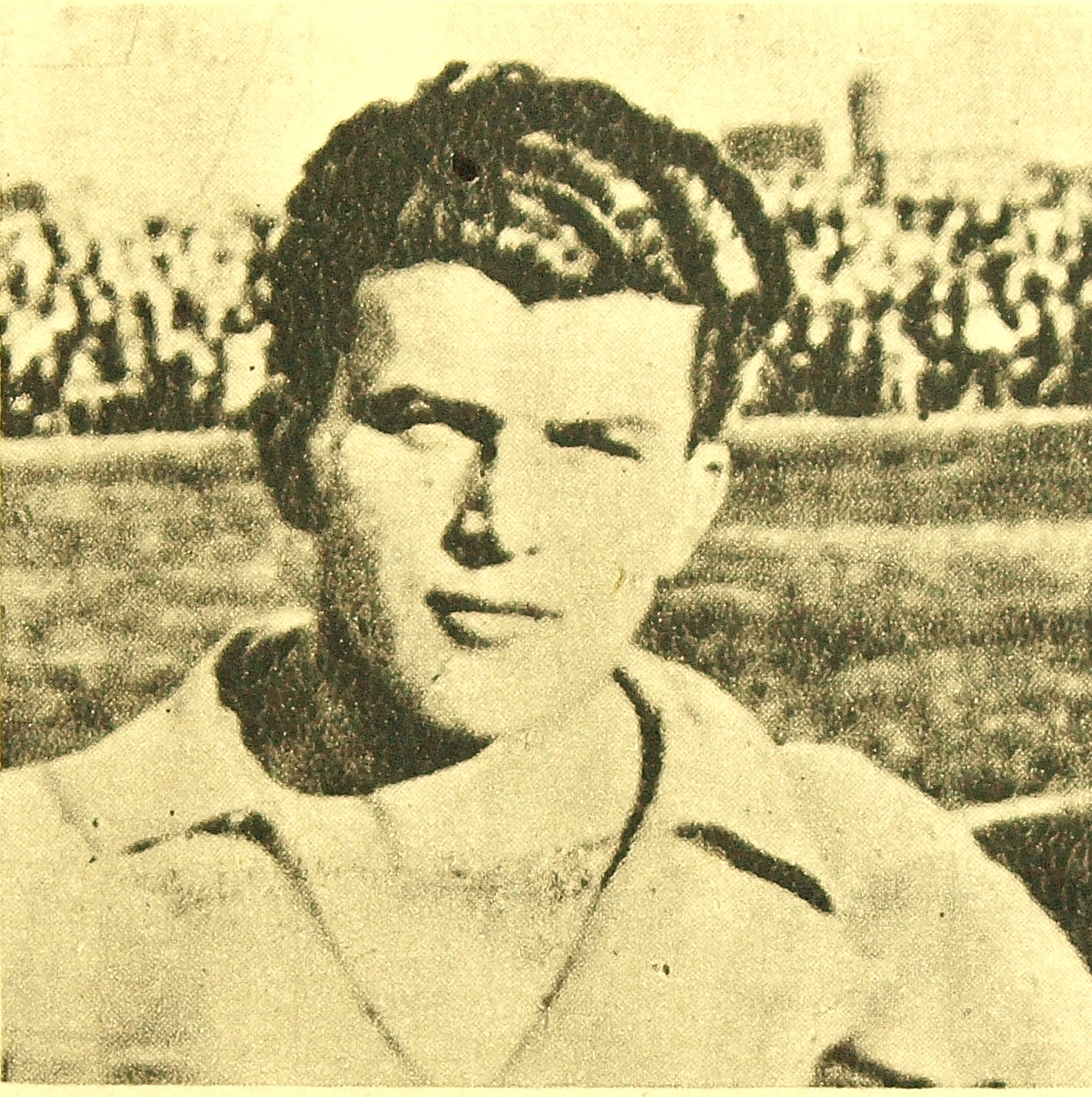
Edmund Giemsa

W kwietniu 1931 roku „Niebiescy” zostali po raz pierwszy liderem Ligi, a na zakończenie sezonu ligowego po raz pierwszy uplasowali się w czołówce tabeli (5. miejsce). Na poprawę wyników uzyskiwanych przez klub złożyło się przynajmniej kilka przyczyn. Sezon 1931 był pierwszym, w którym „Niebiescy” rozgrywali wszystkie mecze „u siebie” na własnym boisku, miejsce w podstawowej jedenastce wywalczyło dwóch wychowanków – Gerard Wodarz i Ewald Urban – uznawanych za bardzo uzdolnionych piłkarsko. Skład drużyny został też uzupełniony o dwóch nowych zawodników, którymi byli: Eryk Kurek i Edmund Giemsa. Jednocześnie kariery sportowe kończyli zawodnicy grający w Ruchu od początku lat 20. Wielu z tych piłkarzy, chociażby Wilhelm Kałuża, Paweł Buchwald czy Józef Sobota pozostało w klubie obejmując w nim różne funkcje i zostając jego wieloletnimi działaczami. Od samych początków istnienia klubu, wielu jego piłkarzy i działaczy było ze sobą spokrewnionych czy spowinowaconych. Niemal wszyscy wywodzili się bowiem ze społeczności Wielkich Hajduk. Od 1930 klub pozostawał jedynym reprezentantem Śląska w ekstraklasie.

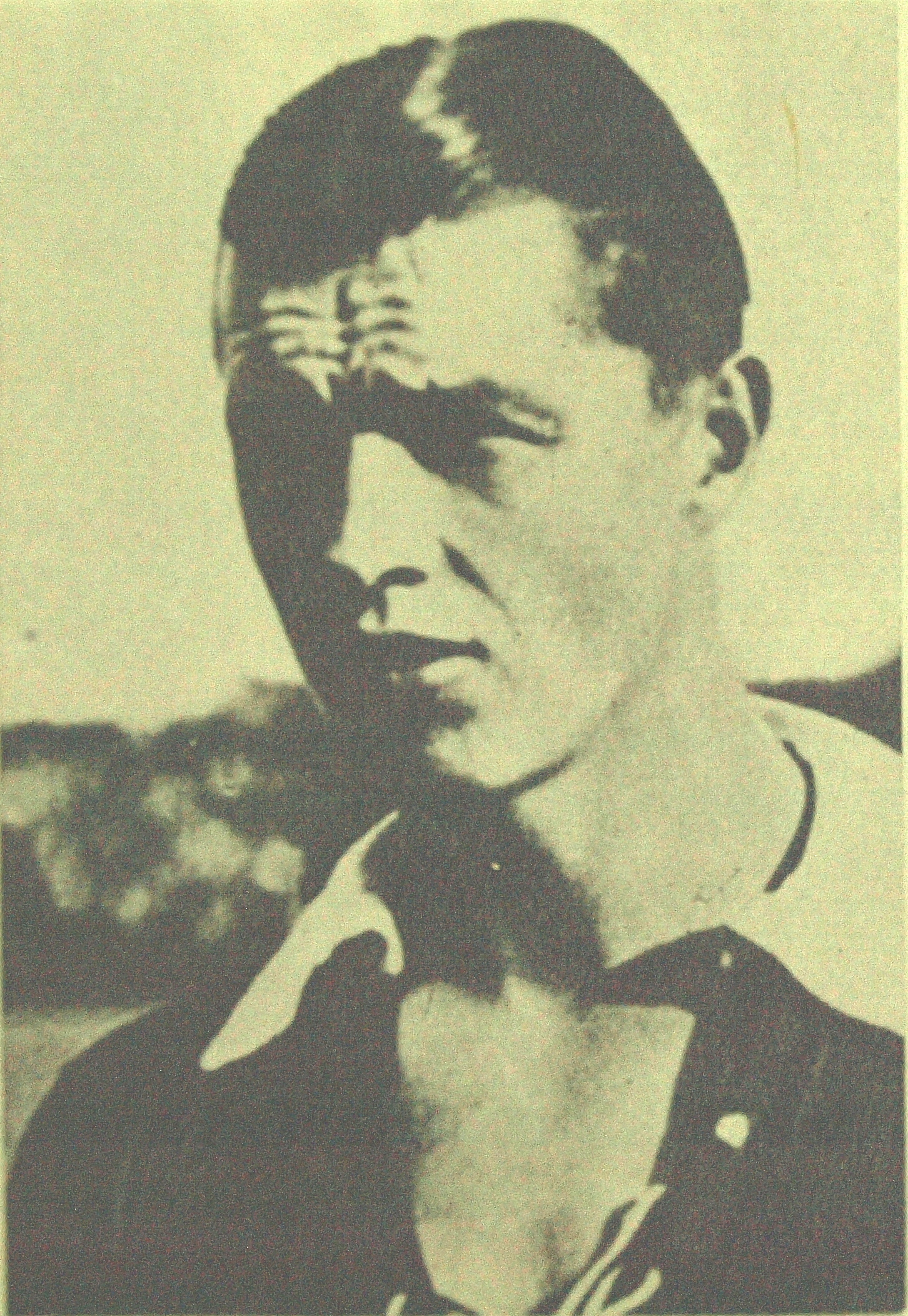
Teodor Peterek, zdobywca największej liczby bramek w przedwojennej ekstraklasie

W sezonie 1933 Liga została podzielona na dwie grupy. Ruch zajął drugie miejsce w grupie zachodniej, za Cracovią, awansował tym samym do 6-zespołowej grupy mistrzowskiej. W grupie mistrzowskiej „Niebiescy” okazali się najlepsi, zostając tym samym pierwszym śląskim klubem jaki zdobył najcenniejsze krajowe trofeum. Klub ustanowił także rekord – zdobył tytuł mając największy w historii polskiej piłki wkład wychowanków. Wszyscy piłkarze klubu urodzili się w odległości zaledwie kilku kilometrów od boiska „na Kalinie”.
W decydującym spotkaniu Ruch wygrał na wyjeździe z obrońcą tytułu mistrzowskiego, Cracovią 2:1. Prawie dwa tysiące sympatyków klubu przyjechało na ten mecz specjalnym pociągiem. Triumf Ruchu (uznawany za niespodziewany) wzbudził na Górnym Śląsku wielki entuzjazm. Klub stał się sportową wizytówką regionu, a jego dalsze sukcesy przyczyniły się do olbrzymiego wzrostu zainteresowania piłką nożną i popularyzacji tej dyscypliny na Górnym Śląsku. Zimą 1933 roku, wykorzystując przerwę w rozgrywkach, klub pozyskał Ernesta Wilimowskiego z 1. FC Katowice za kwotę 1000 zł (kilkukrotny Król strzelców). Transfer ten był możliwy dzięki wsparciu finansowemu jakiego udzielać zaczęła klubowi Huta Batory, która stała się także współwłaścicielem klubu. Oprócz wsparcia sponsora klub uzyskał także pomoc gminy, która przyznała mu teren pod budowę nowego stadionu.

#### Okres największej prosperity
Inauguracyjnym spotkaniem sezonu 1934 był dla Ruchu mecz wyjazdowy z Cracovią, po meczu z którą „Niebiescy” zdobyli swoje pierwsze mistrzostwo. W tym swoistym rewanżu Ruch wygrał 3:0, a dwie asysty zaliczył debiutujący w barwach klubu Ernest Wilimowski. W następnych kolejkach ligowych piłkarze Ruchu wykazywali niezwykłą skuteczność strzelecką pokonując ŁKS Łódź 6:0, Wartę Poznań 7:3, Warszawiankę 7:1, Garbarnię 7:4, wicemistrza Pogoń Lwów 5:0 czy Podgórze Kraków 13:0, odnosząc swoje najwyższe zwycięstwo w ekstraklasie. Zdobywcami bramek dla Ruchu byli przede wszystkim Ernest Wilimowski (33) i Teodor Peterek (28), rywalizujący ze sobą o tytuł króla strzelców. Ci piłkarze, wespół z Gerardem Wodarzem, cieszyli się największą popularnością wśród kibiców i zwani byli „Trzema Królami”. Tytuł mistrzowski klub obronił już 21 października (na miesiąc przed końcem sezonu), a w rozgrywkach ligowych prowadził od pierwszej do ostatniej kolejki. Sukcesy te piłkarze odnosili grając bez trenera. Na trzy kolejki przed końcem sezonu, 1 listopada 1934, jako ostatni klub ligowy Ruch zatrudnił wreszcie szkoleniowca. Został nim Gustav Wieser. Tym samym Ruch pod względem organizacyjnym dorównał pozostałym ligowcom, a dalsza pomoc huty położyła definitywny kres problemom finansowym klubu, który awansował w latach trzydziestych do roli ligowego hegemona.

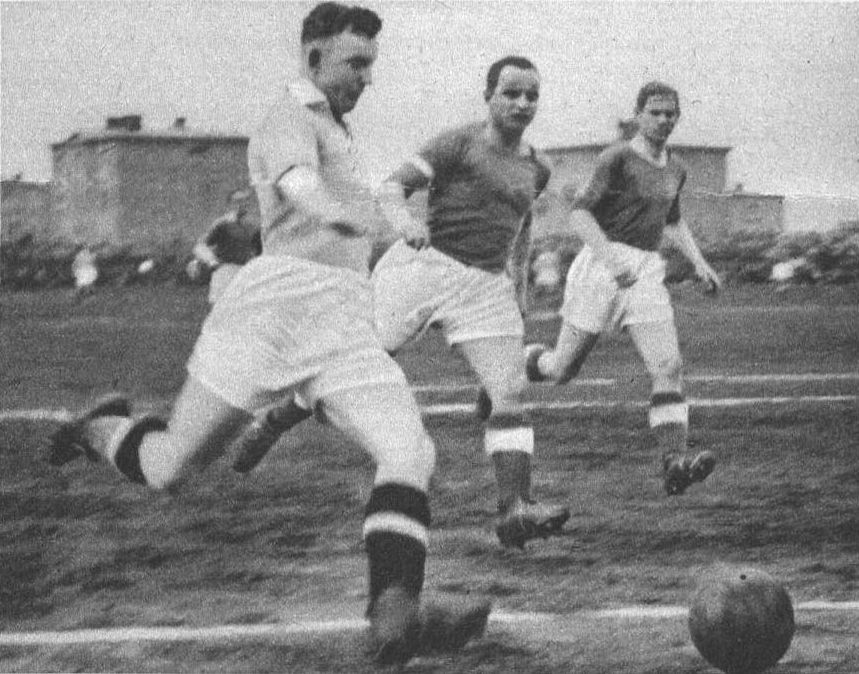
Mecz z „Wartą” Poznań, przy piłce Wilimowski. Maj 1937

Mimo braku zorganizowanych rozgrywek na skalę europejską klub z Wielkich Hajduk rozgrywał spotkania towarzyskie z zagranicznymi klubami, między innymi z Bayernem Monachium (1:0 dla „Niebieskich” po strzale Teodora Peterka), czy też z VfB Stuttgart (wygrana Ruchu 5:4 po trzech bramkach „Eziego” i dwóch Gerarda Wodarza), za co został nagrodzony przez MSZ za najlepsze wyniki na arenie międzynarodowej. 29 września 1935 roku piłkarze z Hajduk rozegrali inauguracyjne spotkanie na nowym stadionie. W tym też roku obronili po raz kolejny tytuł mistrzowski, pomimo iż z powodu kontuzji Ernest Wilimowski wystąpił tylko w 7 meczach. W sezonie 1936 doszło do konfliktu klubu z PZPN-em, w efekcie którego Wilimowski został zawieszony „za pijaństwo”, choć nigdy nie udowodniono winy ani nawet oficjalnie nie orzeczono kary. Konflikt nie przeszkodził piłkarzom w zdobyciu 4. tytułu mistrzowskiego, a Ernestowi Wilimowskiemu w sięgnięciu po raz drugi po tytuł króla strzelców (razem z Teodorem Peterkiem). Po czterech z rzędu mistrzostwach w 1937 klub uplasował się tylko na najniższym stopniu ligowego podium. Rok później zakończył jednak sezon na 1. miejscu, odzyskując tytuł mistrzowski. Sukces ten przypisywano w znacznej mierze nowemu trenerowi, Stefanowi Voglowi, który przywrócił w drużynie dyscyplinę. 

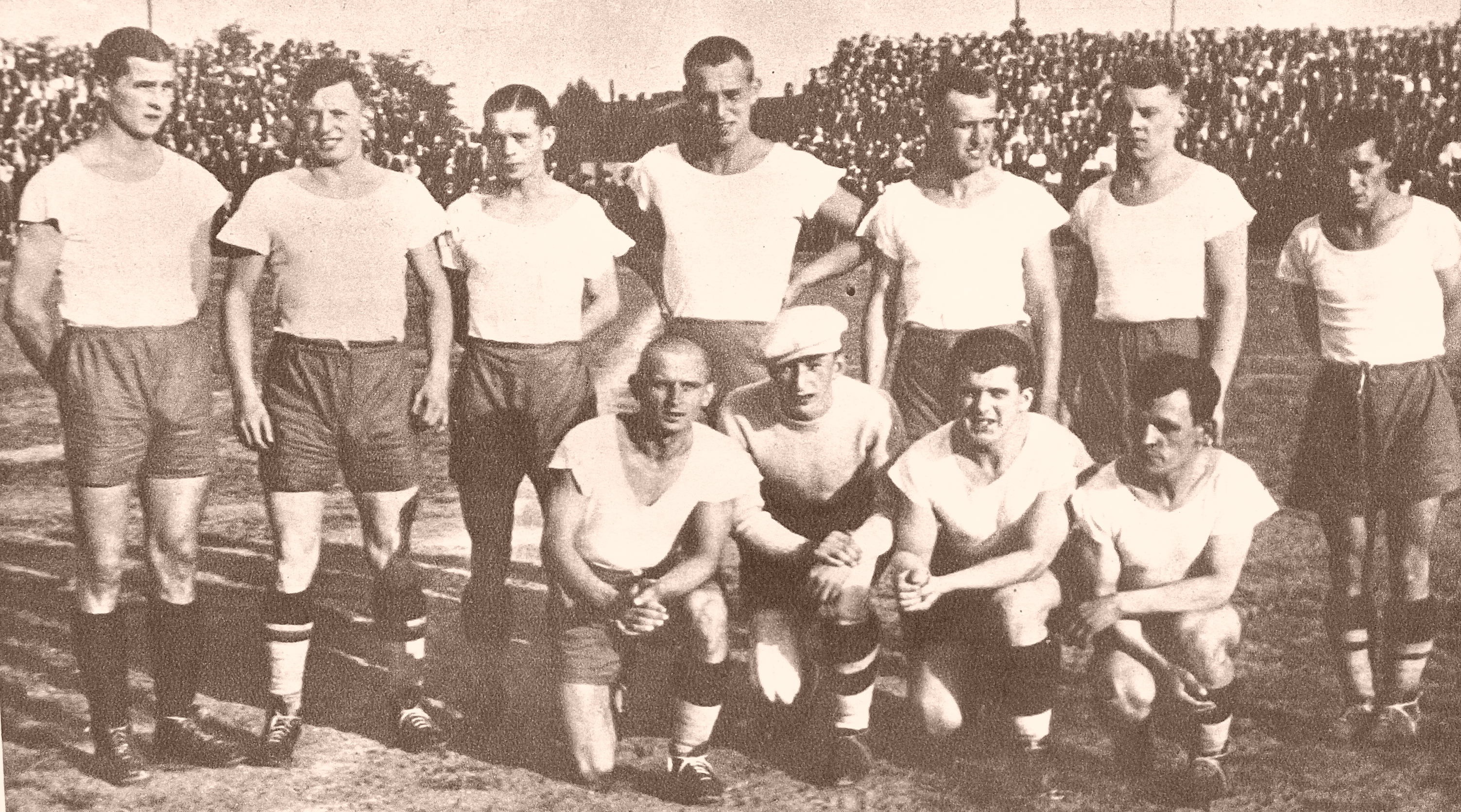
Zdobywcy 5 tytułu mistrzowskiego dla Ruchu

W 1938 roku wychowanek klubu Walter Brom został powołany do reprezentacji Polski na Mistrzostwa Świata zostając tym samym najmłodszym bramkarzem w historii tej imprezy.
W niedokończonym sezonie 1939 z powodu wybuchu II wojny światowej, klub zmienił nazwę na Ruch Chorzów (w kwietniu 1939 roku gminę Wielkie Hajduki włączono do Chorzowa). Następnie prowadził z dorobkiem 18 punktów nad drugą w tabeli Wisłą Kraków (16 punktów). Liderem klasyfikacji strzelców z dorobkiem 26 goli (w 14 spotkaniach) był wówczas Ernest Wilimowski. Wilimowski – uznawany za najwybitniejszego przedwojennego polskiego piłkarza – był w niedokończonym sezonie 1939 zdobywcą niemal 10% wszystkich strzelonych w lidze bramek. Piłkarzami decydującymi o sile drużyny w omawianym okresie, poza „Trzema Królami”, byli: Edmund Giemsa, Ewald Urban, Jan Badura, Karol Dziwisz, Franciszek Zorzycki i Eryk Tatuś. 20 sierpnia 1939 piłkarze Ruchu rozegrali ostatnie spotkanie ligowe w sezonie 1939. Wybuch II wojny światowej zakończył „złotą erę” w dziejach hajduckiego (a od 1 kwietnia 1939 już chorzowskiego) klubu. Ruch jako zdobywca 5 tytułów mistrza Polski był wówczas najbardziej utytułowanym polskim klubem piłkarskim.

### Lata 1939–1945 – II wojna światowa

#### Likwidacja Ruchu przez władze III Rzeszy
Po wybuchu wojny, 2 września 1939 roku niemieckie władze okupacyjne zlikwidowały klub i na jego miejsce powołały Bismarckhütter Ballspiel Club (później Bismarckhütter Sport Vereingung 1899 e.V), gdzie dalej grała część przedwojennych piłkarzy Ruchu. W realiach III Rzeszy górnośląscy piłkarze (w przeciwieństwie do piłkarzy na pozostałych obszarach II RP) mogli grać w piłkę, żadnych przeciwwskazań do kontynuowania przez nich karier sportowych nie widział też przedwojenny selekcjoner reprezentacji Polski – Józef Kałuża.
Delegalizacja Ruchu nie była zjawiskiem jednostkowym, urzędowo skasowano wówczas polskie nazewnictwo górnośląskich klubów, a Ruch powrócił do nazwy i tradycji BBC, z którym przeprowadził fuzję w 1923 roku i z którym także przed tą datą łączyły go postacie niektórych założycieli i piłkarzy (będących członkami BBC przed powstaniem Ruchu).
Pierwszy mecz pod niemieckimi rządami rozegrano na byłym polskim Górnym Śląsku 1 października 1939. Wkrótce po tym wydarzeniu władze III Rzeszy uznały, że stare niemieckie nazwy górnośląskich klubów przywrócone 2 września nadal kojarzą się za bardzo z polskością, bowiem kluby te przystąpiły w latach 1923–1924 do polskiego GZOPN. Przeprowadzono więc wówczas ponownie odgórną akcję zmieniania nazw klubów, co zbiegło się z wydaniem dekretu o likwidacji wszelkich przejawów polskości na Śląsku (8 października 1939). W jej efekcie Bismarckhütter Ballspiel Club przemianowany został 12 listopada 1939 roku na Bismarckhütter Sport Vereingung 1899 e.V (pełna nazwa), a zwany był przez prasę także SVg Bismarckhütte, Bismarckhütter SV 99 lub BSV 1899. Nazwa ta nawiązywać miała do tradycji klubu Turnverein Jahn 1899, rozwiązanego w 1922 roku przez polską administrację. Pod taką właśnie nazwą klub rozegrał swój pierwszy „wojenny” mecz 19 listopada 1939 r. z Turn- und Sportverein Lipine (1:2). W składzie BSV zagrali wówczas tacy piłkarze jak: Walter Brom, Karol Dziwisz, Emil Dziwisz, Fryderyk Skrzypiec, Emil Fica, Ewald Urban, Teodor Peterek, Ernest Wilimowski czy Gerard Wodarz – wszyscy oni bronili barw Ruchu w I lidze polskiej przed wybuchem II wojny światowej. Pierwszą bramkę na boiskach III Rzeszy zdobył dla klubu Teodor Peterek – a więc najskuteczniejszy napastnik polskiej przedwojennej ekstraklasy. Później poza wymienionymi w BSV grali także Eryk Tatuś, Edmund Giemsa, Walter Panchyrz i Józef Przecherka – piłkarze którzy także zdobywali wcześniej z Ruchem tytuły mistrza Polski. Nie można zapominać, że polska część Górnego Śląska została wcielona do III Rzeszy, stając się integralną częścią państwa niemieckiego. Wraz z niemiecką władzą do zarządu Ruchu powrócili ludzie związani z BBC. Ewald Czech – który był już na początku lat 20. prezesem BBC – został nowym prezesem klubu. W listopadzie 1939 kierownikiem sportowym BSV został natomiast Józef Sobota – były reprezentant Polski i honorowy członek Ruchu. W latach 1939–1945 przepadło wiele pamiątek związanych z Ruchem (za ich posiadanie groziła kara śmierci), lista zaginionych trofeów obejmuje m.in. 19 pucharów. Wśród utraconych trofeów figuruje też Puchar Ministra Spraw Zagranicznych, uzyskany przez klub na własność w 1936 roku.

#### Występy w rozgrywkach niemieckich
W marcu 1940 rozpoczęły się na obszarze dawnego polskiego Śląska kwalifikacje do śląskiej gauligi – najwyższej klasy rozgrywkowej. Kwalifikację uzyskać mogły tylko dwie drużyny z byłego polskiego Śląska (1.FC zaliczono do niej od razu jako klub niemiecki), BSV 1899 nie zdołał wówczas awansować. Awans do górnośląskiej gauligi (GL Oberschlesien) wywalczono w 1941 r. i w następnym sezonie 1941/42 klub zajął w tych rozgrywkach 2. miejsce, tuż za Germanią Königshütte, odnosząc m.in. wysokie zwycięstwo nad 1.FC Kattowitz 13:0. Klub nie był jednak w stanie uchronić piłkarzy przed powołaniami do Wehrmachtu i pod koniec 1941 stracił Gerarda Wodarza i Ewalda Urbana. Powołania otrzymali też inni podstawowi zawodnicy klubu: Teodor Peterek, Edmund Giemsa i Emil Dziwisz. W sezonie 1942/1943 „ex-Niebiescy” zajęli 4. miejsce. Rok później, w sezonie 1943/44 piłkarze BSV stanęli ponownie przed szansą wywalczenia mistrzostwa Górnego Śląska, przegrali jednak w decydującym o tytule spotkaniu 1:2 z Germanią Königshütte i nie udało się przerwać dominacji „Zielonych Koniczynek” (Germanii/AKS-u). W sezonie 1943/44 w klubie grali jeszcze tacy przedwojenni piłkarze jak: Eryk Tatuś, Karol Dziwisz, Emil Fica czy sporadycznie Gerard Wodarz (będąc na przepustkach z Wehrmachtu). Z kolei tacy piłkarze jak Alojzy Dzielong, Bernard Morys czy Andrzejewski decydowali o grze Ruchu po zakończeniu II wojny światowej.
W sezonie 1944/45 w barwach klubu występowali już niemal wyłącznie juniorzy, w 1944 roku zadebiutował w drużynie Gerard Cieślik, który wkrótce także powołany został do Wehrmachtu. Z powodu problemów z rekrutacją do armii, władze III Rzeszy wysyłały powołania także osobom posiadającym najniższą IV kategorię „Volkslisty” (DVL), a nawet osobom nie urodzonym na Górnym Śląsku (gdzie wpis na DVL był obowiązkowy) lub nie figurujących wcale na DVL. W efekcie tego przymusowego werbunku wielu Górnoślązaków dezerterowało z Wehrmachtu w następstwie czego stanowili oni około 40% Polskich Sił Zbrojnych na Zachodzie. 20 stycznia 1945 BSV miało grać z Turn- und Sportverein Lipine (Naprzód Lipiny), jednak spotkanie prawdopodobnie już się nie odbyło. Ostatnia runda rozgrywek gauligi z udziałem BSV odbyła się więc 14 stycznia 1945 roku. W swoim ostatnim meczu BSV zremisował 1:1 z TuS Charley, a w składzie klubu wystąpili niemal wyłącznie zawodnicy rezerwowi, pozostali odbywali bowiem służbę w Wehrmachcie. 27 stycznia na Górny Śląsk wkroczyła Armia Czerwona i klub został zlikwidowany.

### Lata 1945–1948 – Odbudowa klubu w państwie socjalistycznym

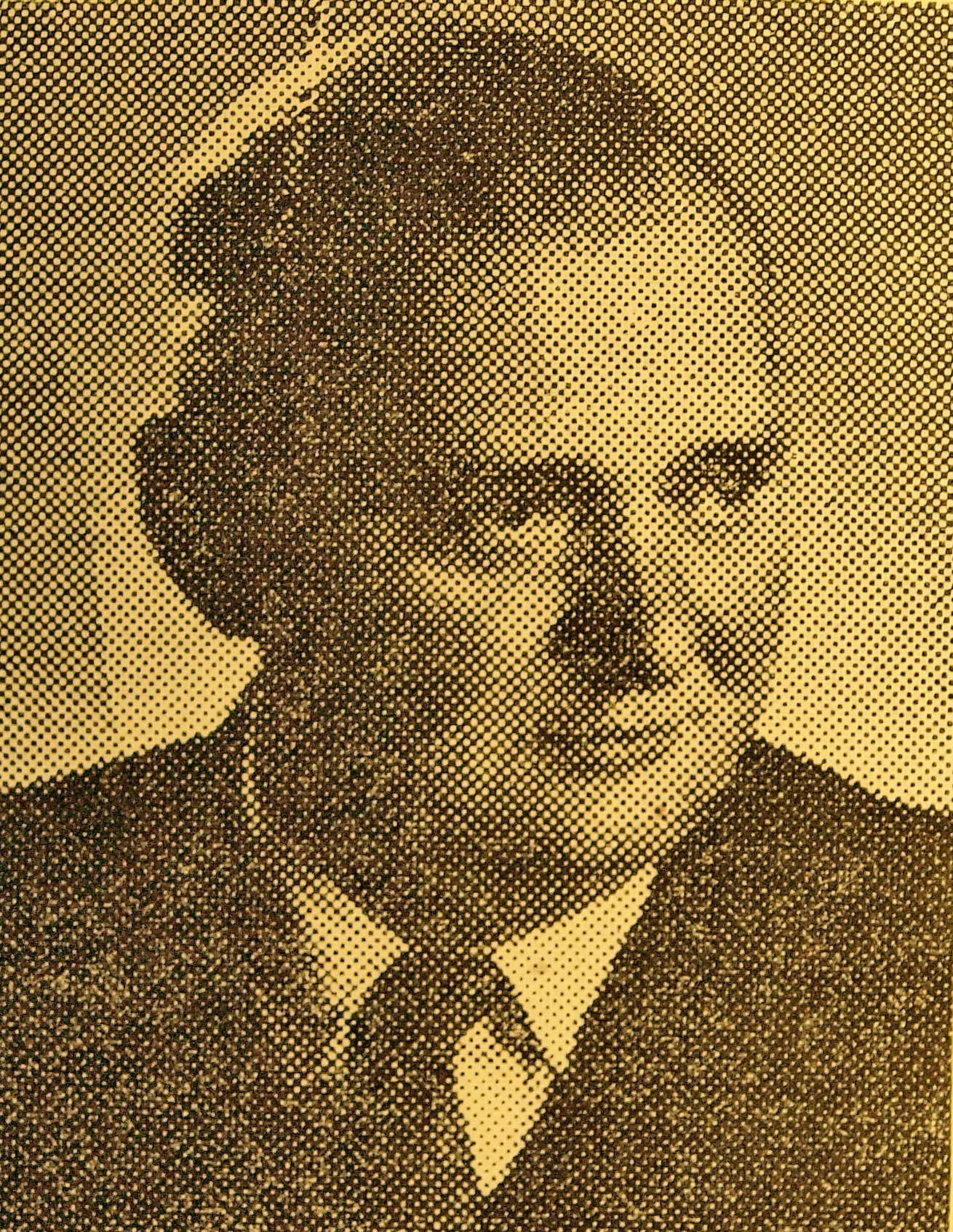
Franciszek Wiza, działacz klubu

27 lutego 1945 roku w świetlicy klubu, pod trybunami stadionu, odbyło się „informacyjne zebranie działaczy byłego Ruchu”, które zorganizował przedwojenny działacz „Niebieskich” – Franciszek Wiza. Wówczas wyłoniono „tymczasowy komitet sportowy”, a nowym-starym prezesem został Feliks Kurcz. Natomiast walne zebranie członków odbudowującego się klubu zorganizowano 4 marca 1945 roku w kasynie hutniczym w Chorzowie Batorym.
Pierwszy powojenny mecz „Niebiescy” rozegrali 15 marca tego samego roku na tzw. „Kresach” (boisko treningowe). Były to derby Chorzowa, w których Ruch zremisował z AKS-em 2:2. Spotkanie nie mogło odbyć się na stadionie Ruchu, stacjonowała bowiem na nim aż do 30 listopada 1945 Armia Czerwona. Później nowe władze przekazały go RKS Batory i Ruch musiał dopiero walczyć o jego zwrot. Problemy z boiskiem i pieniędzmi pojawiły się już w chwili reaktywacji klubu. Okolicznościowe mecze z Wisłą Kraków i Polonią Bytom, z okazji obchodów 25-lecia klubu, „Niebiescy” także musieli rozgrywać na boisku treningowym, tzw. „Kresach”.

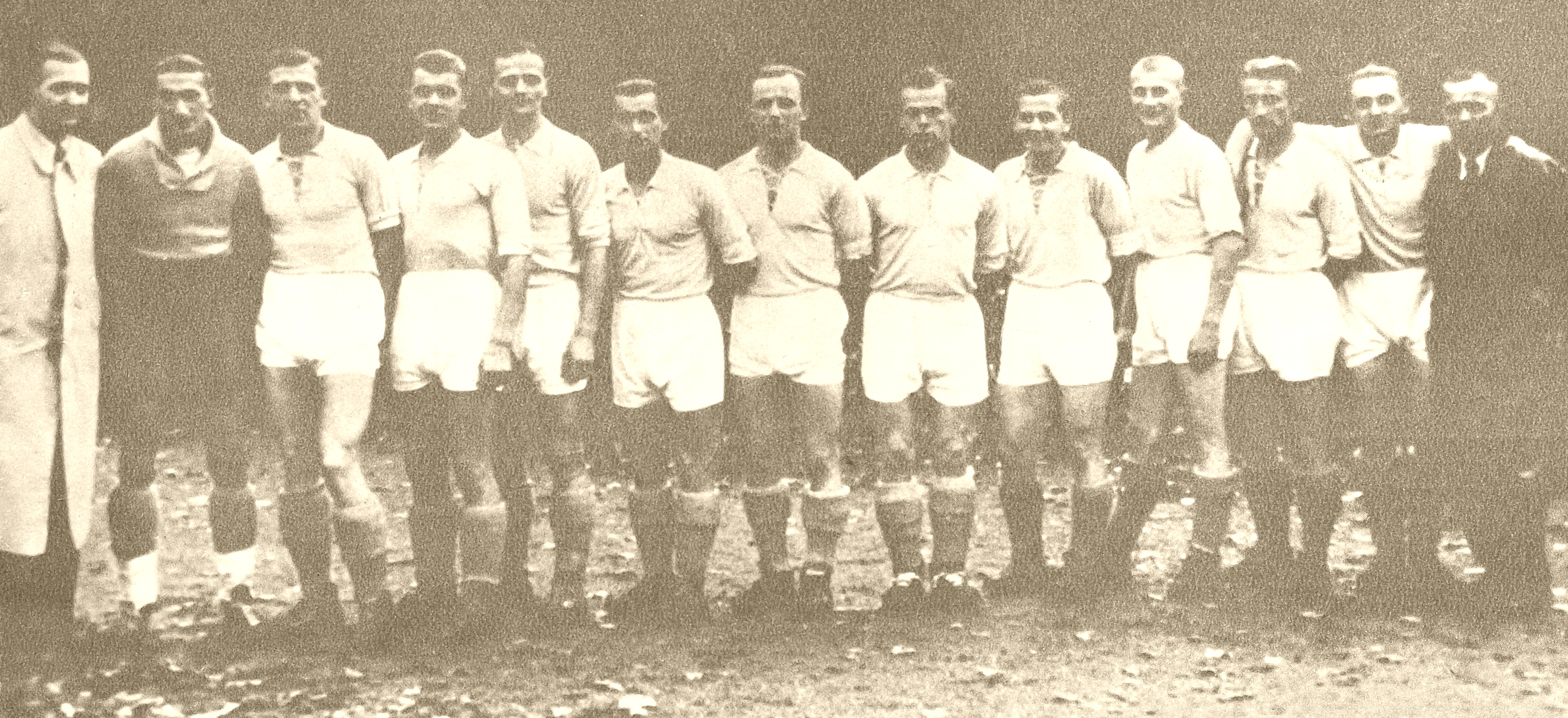
Piłkarze Ruchu w 1945 roku

Po wojnie w Ruchu działali ci sami ludzie. Bernard Skop i Edward Superniok byli przecież współzałożycielami Ruchu. Jan Broll, Franciszek Wiza (inicjator reaktywacji) i Józef Wieczorek otrzymali tytuł honorowego członka Ruchu już w 1930 roku. Przedwojenny piłkarz i działacz klubu – Wilhelm Kałuża – namawiał wtedy powracających na Górny Śląsk byłych piłkarzy Ruchu do wznowienia karier sportowych. Wielu przedwojennych piłkarzy klubu przebywało jednak poza granicami Polski. 8 kwietnia 1945 w pierwszym meczu nowego powojennego sezonu w składzie Ruchu zagrali (z Pogonią Nowy Bytom): Walter Brom, Karol Dziwisz i Alojzy Dzielong, a więc podstawowi piłkarze BSV.

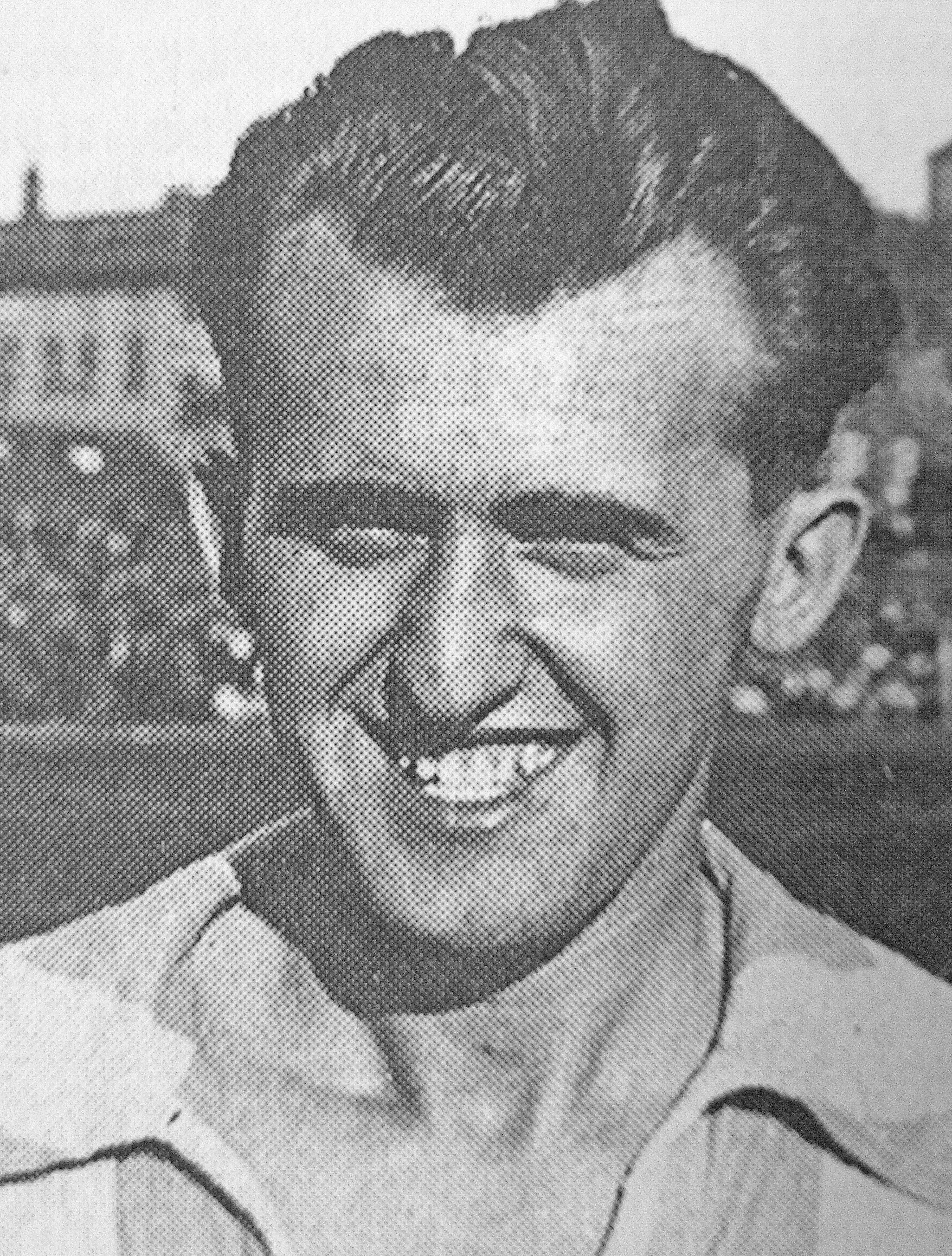
Gerard Wodarz

W 1945 roku piłkarze Ruchu zakwalifikowali się do klasy A. 16 stycznia 1946 roku Ruch jako jedyny klub na Górnym Śląsku głosował za reaktywacją Ligi. Do wznowienia rozgrywek ligowych jednak nie doszło, zaś w rozgrywkach o mistrzostwo Górnego Śląska w sezonie 1945/46 Ruch zajął dopiero 5. miejsce. Ten pierwszy powojenny sezon klub grał głównie juniorami. Lepsze wyniki Ruch zaczął uzyskiwać gdy zaczęli powracać do kraju jego przedwojenni piłkarze. Powrócili nawet piłkarze decydujący o grze Ruchu w latach 30., tacy jak Gerard Wodarz czy Teodor Peterek, z racji ich wieku występy te miały jednak tylko wymiar symboliczny. W pierwszych latach po wojnie piłkarze Ruchu rozgrywali wiele spotkań towarzyskich w celu pozyskania dodatkowych źródeł finansowania klubu. Pomocy klubowi odmawiał bowiem nowy, zdominowany przez komunistów, zarząd Huty Batory (przedwojennego sponsora klubu). Ruch – jako ostatni przedwojenny mistrz kraju – był jednak pożądanym rywalem i otrzymywał wiele propozycji meczów towarzyskich, a sytuacja klubu ustabilizowała się. 

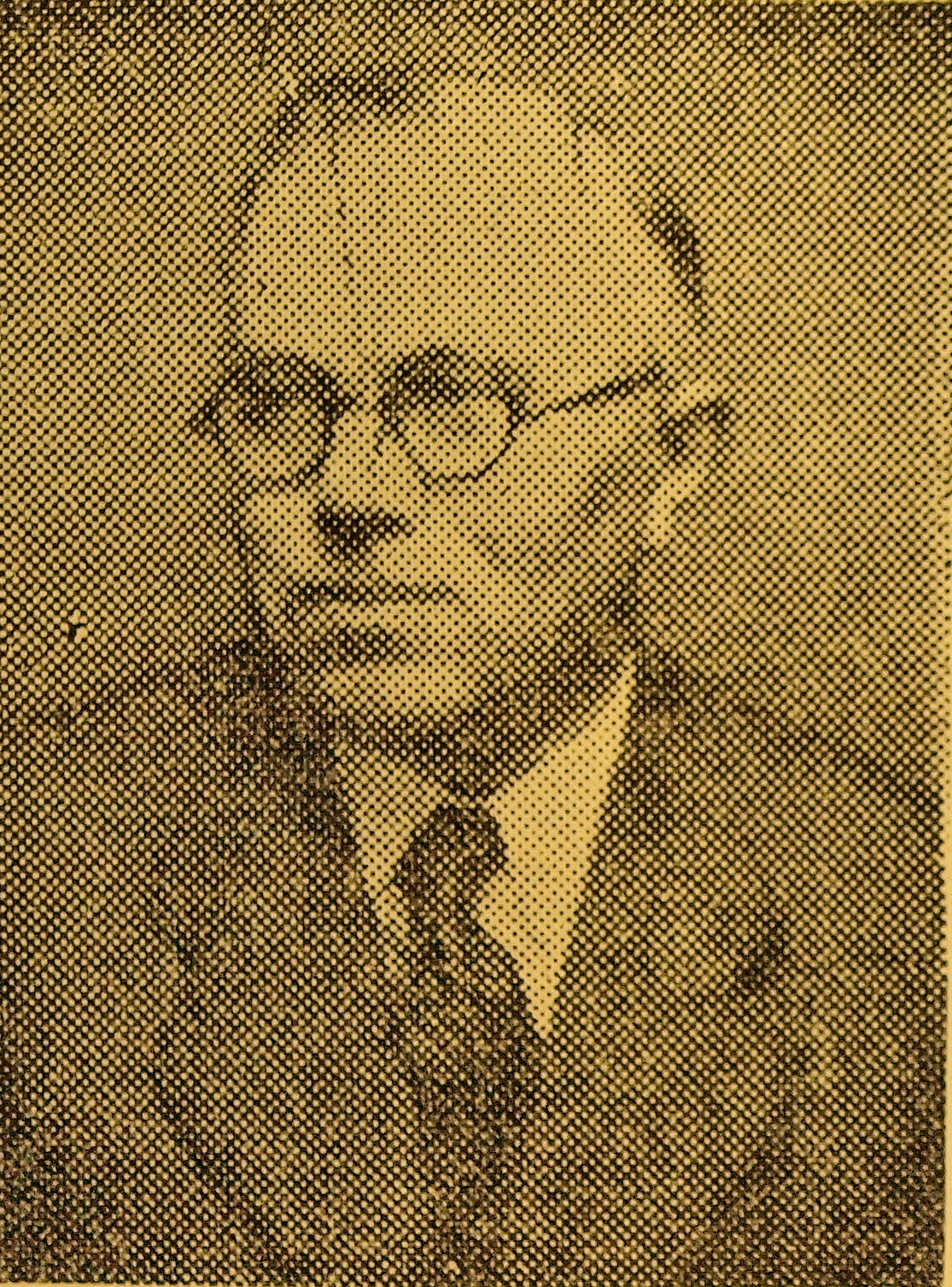
Dr Walenty Stateczny, drugi powojenny prezes klubu

W 1947 roku Ruch wywalczył tytuł mistrza Górnego Śląska. W 1948 roku wznowiono ogólnokrajowe rozgrywki w piłce nożnej na szczeblu I ligi, do których „Niebiescy” zakwalifikowali się m.in. po wygranym dwumeczu z Widzewem Łódź 11:1 i 9:1. W czasie rozgrywek o awans do reaktywowanej ligi karierę piłkarską zakończył Gerard Wodarz.
Ruch był jednym z głównych inicjatorów reaktywowania I ligi piłkarskiej. Pierwszy ligowy mecz po wojnie Ruch rozegrał 13 marca 1948 z Garbarnią Kraków (1:0), przy widowni około 20 tysięcy kibiców. 30 maja 1948 roku Ruch zwyciężył Widzew Łódź 13:1 odnosząc tym samym najwyższe zwycięstwo w powojennej polskiej ekstraklasie. Rundę wiosenną klub zakończył na 1. pozycji, przed Cracovią (mając identyczny dorobek punktowy). Ostatecznie w pierwszym powojennym sezonie Ruch uplasował się na 3. miejscu w lidze. W klubie grał już wtedy Gerard Cieślik – przyszły dwukrotny król strzelców ligowych.

### Lata 1949–1956 – W zrzeszeniu Unia
W marcu 1949 roku klub sportowy Ruch stracił swoją podmiotowość prawną stając się (zresztą wbrew pierwotnej decyzji członków klubu) kołem sportowym w zrzeszeniu Chemik tworzącym się przy Związku Zawodowym Chemików. Polityczna akcja łączenia klubów rozpoczęła się na Górnym Śląsku już w listopadzie 1948 roku. Regulacje te wymusiło państwo komunistyczne i miały one charakter odgórny i powszechny. Zostały nawet oficjalnie usankcjonowane uchwałą Biura Politycznego PZPR 12 października 1949 roku. W kwietniu tego roku odgórna koncepcja uległa pewnej modyfikacji i nazwę zrzeszenia władze GKKF zmieniły na Unia. Wówczas też wszystkie koła sportowe zrzeszenia musiały zmienić swą nazwę na Unia.

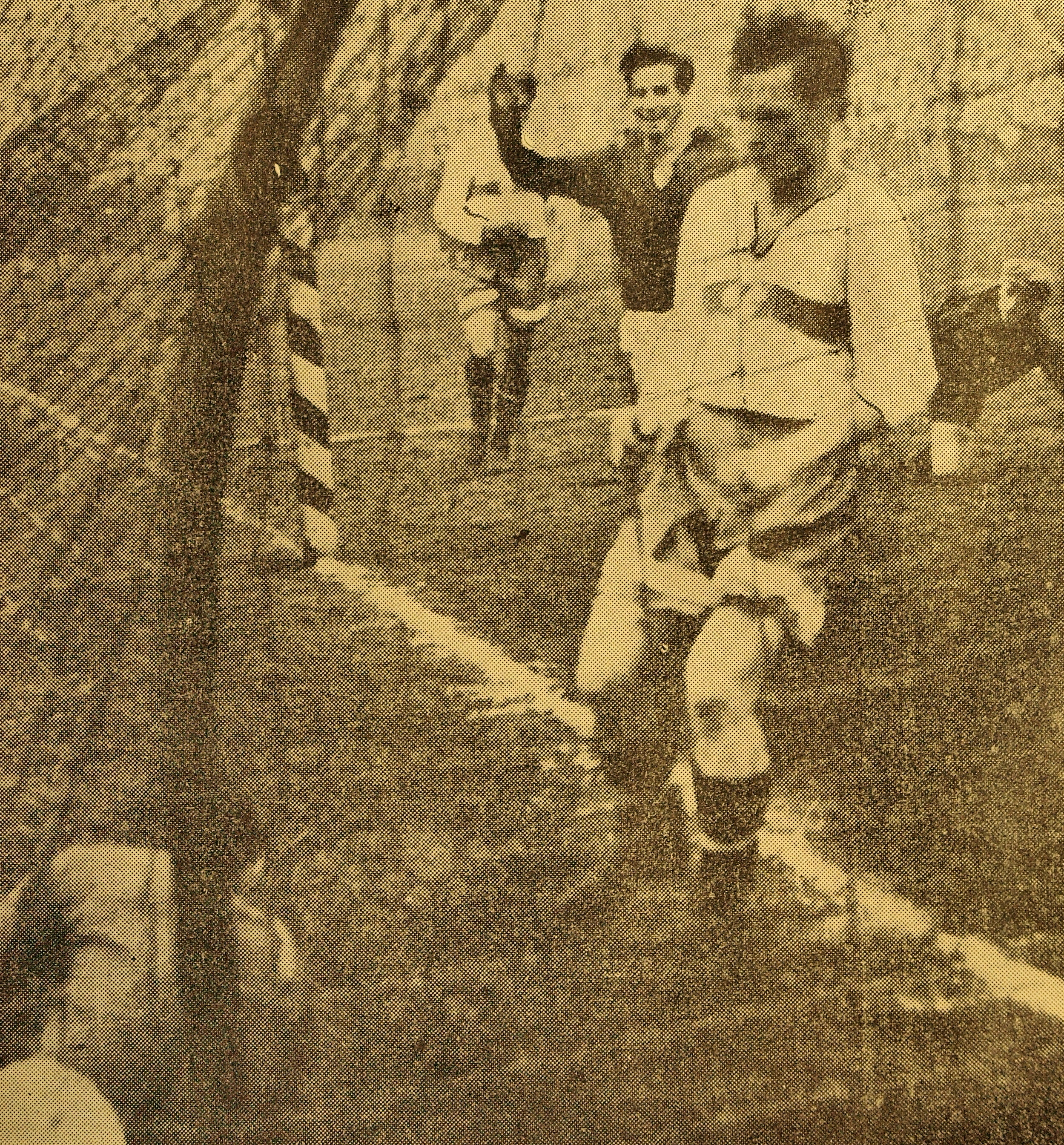
Mecz Ruchu z Dynamem Kijów, 1.11.1954

Likwidacja autonomii klubów piłkarskich i podporządkowanie ich państwowym zrzeszeniom sportowo-zakładowym miała na celu ściślejsze kontrolowanie ich poczynań. Wpisywała się też doskonale w proces stalinowskiej unifikacji wszelkich przejawów życia społecznego. Sport stał się narzędziem komunistycznej propagandy. 1 marca 1955 roku zezwolono byłym klubom na powrót do oryginalnych nazw. Od kwietnia 1955 chorzowskie koło zrzeszenia Unia występowało już więc pod częściowo prawdziwą nazwą Unia-Ruch. Nazwę zrzeszenia Ruch mógł odrzucić dopiero w październiku 1956, w związku z tzw. odwilżą październikową. Dopiero wtedy wydano bowiem dekret o zgodzie na powrót byłych klubów do swojej podmiotowości prawnej.
Rok 1949 z racji przeształceń strukturalnych i nieuzyskania zgody PZPN na zaangażowanie trenera Fogla – pracującego z „Niebieskimi” przed wybuchem II wojny światowej – był dla klubu bardzo ciężki, zdołał on jednak utrzymać miejsce w ekstraklasie. W kolejnych sezonach piłkarze zdobywali już najwyższe krajowe trofea. W 1950 „Niebiescy” zdobyli tytuł wicemistrza Polski, tracąc szanse na tytuł mistrzowski dopiero w ostatniej kolejce. Rok później jako pierwszy śląski klub zdobyli Puchar Polski i tym samym zgodnie z decyzją PZPN podjętą przed rozpoczęciem sezonu, Mistrzostwo Polski.

W skróconych rozgrywkach sezonu 1952 Unia Chorzów zajęła pierwsze miejsce w swojej grupie I ligi. W finale mistrzostw spotkał się w dwumeczu z Ogniwem Bytom. 9 listopada próbowano rozegrać pierwszy mecz, którego gospodarzem był Ruch, jednak wcześniejsza zamieć śnieżna uniemożliwiła rozgrywanie normalnych zawodów i rozegrano spotkanie towarzyskie, które zakończyło się wynikiem 2:2. 13 listopada drużyny spotkały się ponownie, Unia wygrała 7:0, a bohaterem meczu uznano zaś grającego trenera „Niebieskich” – Ewalda Cebulę. W rewanżu rozgrywanym w Bytomiu piłkarze Unii uzyskali remis 0:0 i obronili tym samym tytuł mistrzowski. Jako trener Unii figurował w tym meczu Teodor Peterek. 

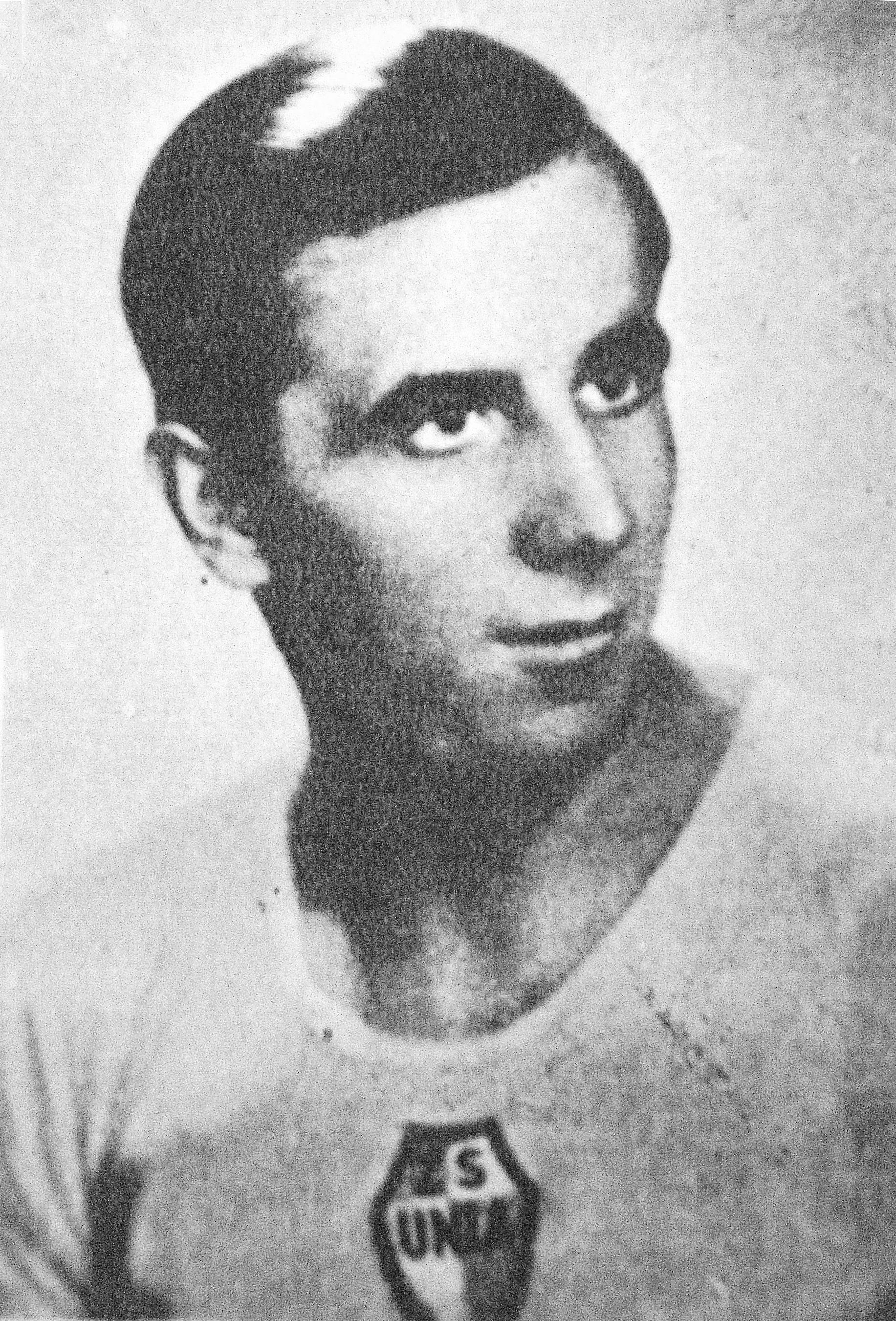
Gerard Cieślik – zdobywca największej liczby bramek dla Ruchu

W sezonie 1953 rywalizacja o tytuł mistrzowski odbywała się już zwykłym ligowym trybem. Piłkarze Ruchu wywalczyli tytuł kilka kolejek przed końcem sezonu, ponosząc tylko jedną porażkę i tracąc w 22 meczach zaledwie 14 bramek (z czego tylko 3. na własnym stadionie). Zdobyli też największą w historii polskiej ekstraklasy pulę punktów (86.36% punktów możliwych do zdobycia).
W 1954 „Niebiescy” mogli zdobyć czwarte z rzędu mistrzostwo Polski, jednak remis 1:1 z Gwardią Warszawą w ostatniej kolejce oznaczał, że rozgrywki ligowe na pierwszym miejscu ukończyła Polonia Bytom zostając tym samym drugim w historii mistrzem Polski z Górnego Śląska. Postawa Gwardii w ostatnim meczu sezonu miała być rzekomo karą za wysoką wygraną Ruchu w meczu towarzyskim z Dynamem Kijów 5:0 (1 listopada 1954, bramki: Pohl 29, Cieślik 57, 88, Suszczyk 66, Alszer 79). Do spotkania ze zdobywcą Pucharu ZSRR doszło w ramach Miesiąca Pogłębienia Przyjaźni Polsko-Radzieckiej. Dynamowcy przyjechali do Polski rozegrać mecze z Gwardią Warszawa, ŁKS-em Łódź i Ruchem. Celem tej propagandowej wizyty było „powiększenie umiejętności” polskich piłkarzy. Wysokie zwycięstwo Ruchu, odniesione w sytuacji remisu Gwardii (1:1) i porażki ŁKS (3:5) prasa sportowa starała się zatuszować, w Przeglądzie Sportowym informacje o tym prestiżowym meczu pojawiły się dopiero na ostatniej stronie, a relacja skupiała się na krytykowaniu poczynań piłkarzy Ruchu. Do sukcesów klubu w omawianym okresie przyczynili się tacy piłkarze jak: Gerard Cieślik, Ryszard Wyrobek, Edward Szymkowiak, Henryk Bartyla, Jerzy Bomba, Franciszek Tim, Henryk Alszer, Jan Przecherka, Eugeniusz Kubicki, Ewald Cebula, Czesław Suszczyk, Eugeniusz Pohl czy Hubert Pala.

### Lata 1957–1966 – Stracona dekada

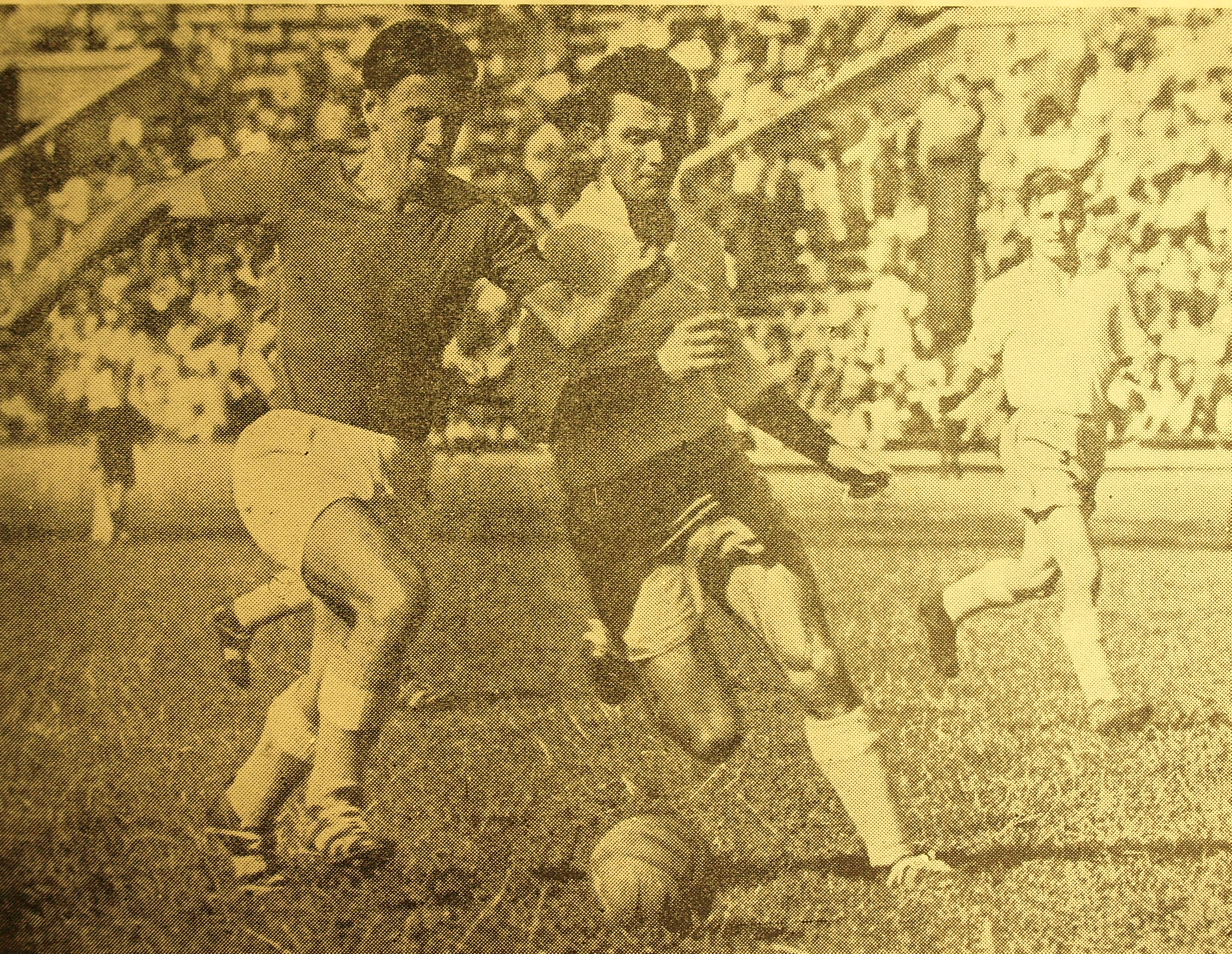
Piłkarze Ruchu w meczu z Gwardią Warszawa

W omawianym okresie klub zaledwie dwukrotnie znalazł się na ligowym podium. Przyczyną takich wyników był nie tylko niewielki budżet klubu, ale przede wszystkim odgórne zarządzenia władz państwowych. Piłkarze Ruchu zatrudniani na etatach hutniczych zarabiali znacznie mniej niż piłkarze licznych na Górnym Śląsku klubów górniczych. Dysproporcje były na tyle poważne, że nawet w niewielkich górniczych klubach występujących w niższych ligach zarobki piłkarzy były wyższe niż w Ruchu.

W 1960 roku Ruch zdobył tytuł mistrzowski mając tylko 14. zawodników, z których aż jedenastu urodziło się w Chorzowie. Zdobywając tytuł mistrzowski z tak nielicznym składem Ruch ustanowił nie pobity po dziś dzień rekord polskiej ekstraklasy. Zespół w mistrzowskim sezonie prowadził znany z pracy w Legii czy Górniku trener János Steiner. Pomimo zdobycia tytułu mistrza Polski, klub nie zagrał w Pucharze Mistrzów – zastąpił go Górnik Zabrze. W kilku kolejnych sezonach klub zajmował miejsca w czołówce tabeli jednak tylko w sezonie 1962/1963 liczył się w walce o tytuł mistrzowski. Dotarł także do finału Pucharu Polski, ulegając przy największej widowni w dziejach tych rozgrywek (70 000) Zagłębiu Sosnowiec na Stadionie Śląskim (0:2). Właśnie w 1963 roku Ruch zadebiutował w europejskich pucharach (Puchar Rappana/Intertoto). 

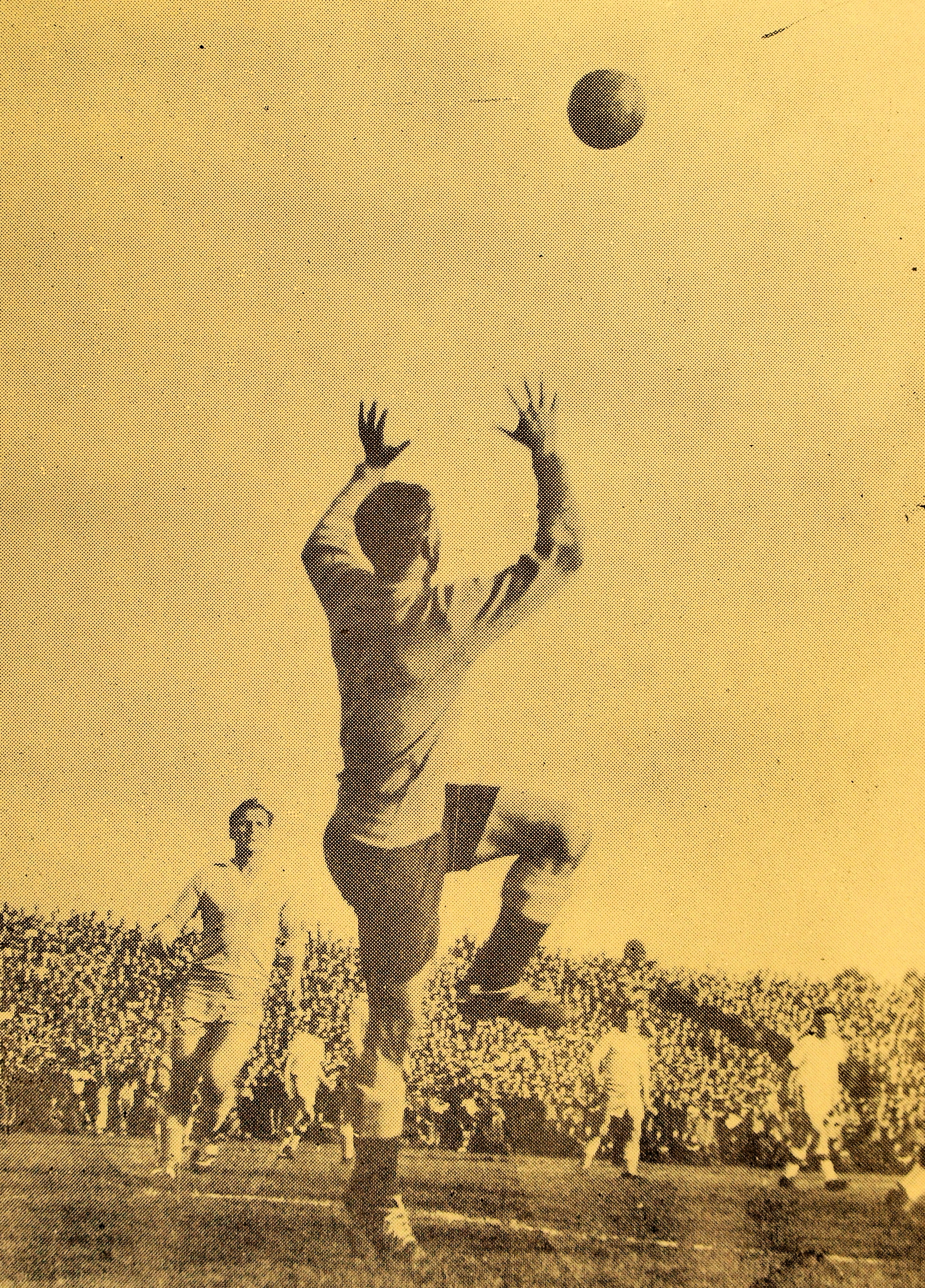
Ryszard Wyrobek, bramkarz klubu w latach 1945–1962

Gra w Ruchu w całym omawianym okresie oznaczała jednak dla piłkarzy, że otrzymywali pensje hutnicze – znacznie niższe od górniczych. W sezonie 1963/1964 przyczynę złych wyników drużyny piłkarskiej upatrywano właśnie w różnicy między zarobkami w branży górniczej i hutniczej. Trener Augustyn Dziwisz, pomimo iż trenował hutniczy Ruch, pobierał górniczą pensję (dzięki temu, że pracował wcześniej w Górniku Zabrze czy Rapidzie Wełnowiec, a więc klubach górniczych). Dysproporcja w zarobkach trenera i piłkarzy miała być przyczyną konfliktów w drużynie. Elementem tego konfliktu miała być pokazowa porażka piłkarzy 0:8 z Polonią Bytom, do jakiej doszło we wrześniu 1964 roku. W kolejnych sezonach 1964/1965 i 1965/1966 „Niebiescy” zaliczali się do klubów walczących o utrzymanie w lidze. W sezonie 1965/66 klub zajął dopiero 11. miejsce – najgorsze od 1928 roku.
Stopniowo – dzięki działaniom nowego prezesa Trzcionki – sytuacja finansowa klubu zaczęła się poprawiać. W trzecim z rzędu słabym sezonie w ekstraklasie (1965/1966) klub osiągnął wynik uznany za sensacyjny – pokonał seryjnego mistrza Polski, Górnika Zabrze w stosunku 5:1. Była to najwyższa ligowa porażka zabrzan w latach 60., poniesiona dodatkowo w sezonie, w którym klub ten po raz czwarty z rzędu zdobył mistrzostwo Polski. Zwycięstwo to wskazywało, że Ruch wychodził z kryzysu. Na początku 1965 roku klub pozyskał Edwarda Hermana i Józefa Gomolucha, w 1966 roku trenerem został zaś Teodor Wieczorek. Pod kierownictwem nowego prezesa klub dokonywać zaczął transferów, zmianie uległ więc skład drużyny i proporcje między wychowankami a zawodnikami ściąganymi z innych klubów. Po raz pierwszy w historii klubu w jego kadrze wychowankowie byli w mniejszości.

### Lata 1967–1976 – Występy w europejskich pucharach
Zmiany w składzie, zatrudnienie trenera Wieczorka oraz polepszenie się sytuacji finansowej przyczyniły się do uzyskiwania przez klub lepszych wyników sportowych. W sezonie 1966/67 w składzie pojawili się tacy piłkarze jak Jan Rudnow czy Bronisław Bula, a klub znalazł się po raz 16. na ligowym podium. W 1967 roku Ruch zagrał po raz drugi w Pucharze Rappana/Intertoto zdobywając główne trofeum i wygrywając wszystkie spotkania.

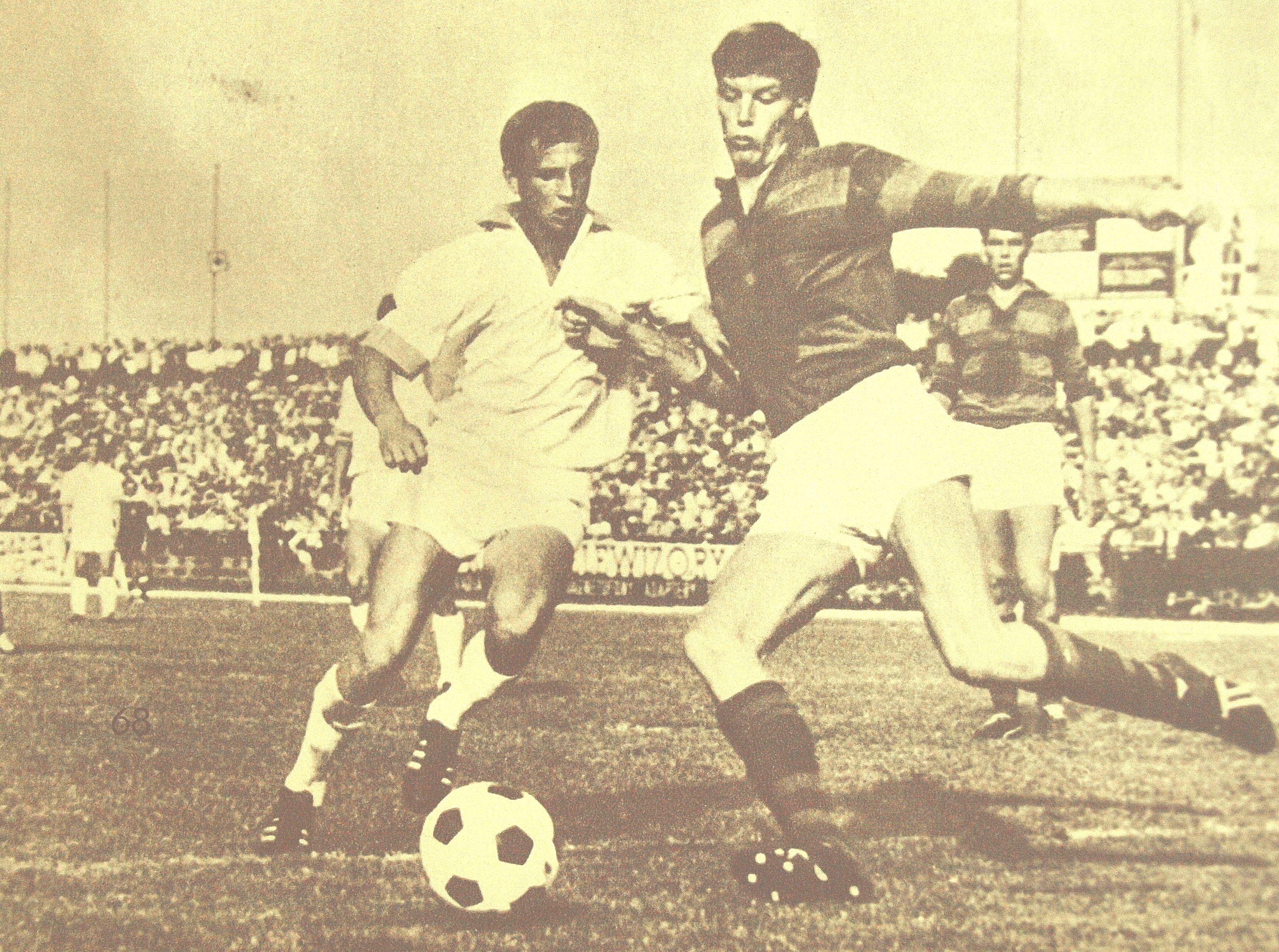
Ruch Chorzów – Frem Kopenhaga w Pucharze Intertoto. 1967 rok

W sezonie 1967/68 Ruch odzyskał tytuł mistrzowski, kończąc serię pięciu z rzędu zwycięstw Górnika. Trzon drużyny trenowanej przez Teodora Wieczorka stanowili wówczas tacy piłkarze jak: Bronisław Bula, Edward Herman, Antoni Piechniczek, Henryk Pietrek, Antoni Nieroba, Bernard Bem, Eugeniusz Faber, Zygmunt Maszczyk, Eugeniusz Lerch, Jan Rudnow, Józef Janduda. Na Stadionie Śląskim przy widowni 80 tys. kibiców w decydującym o tytule mistrzowskim meczu Ruch pokonał Górnika Zabrze 3:1. Jeszcze w tym samym sezonie również na Stadionie Śląskim Ruch uległ jednak Górnikowi w finale Pucharu Polski 0:3. Pomimo zdobycia 10. w historii tytułu mistrzowskiego klub ponownie nie mógł wystąpić w Pucharze Mistrzów. Przyczyną była interwencja PRL w Czechosłowacji i związana z nią decyzja PZPN o wycofaniu polskich klubów z europejskich pucharów. W 1969 roku do Ruchu trafił Joachim Marx – uznawany za jednego z najlepszych polskich napastników. Transfer udało się sfinalizować dzięki zaangażowaniu prezesa Ryszarda Trzcionki i pozyskaniu przez niego dodatkowych środków finansowych ze Zjednoczenia Hutnictwa Żelaza i Stali. W sezonie 1968/69 Ruch nie zdołał obronić tytułu, zajmując 6. miejsce w tabeli, a z klubu odszedł trener Wieczorek. W 1969/70, pod wodzą najpierw Jerzego Nikiela, a następnie Tadeusza Forysia, klub wywalczył wicemistrzostwo Polski i dotarł do finału Pucharu Polski, przegrywając ponownie na Stadionie Śląskim z Górnikiem Zabrze. W kolejnym sezonie zespół trenowany przez Forysia zajął jednak tylko 5. miejsce w lidze, odpadając w półfinale Pucharu Polski po rzutach karnych z Górnikiem Zabrze, a obowiązki zdymisjonowanego szkoleniowca przejął w czerwcu „na okres tymczasowy” Hubert Pala.

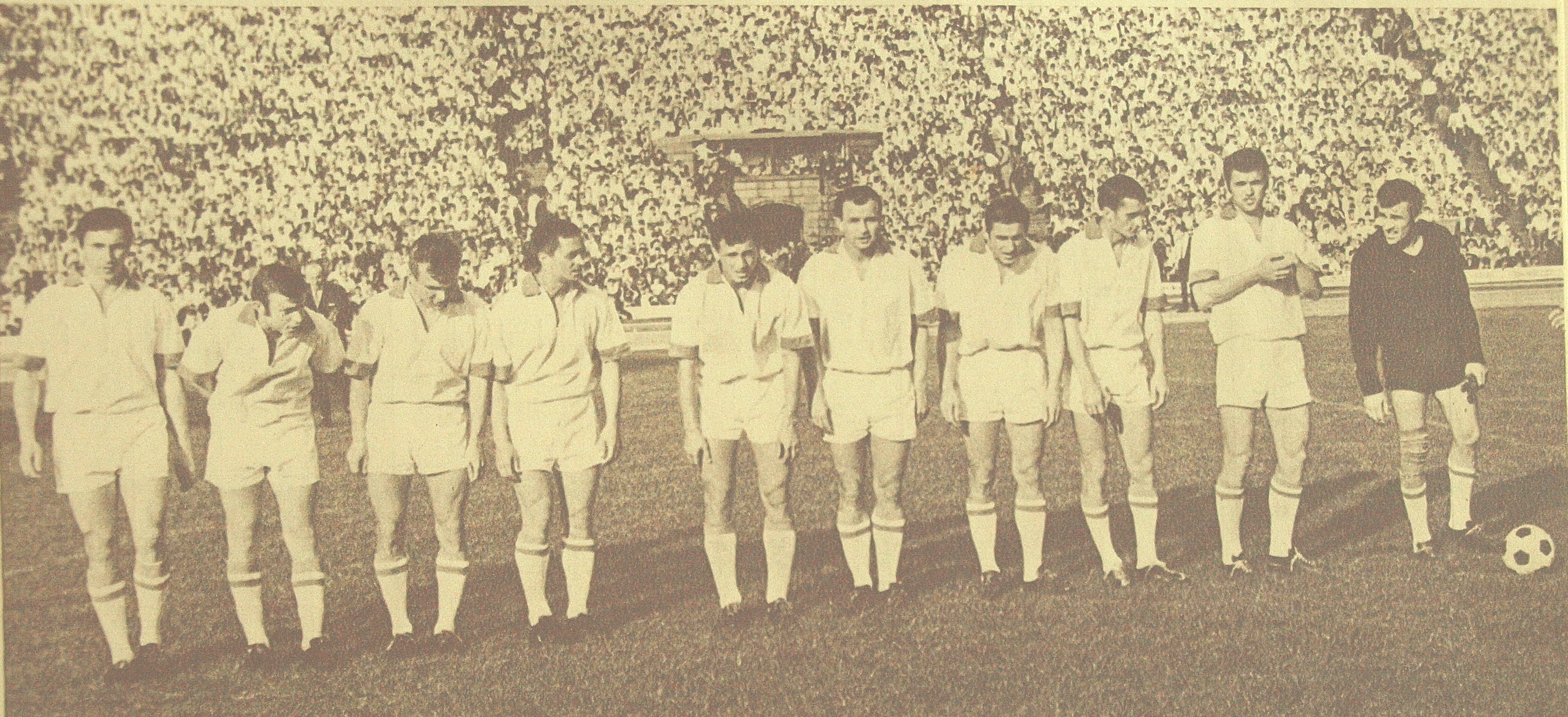
Ruch Chorzów – mistrz Polski 1968

Po zatrudnieniu czechosłowackiego szkoleniowca – Michala Vičana – „Niebiescy” zaczęli osiągać coraz lepsze rezultaty. W pierwszym sezonie pracy 1971/1972 zajął on wraz z drużyną 4. miejsce w lidze. Ruch przegrał także po raz trzeci z rzędu z Górnikiem Zabrze w Pucharze Polski, tym razem znowu w półfinale tych rozgrywek. Trener odsuwał stopniowo od pierwszego składu starszych piłkarzy, którzy zdobyli dla klubu mistrzostwo w 1968 roku: Antoniego Nierobę, Antoniego Piechniczka, Eugeniusza Fabera, Henryka Pietrka czy Józefa Gomolucha. W sezonie 1972/1973 klub sięgnął po wicemistrzostwo Polski. W sezonie 1973/74 „Niebiescy”, sięgnęli natomiast po Mistrzostwo Polski (na 3 kolejki przed końcem sezonu), Puchar Polski oraz jako pierwszy polski klub dotarli do ćwierćfinału Pucharu UEFA. W ćwierćfinale ulegli po dogrywce późniejszemu triumfatorowi Feyenoordowi Rotterdam. W następnym sezonie 1974/75 klub obronił tytuł mistrzowski, a także zadebiutował w Pucharze Europy, dochodząc do ćwierćfinału tych rozgrywek. W połowie lat 70. za najlepszych piłkarzy klubu uznawani byli: Bronisław Bula, Zygmunt Maszczyk i Joachim Marx. Podstawową jedenastkę mistrzów Polski stanowili ponadto w tym czasie: Piotr Czaja, Piotr Drzewiecki, Marian Ostafiński, Józef Kopicera, Jerzy Wyrobek, Konrad Bajger, Józef Bon i Jan Benigier. W sezonie 1975/76 ze stanowiska musiał zrezygnować twórca sukcesów klubu w omawianym okresie – prezes Ryszard Trzcionka. W 1975 roku klub zdobył jeszcze tytuł mistrza jesieni, ale ostatecznie zajął w lidze 4. miejsce, nie kwalifikując się do europejskich pucharów. Jeszcze pod koniec kwietnia odszedł z klubu trener Michal Vičan, a w ostatnich 6 kolejkach ligowych zespół prowadził Rudolf Kapera.

### Lata 1977–1989 – Ostatnie lata PRL-u
W sezonie 1976/77 ponownie zła sytuacja finansowa była główną przyczyną tego, że silny personalnie zespół, posiadający w składzie takich piłkarzy jak: Piotr Czaja, Marian Ostafiński, Piotr Drzewiecki, Jerzy Wyrobek, Albin Wira, Bronisław Bula, Jan Rudnow, Krystian Walot, Jan Benigier zajął najgorsze miejsce w historii swoich dotychczasowych występów w I lidze – 13. Rok później klub uplasował się jeszcze niżej, kończąc rozgrywki na 14 miejscu. Porażki w lidze były w trakcie trwania tego sezonu przyczyną zmiany trenera. Zespół po raz kolejny objął Teodor Wieczorek. Między 19. a 26. kolejką Ruch nie potrafił odnieść zwycięstwa, spadając z 9. na 16. miejsce w tabeli. W ostatnich czterech kolejkach sezonu klub odniósł jednak komplet zwycięstw i zachował miejsce w ekstraklasie. Sezon 1977/78 był niezwykle trudny dla wszystkich górnośląskich klubów. Po zakończeniu sezonu 1977/78 prasa formułowała pod adresem klubu oskarżenia o nieuczciwość, które stały się powodem rezygnacji z funkcji trenera przez Teodora Wieczorka. Nowym szkoleniowcem został Leszek Jezierski, zwany „Napoleonem”. Pod kierownictwem Jezierskiego, dzięki lepszemu bilansowi bezpośrednich spotkań z Widzewem Łódź, klub zdobył 13. w historii tytuł mistrza Polski. Sukces ten uznano wówczas za formę sportowej odpowiedzi na zarzuty prasy z poprzedniego sezonu. W kolejnych sezonach klub osiągał jednak jeszcze gorsze rezultaty. W 1981 roku stracił trenera Piechniczka, który wybrał pracę z reprezentacją (z którą zdobył 3. miejsce na MŚ w Hiszpanii). Po wybuchu stanu wojennego powołanie do wojska (czyli do Legii) otrzymał Andrzej Buncol – uznawany za jednego z najwybitniejszych polskich piłkarzy lat 80. W efekcie w sezonie 1981/82 klub ponownie walczył o utrzymanie w ekstraklasie, zajmując podobnie jak w 1978 roku dopiero 14. miejsce.
W latach 80. jedynym sponsorem klubu była Huta Batory, która nie była w stanie konkurować z całymi gwarectwami węglowymi wspierającymi takie kluby jak Górnik Zabrze czy GKS Katowice. Klub był niedoinwestowany, pozostając jednym z najbiedniejszych pierwszoligowców. Działo się tak w sytuacji, gdy inne kluby z konurbacji górnośląskiej należały do ligowych potentatów. Ruch tracił piłkarzy uznawanych za niezwykle utalentowanych i perspektywicznych na rzecz najsilniejszych klubów lat osiemdziesiątych: Legii (Buncola) i Górnika (Wandzika). W sezonie 1985/86 klub ustanowił własny rekord – 10 spotkań ligowych bez strzelonej bramki. Dzięki przewadze punktowej uzyskanej jesienią klub nie był jednak zagrożony spadkiem. Następny sezon był trzecim w przeciągu dekady, który klub zakończył na 14 miejscu w lidze i pierwszym w historii klubu, który zakończył się jego spadkiem z ekstraklasy. Aż do sezonu 1986/87 Ruch Chorzów był ostatnią drużyną, która rywalizowała we wszystkich oficjalnych rozgrywkach o Mistrzostwo Polski w I lidze. Jednak po przegranej w barażach o utrzymanie z Lechią Gdańsk (1:2 i 1:2) „Niebiescy” spadli z Ekstraklasy.
Sezon 1987/88 klub zakończył na 1. miejscu w II lidze, awansując z powrotem do ekstraklasy. W sezonie 1988/89 Ruch jako beniaminek i jeden z biedniejszych klubów ligowych zdobył tytuł Mistrza Polski; wcześniej udało się tego dokonać tylko Cracovii (1937). Ponad połowę składu Ruchu stanowili wówczas wychowankowie. W drużynie grali m.in.: Mieczysław Szewczyk, Dariusz Gęsior i Krzysztof Warzycha.

### Lata 1990–1995 – W dobie przemian ustrojowych
Lata 90., czyli okres po tzw. reformach ustrojowych, to dla chorzowskiego klubu okres kłopotów finansowych, natomiast pieniądze z transferu Krzysztofa Warzychy do Panathinaikosu Ateny szybko się skończyły ze względu na kupno nowych piłkarzy, a zespół jako obrońca tytułu mistrza Polski sezon 1989/1990 zakończył zaledwie na 12. miejscu w tabeli, a następny na jeszcze niższej 13. pozycji. W sezonie 91/92 „Niebiescy” zaliczali się już do ligowej czołówki kończąc rozgrywki na 5. pozycji. W następnym sezonie klub zajął jeszcze wyższą – 4. pozycję, podczas gdy rezerwy doszły do finału PP, gdzie przegrały z GKS Katowice, który zdobył swój trzeci Puchar Polski w piłce nożnej. Kolejny sezon to 7. miejsce. W sezonie 1994/95 Ruch zakończył ligowe rozgrywki na 17. miejscu i drugi raz w historii chorzowianie zostali zdegradowani do II ligi.

### Lata 1996–2003 – Od awansu do trzeciego w historii klubu spadku z ekstraklasy

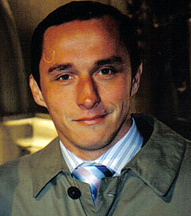
Mariusz Śrutwa – król strzelców ekstraklasy w barwach Ruchu

Pobyt w II lidze trwał jak za pierwszym razem tylko jeden sezon i z 2. miejsca (za Odrą Wodzisław) pod kierownictwem trenera Jerzego Wyrobka klub awansował do Ekstraklasy, zdobywając także Puchar Polski (1995/96). Piłkarze nie potwierdzili wysokiej dyspozycji w sezonie 1996/97 zajmując 14. miejsce w tabeli. Mając tyle samo punktów co GKS Bełchatów Ruch uchronił się przed spadkiem dzięki lepszej różnicy bramek i lepszemu bilansowi bezpośrednich spotkań (w obu meczach wygrana Ruchu 2:0). O utrzymaniu w lidze przesądziły mecze ostatniej kolejki. Niebiescy na własnym obiekcie wygrali z Polonią Warszawa 2:0, a rywal w walce o ligowy byt GKS Bełchatów jedynie zremisował z Lechem Poznań na wyjeździe 1:1, spadając tym samym na 15. miejsce. W kolejnym sezonie (1997/98) Niebiescy osiągnęli 6. miejsce, a koronę króla strzelców ekstraklasy z 14 golami zdobył Mariusz Śrutwa. W 1998 klub awansował do finału Pucharu Intertoto – gdzie przegrał dwumecz z FC Bologna (0:1,0:2). Sezon 1998/99 Niebiescy skończyli na 10. pozycji w tabeli. W sezonie 1999/2000 Ruch uplasował się na najniżym miejscu podium przegrywając walkę o tytuł mistrzowski z Polonią Warszawa (Ruch był mistrzem jesieni). Klub przegrał także walkę o tytuł wicemistrzowski z Wisłą Kraków, przegrywając w ostatniej kolejce z Odrą Wodzisław 2:3. W dwóch kolejnych sezonach w ekstraklasie klub zajmował odpowiednio 6. i 7. miejsce kwalifikując się do tzw. grupy mistrzowskiej.

### Lata 2003–2007 – Występy w II lidze
Zdecydowany kryzys w klubie nastąpił w sezonie 2002/2003, kiedy to „Niebiescy” po raz trzeci w historii spadli do II ligi. Nie udało się powrócić w ciągu jednego roku (tak jak poprzednio) do ekstraklasy. Narastające długi uniemożliwiły wypłatę wynagrodzeń piłkarzom, którzy masowo opuszczali klub a PZPN zakazał wykonywania transferów. Sezon 2003/2004 Ruch ukończył na 11. miejscu i po raz pierwszy w historii „Niebieskim” groziło zdegradowanie do III ligi. Po spotkaniach barażowych ze Stalą Rzeszów (1:1 i 2:0) klub utrzymał jednak miejsce w II lidze. W następnym sezonie z funkcji prezesa klubu zrezygnował Krystian Rogala. Klub zamieniono w Sportową Spółkę Akcyjną i pozyskano nowego sponsora. Po warunkowym uzyskaniu licencji na grę w II lidze, początkowe mecze rozgrywane były bez udziału publiczności, a potem z ograniczoną widownią. Jesienią 2005 roku stworzono nową sportową spółkę akcyjną, na czele której stanął Mariusz Klimek, a klub miał się włączyć w walkę o awans do I ligi, jednak ostatecznie zajął 14. pozycję i dopiero po barażach ze Zniczem Pruszków (4:2 i 0:2) utrzymał się w drugiej lidze. 

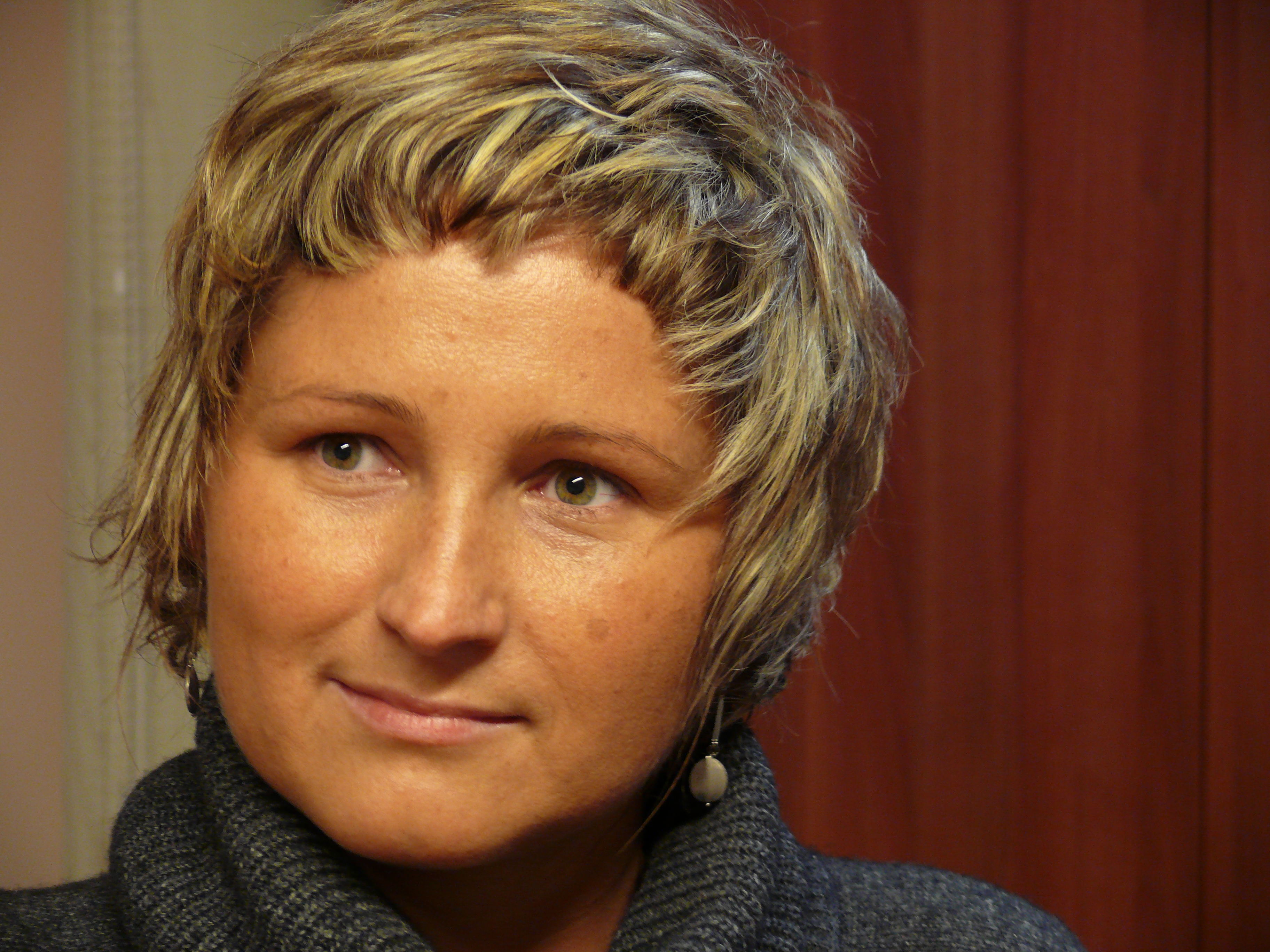
Katarzyna Sobstyl – prezes klubu od 2006 do 2012

W kolejnym sezonie 2005/2006 zespół zajął siódme miejsce w II lidze. W sezonie 2006/2007 odszedł z klubu Mariusz Śrutwa, skład uzupełniono kilkoma nowymi zawodnikami, mającym już za sobą występy w I lidze, a nawet reprezentacji Polski (Tomasz Sokołowski I). Rundę jesienną klub zakończył na pierwszej pozycji w ligowej tabeli (z równą liczbą punktów co Zawisza Bydgoszcz – mecz bezpośredni 2:0 wygrali „Niebiescy”; później Zawisza wycofał się z rozgrywek). Za sensację uznana została wygrana 2:1 z ówczesnym liderem Orange Ekstraklasy i wicemistrzem Polski Wisłą Kraków na jej własnym stadionie w 1/8 finału Pucharu Polski. W rundzie wiosennej zawodnicy klubu wywalczyli awans do Orange Ekstraklasy, wygrywając po raz drugi w historii klubu rozgrywki II ligi.

### Lata 2007–2017 – Dekada w Ekstraklasie

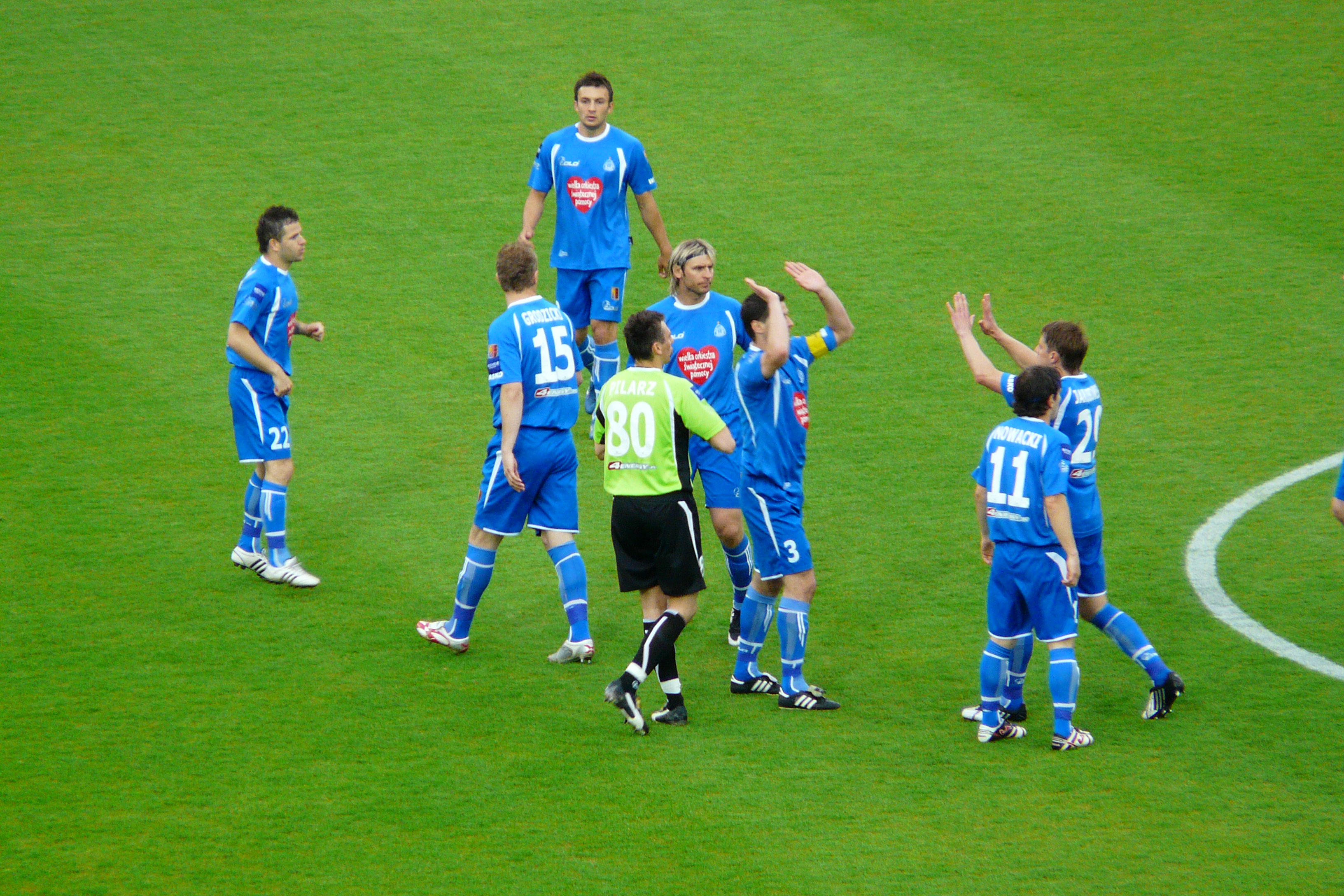
Piłkarze Ruchu świętujący awans do finału Pucharu Polski (2008/2009)

Ruch Chorzów od sezonu 2007/2008 miał ponownie występować w ekstraklasie, lecz w dniu 18 lipca 2007 r. Komisja Odwoławcza ds. Licencji Polskiego Związku Piłki Nożnej odmówiła przyznania pierwszoligowej licencji klubowi i Ruch miał zagrać w danym sezonie ponownie w II lidze. Ruch odwołał się od tej decyzji. 23 lipca 2007 r. klubowi przyznano ostatecznie licencję na grę w I lidze. Do klubu zostali sprowadzeni Lilo, Pavol Baláž, Martin Fabuš i Toni Golem. Klub opuścili natomiast Piotr Ćwielong oraz Grzegorz Misiura, który został zawodnikiem Polonii Słubice. Pierwszy od 2003 r. mecz w najwyższej klasie rozgrywkowej grali na wyjeździe z Dyskobolią Grodzisk Wielkopolski. Chorzowianie wygrali go 4:1. Później jeszcze Ruch osiągnął remisy z mistrzem Polski z poprzedniego sezonu Zagłębiem Lubin 2:2 oraz wicemistrzem GKS-em Bełchatów 1:1. Rundę jesienną Niebiescy zakończyli na 11. miejscu. W przerwie rozgrywek doszło do wielu transferów, a drużynę opuścili: Mikulenas, Lilo, Bonk, Klaczka, Sokołowski i Łudziński. Zastąpiono ich takimi zawodnikami jak: Nowacki, Pilarz, Grodzicki, Brzyski czy wypożyczony do końca sezonu z Wisły Kraków – Ćwielong. Zmiany w składzie doprowadziły do poprawy wyników uzyskiwanych przez drużynę. Przy ok. 42 tys. widowni na Stadionie Śląskim Niebiescy pokonali Górnika Zabrze 3:2, a potem na wyjeździe pokonali Koronę Kielce 2:0. W 24. kolejce Ruch przegrał z liderem Wisłą Kraków 0:2. Porażka ta była już trzecią z rzędu w lidze. Przyszło jednak przełamanie i wygrana z Odrą Wodzisław 3:2, a następnie remisy z Polonią Bytom (1:1), Legią Warszawa (0:0), ŁKS-em Łódź (1:1), a na zakończenie wygrana 4:0 z Jagiellonią Białystok. Rozgrywki Ruch zakończył na 10. miejscu.

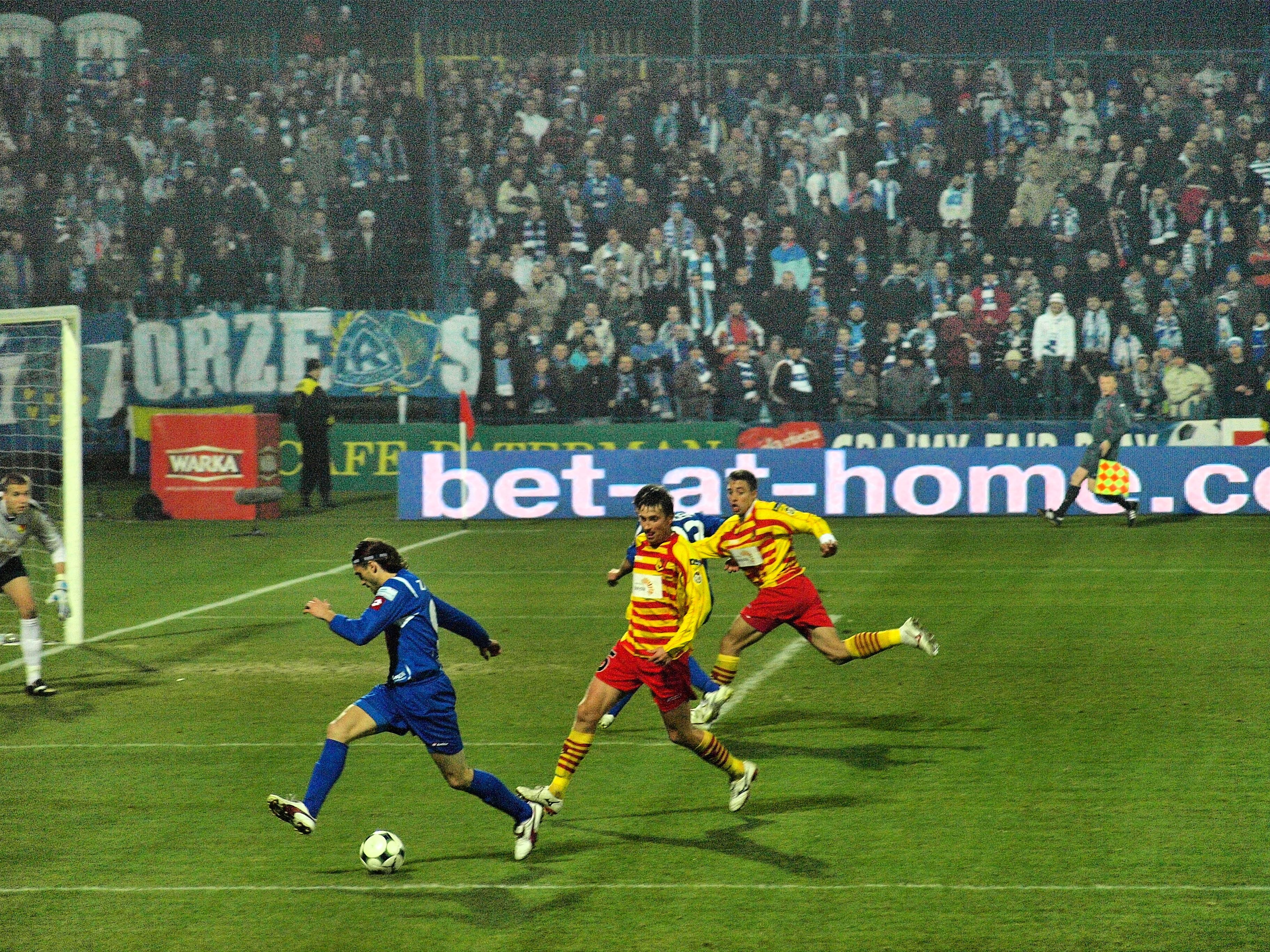
Ruch Chorzów – Jagiellonia Białystok (09.11.2009)

W przerwie letniej klub pozyskał na zasadzie wolnych transferów zawodników takich jak: Marcin Zając czy Maciej Scherfchen. W efekcie klub osiągał dobre wyniki w rundzie jesiennej, kończąc ją na 8. miejscu w tabeli. 4 grudnia 2008 roku klub zadebiutował na Giełdzie Papierów Wartościowych (rynek NewConnect), jednakże kryzys gospodarczy spowodował, że do kasy klubu spłynęło z tego tytułu zaledwie 1,8 mln złotych wobec 4 milionów planowanego zysku. Problemy finansowe właściciela, sponsorów i udziałowców spółki doprowadziły do ponownych problemów finansowych klubu. Na konferencji zwołanej 6 maja 2009 r. zawodnicy klubu wydali oświadczenie, w którym informowali o zaległościach finansowych. W przerwie zimowej klub nie dokonał żadnych wzmocnień, tracąc zawodników decydujących o sile drużyny, takich jak: Piotr Ćwielong, Maciej Scherfchen czy Marcin Sobczak – najskuteczniejszy strzelec drużyny rundy jesiennej. Opóźnienia w wypłacaniu pensji piłkarzom oraz osłabienia składu odbiły się na wynikach uzyskiwanych przez klub w rundzie rewanżowej. Pod koniec kwietnia 2009 roku ze stanowiska trenera zrezygnował Bogusław Pietrzak, a nowym trenerem został wychowanek klubu – Waldemar Fornalik. Pod kierownictwem nowego szkoleniowca piłkarze wyeliminowali w półfinale Pucharu Polski Legię Warszawa, dochodząc do finału, gdzie ulegli Lechowi Poznań 0:1. W Ekstraklasie klub zakończył sezon na 10. miejscu (po przesunięciu ŁKS na ostatnie miejsce w tabeli, klub zajął ostatecznie 9. pozycję). W tym samym sezonie klub zdobył mistrzostwo Młodej Ekstraklasy.
W sezonie 2009/2010 zespół Ruchu Chorzów skazywany w przedsezonowych prognozach na spadek – wywalczył w Ekstraklasie 3. pozycję, stając tym samym po 10 latach przerwy na podium mistrzostw Polski. Wynik sportowy okazał się znacznie lepszy niż wskazywałyby na to możliwości finansowe klubu (najniższy obok Polonii Bytom budżet w Ekstraklasie) oraz dokonywane transfery; na trzy kolejki przed końcem rozgrywek klub miał wciąż szanse na zdobycie tytułu mistrzowskiego. Wśród przyczyn jakie wpłynęły na ostateczny sukces wskazywano pracę wykonaną z zespołem przez trenera Fornalika, rolę współpracującego z klubem fizjologa Jerzego Wielkoszyńskiego, przyjście do drużyny Andrzeja Niedzielana (choć większość rundy wiosennej piłkarz ten leczył kontuzję i nie brał udziału w meczach), rolę jaką odegrali młodzi – uznawani za niezwykle utalentowanych – piłkarze, tacy jak Maciej Sadlok czy Artur Sobiech. W rezultacie zajęcia 3. miejsca w Ekstraklasie klub uzyskał prawo startu w rozgrywkach Ligi Europy UEFA (od pierwszej rundy kwalifikacji).
Sezon 2010/2011 Ruch zaczął od meczów w Lidze Europy UEFA. Najpierw wyeliminował kazachskiego Szachtiora Karagandę, później maltańską Valettę FC, lecz później odpadł w trzeciej rundzie przegrywając z Austrią Wiedeń. W Ekstraklasie w rundzie jesiennej pomimo dobrego początku (wygrane z Wisłą Kraków i Legią Warszawa) Ruch grał słabo, ale jeszcze w rundzie jesiennej wygrał z uczestnikiem Ligi Europy UEFA 2010/2011 i jednym z faworytów ligi Lechem Poznań. Na półmetku rozgrywek był bliżej strefy spadkowej. W rundzie wiosennej klub grał lepiej niż jesienią. Wiosną Ruch po raz drugi w sezonie wygrał z Legią, tym razem na Łazienkowskiej padł wynik 3:2 dla Ruchu. W tym meczu hattricka strzelił Arkadiusz Piech. Sezon zakończyli na 12. miejscu.
W sezonie 2011/2012 po rocznej przerwie zespół Ruchu powrócił do ligowej czołówki. Aż do ostatniej kolejki zespół walczył o 15. tytuł Mistrza Polski. W ostatnim meczu sezonu wygrał z Lechią Gdańsk 2:1, lecz aby zdobyć Mistrzostwo musiał liczyć na potknięcie Śląska Wrocław, który wówczas wygrał z Wisłą Kraków 1:0 i ostatecznie musiał zadowolić się wicemistrzostwem przegrywając tytuł o punkt. Ruch doszedł także do finału Pucharu Polski, gdzie przegrał z Legią Warszawa 0:3.

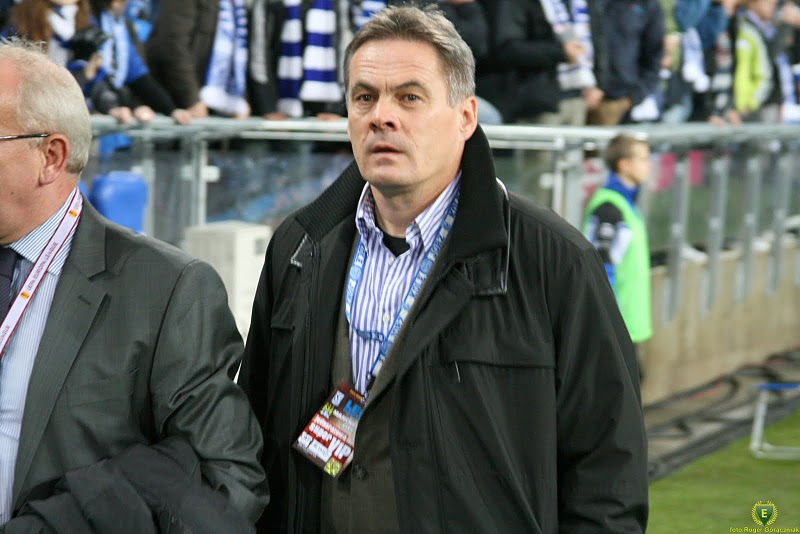
Jacek Zieliński – trener Ruchu Chorzów w latach 2012–2013

W trakcie przygotowań do sezonu 2012/2013 Waldemar Fornalik został selekcjonerem drużyny narodowej Polski i tym samym zrezygnował z funkcji I trenera Ruchu Chorzów. Miejsce to przejął dotychczasowy drugi trener Niebieskich Tomasz Fornalik. Drużyna sezon rozpoczęła od meczów II rundy Ligi Europy. Najpierw w Chorzowie Niebiescy pokonali Metalurg Skopje 3:1, a potem w rewanżu zwyciężyli 3:0. W kolejnej rundzie Ruch trafił na Viktorię Pilzno, z którą przegrał dwukrotnie. Najpierw w Chorzowie po zaciętym meczu i straconych w końcówce bramkach 0:2, a potem w Pilźnie, gdzie przegrał aż 0:5. Tym samym Ruch zakończył swój udział w III rundzie eliminacji, podobnie jak to było dwa lata wcześniej. W Ekstraklasie w przeciwieństwie do poprzedniego sezonu ten był zdecydowanie nieudany. Już po trzech przegranych meczach w lidze, gdzie Niebiescy nie strzelili bramki i stracili aż siedem, trener Tomasz Fornalik został zwolniony i nowym trenerem został Jacek Zieliński. Po rundzie jesiennej klub był na ostatnim bezpiecznym miejscu w tabeli. W przerwie zimowej do drużyny z Chorzowa dołączył m.in. Marcin Baszczyński i Mindaugas Panka. Rundę wiosenną Ruch grał słabo, z małymi przebłyskami (wyjazdowe wygrane z Zagłębiem Lubin 3:2, czy GKS Bełchatów 3:0). Klub na dwie kolejki przed zakończeniem sezonu zajmował 14. miejsce posiadając 3 punkty przewagi nad piętnastą i 4 punkty przewagi nad szesnastą drużyną w tabeli (miejsce 15. i 16. miały skutkować spadkiem z Ekstraklasy). Przed rozpoczęciem przedostatniej kolejki sezonu Polonia Warszawa nie otrzymała licencji na grę w Ekstraklasie w następnym sezonie
co oznaczało automatyczny spadek Polonii z T-Mobile Ekstraklasy oraz że spadnie już tylko drużyna zajmująca miejsce szesnaste. W następnej (przedostatniej) kolejce Ruch zmierzył się z Legią Warszawa na swoim stadionie zdobywając jeden punkt po wyniku 0:0. Początkowo wydawało się, że ten wynik nie jest zbyt korzystny dla walczącego o utrzymanie Ruchu, lecz już niespełna godzinę później zakończył się mecz GKS Bełchatów – Jagiellonia Białystok wynikiem 1:1 co oznaczało, że Ruch utrzymał się w Ekstraklasie na jedną kolejkę przed końcem sezonu. Niebiescy ostatni mecz w sezonie zagrali w Białymstoku z drużyną Jagiellonii przegrywając 1:0 i tym samym zajmując 15. miejsce w tabeli. W Pucharze Polski Niebiescy zaszli do półfinału, gdzie po bezbramkowym remisie w Chorzowie musieli uznać wyższość rywala przegrywając w Warszawie z Legią 1:2. Sezon 2013/2014 rozpoczął się źle. W pierwszych 7 kolejkach drużyna Ruchu wygrała tylko jeden mecz (z Legią Warszawa 2:1) oraz trzy zremisowała (z Lechem, Lechią i Górnikiem). Z Pucharu Polski odpadli już po pierwszym meczu, co zdarzyło się im po raz pierwszy od sezonu 2005/2006. W 1/16 finału przegrali z Arką Gdynia 2:3 po dogrywce. 16 września 2013 roku, dzień po bardzo wysokiej porażce (0:6) z Jagiellonią Białystok Jacek Zieliński został zwolniony z funkcji trenera.

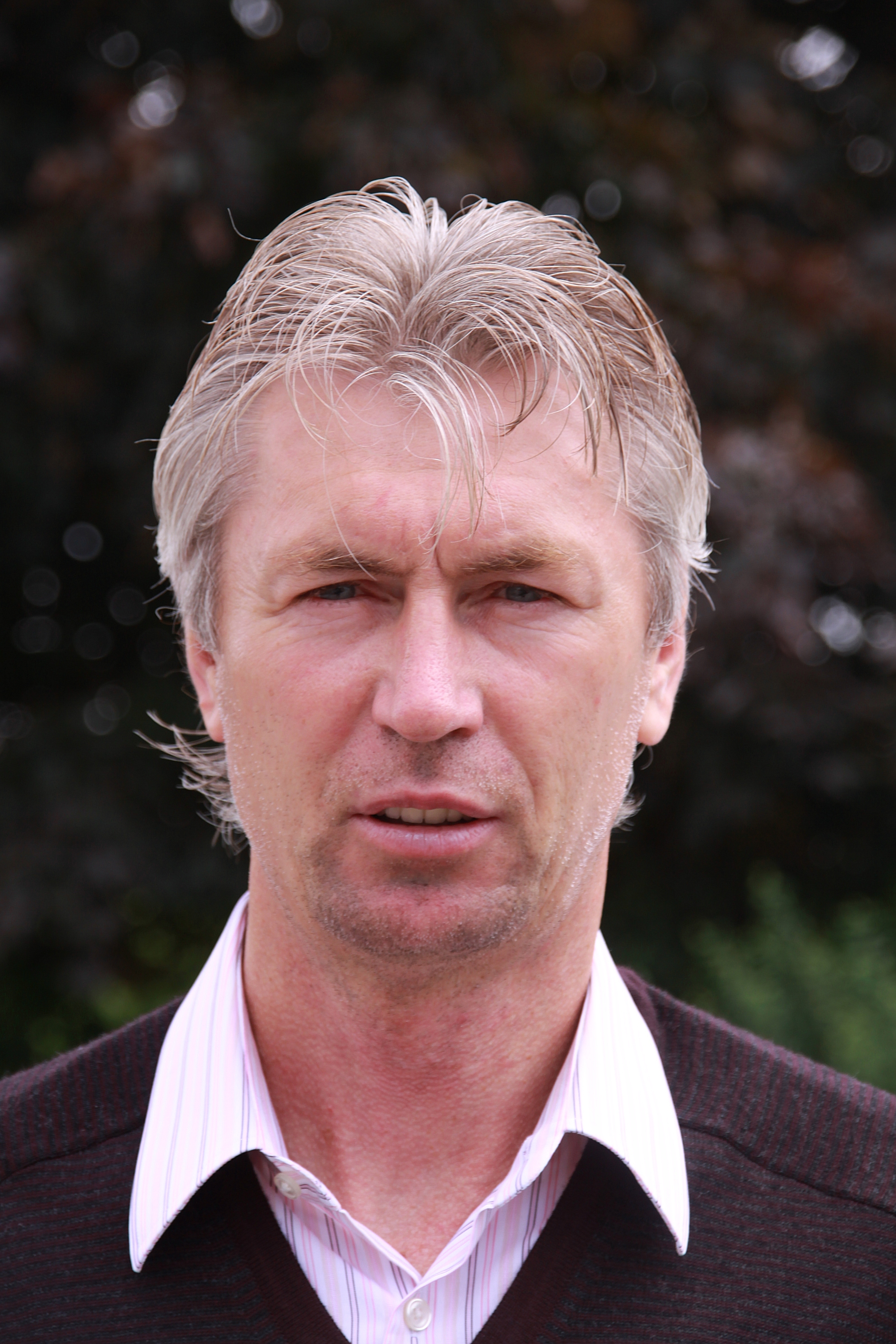
Ján Kocian – trener Niebieskich w latach 2013–2014

19 września 2013 roku nowym trenerem został Słowak Ján Kocian. Z drużyną Ruchu podpisał 2-letni kontrakt. Po jego przyjściu drużyna zaczęła grać coraz lepiej i przede wszystkim osiągała lepsze wyniki sportowe. Pierwszym meczem ligowym nowego trenera było spotkanie z drużyną Śląska Wrocław. Niebiescy przegrywali 0:1, lecz po bramce Grzegorza Kuświka zremisowali 1:1. Ruch grał dobrze, do 9 listopada nie przegrał 8 meczów z rzędu, wliczając spotkanie ze Śląskiem. Runda wiosenna była również udana dla Ruchu. Drużyna grała dobrze, wygrała 7 na 15 spotkań przegrywając 5, co skutkowało zajęciem 3. miejsca w ligowej tabeli na koniec rozgrywek Ekstraklasy. Oznaczało to, że Ruch ponownie wystąpi na stadionach europejskich, w eliminacjach do Ligi Europy.
Sezon 2014/15 Niebiescy rozpoczęli od wygranej (3:2) z FC Vaduz w II rundzie eliminacji do Ligi Europy. W rewanżu padł bezbramkowy remis, który dał awans do kolejnej rundy piłkarzom z Chorzowa. W III rundzie eliminacji Ruch zmierzył się z duńskim Esbjergiem, gdzie zremisował dwa mecze. Najpierw u siebie 0:0, a następnie 2:2 w Danii, gdzie Niebiescy zdobyli bramkę dającą awans w 90. minucie spotkania. Ostatnia runda eliminacji to potyczka z Metalistem Charków. Mecz u siebie Ruch ponownie zremisował (0:0). Rewanż miał miejsce w Kijowie, gdzie po regulaminowych 90. minutach również było 0:0. W dogrywce sędzia odgwizdał faul w polu karnym, za co czerwoną kartę otrzymał bramkarz Ruchu oraz rzut karny dla Metalista, którego zamienili na gola. Po meczu media komentowały tę sytuację jako bład sędziego, gdyż faulu w rzeczywiści miało nie być. Niezależnie od tego, Ruch przegrał 0:1 i tym samym Niebiescy skończyli swoją przygodę w Europejskich Pucharach w IV rundzie eliminacji. Wszystkie trzy domowe mecze rozegrane w roli gospodarza Ruch zagrał na Stadionie Miejskim w Gliwicach, gdyż własny stadion nie był na czas odpowiednio przygotowany (problem z murawą). W przeciwieństwie do gry w Lidze Europy, w Ekstraklasie Ruch spisywał się bardzo słabo. Przegrał 3 pierwsze spotkania, dopiero w 4. kolejce zremisował na wyjeździe z Wisłą Kraków (2:2) i zdobył pierwszy punkt w sezonie. Następnie wygrał z Piastem Gliwice, również na wyjeździe (1:0), a później zanotował trzy remisy (z Lechem, Lechią oraz Pogonią). Następnie przyszła domowa porażka z GKSem Bełchatów (0:1) i kolejny remis (z Zawiszą Bydgoszcz 1:1). W krajowym pucharze Niebiescy odpadli podobnie jak przed rokiem już w 1/16 finału, przegrywając w Ostrowie Wielkopolskim, z miejscową Ostrovią (1:2) i dość szybko, niespodziewanie skończyli rozgrywki tej edycji Pucharu Polski. 4 października 2014 roku Ruch przegrał (1:2) w 102. Wielkich Derbach Śląska z Górnikiem Zabrze, a po tym spotkaniu pracę stracili trener Niebieskich Jan Kocian oraz jego asystenci. 7 października 2014 roku nowym szkoleniowcem Ruchu został ponownie Waldemar Fornalik. Na koniec roku – po 19 kolejkach – Ruch zajmował przedostatnie miejsce, tracąc 4 punkty do bezpiecznego miejsca w tabeli. Na koniec rundy zasadniczej Ruch zajął 14. miejsce posiadając 33 punkty. W rundzie finałowej Ruch wygrał 4 mecze, 2 zremisował i przegrał tylko 1, dzięki czemu na koniec sezonu 2014/2015 zajął 10. miejsce w tabeli.
Przed rozpoczęciem sezonu 2015/2016 Ruch zrezygnował lub sprzedał kilku graczy, którzy dotychczas na stałe znajdowali się w pierwszym składzie zespołu. Byli to przede wszystkim: Marcin Malinowski, Piotr Stawarczyk, Jakub Kowalski, Filip Starzyński, Bartłomiej Babiarz czy najlepszy strzelec drużyny Grzegorz Kuświk. Zastąpić ich mieli nowi zawodnicy, którzy dotychczas grali mniej w pierwszym zespole lub grali w drugiej drużynie, tacy jak np. Patryk Lipski czy Eduards Višņakovs oraz nowo pozyskani zawodnicy z innych klubów – Mariusz Stępiński, Kamil Mazek, Tomasz Podgórski, Michał Koj czy Maciej Iwański. Już po szóstej kolejce sezonu wyrastający na najlepszego strzelca drużyny (trzy bramki w sześciu meczach Ekstraklasy oraz jedna w jednym meczu Pucharu Polski) Eduards Višņakovs został sprzedany do belgijskiego KVC Westerlo. W przerwie między rundą jesienną a wiosenną do zespołu dołączyli Łukasz Moneta oraz Łukasz Hanzel, a z drużyny juniorów do pierwszego składu włączono Przemysława Bargiela. 15 stycznia 2016 17-letni bramkarz Ruchu Kamil Grabara został sprzedany do Liverpoolu F.C. za kwotę ok. 1,2 mln euro przez co stał się najdrożej sprzedanym piłkarzem Ruchu w historii. Ruch po rundzie zasadniczej zajął ósme miejsce, dzięki czemu awansował do grupy mistrzowskiej. Również na zakończenie sezonu Niebiescy zajęli ósme miejsce. W trakcie sezonu 2015/2016 Ruch najczęściej ze wszystkich klubów w Ekstraklasie stawiał na najmłodszych piłkarzy. 24 kwietnia 2016 roku w meczu z Piastem Gliwice zadebiutował Przemysław Bargiel, dzięki czemu stał się najmłodszym zawodnikiem sezonu 2015/2016 i pierwszym w historii zawodnikiem Ekstraklasy urodzonym w latach dwutysięcznych. Jednocześnie został trzecim najmłodszym debiutantem w historii Ruchu, w dniu debiutu miał 15 lat i 333 dni. Piłkarze Niebieskich regularnie dostawali powołania do młodzieżowych reprezentacji Polski, gdzie między innymi Mariusz Stępiński, Patryk Lipski i Kamil Mazek byli podstawowymi graczami. Mariusz Stępiński został ogłoszony drugim najlepszym napastnikiem sezonu oraz został Polakiem z największą ilością strzelonych bramek w tym sezonie Ekstraklasy, dzięki czemu został powołany przez Selekcjonera Reprezentacji Polski na Mistrzostwa Europy 2016 we Francji. W rozgrywkach Pucharu Polski Ruch zakończył zmagania w 1/8 finału PP przegrywając 0:1 w Poznaniu z ówczesnym mistrzem Polski Lechem Poznań.
Jeszcze w trakcie sezonu 2015/2016 Matúš Putnocký podpisał kontrakt z Lechem Poznań, dzięki czemu wiadomo było, że Ruch sezon 2016/2017 rozpocznie bez swojego dotychczasowego podstawowego bramkarza. Oprócz Putnockiego z Ruchu w okienku transferowym między sezonami odeszło jeszcze jedenastu zawodników, z którymi w większości rozwiązano umowy za porozumieniem stron lub ich nie przedłużono. Najważniejsi z nich to Marek Zieńczuk, Tomasz Podgórski, Maciej Iwański i Marek Szyndrowski. Po siódmej kolejce sezonu 2016/2017 ówczesny najlepszy strzelec Ruchu Mariusz Stępiński (trzy gole w pięciu meczach) został sprzedany do francuskiego FC Nantes. Według mediów Ruch dzięki temu zarobił od 1,5 mln euro do 2,8 mln euro przez co Stępiński ustanowił nowy rekord najdrożej sprzedanych zawodników Ruchu. W tym samym czasie do klubu dołączyło 13 nowych zawodników, wśród których należy wymienić strzelca ośmiu goli w I lidze poprzedniego sezonu Jakuba Araka, ośmiokrotnego reprezentanta Polski Marcina Kowalczyka, powracającego do Ruchu byłego reprezentanta Polski Piotra Ćwielonga oraz reprezentanta Łotwy Eduardsa Višņakovsa. Oprócz zmian kadrowych doszło również do zmian we władzach klubu. 29 lipca 2016 roku z funkcji prezesa zrezygnował Dariusz Smagorowicz, którego 1 sierpnia zastąpił Janusz Paterman. Niespełna miesiąc później, 29 sierpnia, Paterman został odwołany ze swojej funkcji, czego efektem był wielomiesięczny wakat. W tym czasie początkowo pełniącym obowiązki był przewodniczący rady nadzorczej Aleksander Kurczyk, a później obowiązki te pełnił dwuosobowo zarząd tj. Rafał Bryczek oraz Mirosław Mosór. 20 marca 2017 roku media podały, że były prezes Paterman wykupił akcje dotychczasowego większościowego udziałowca Dariusza Smagorowicza i tym samym sam stał się większościowych udziałowcem. Konsekwencją tego było zebranie akcjonariuszy 1 marca 2017 roku kiedy ponownie wybrano Janusza Patermana na prezesa klubu. W międzyczasie tj. 1 września 2016 Ruch zaprezentował raport dot. finansów klubu za okres od 1 lipca 2015 roku do 30 czerwca 2016 roku. Wynikało z niego, że Ruch uzyskał dodatni wynik finansowy na poziomie 1 mln złotych co było najlepszym wynikiem od roku 2010. Ponadto okazało się, że sytuacja finansowa jest lepsza niż mówiło się w mediach (wskazywano na dług w wysokości ok. 50 mln zł). Tymczasem zadłużenie wynosiło 38 mln złotych z czego tylko 10,5 mln były zobowiązaniem wobec podmiotów zewnętrznych (pozostałe 27,5 mln było zadłużeniem wobec akcjonariuszy Ruchu). Pomimo nie najgorszego wyniku finansowego był to jeden z najgorszych sezonów w historii prawie stuletniego klubu zakończonego spadkiem Ruchu z Ekstraklasy. Przed przerwą zimową Niebiescy zajmowali 15. lokatę tracąc trzy punkty do Piasta Gliwice, który zajmował wówczas ostatnie niezagrożone spadkiem miejsce. W trakcie zimowego okienka transferowego klub nie mógł sprowadzać nowych piłkarzy ze względu na zakaz transferowy nałożony przez PZPN. Jednocześnie z klubu odszedł za porozumieniem stron Piotr Ćwielong, a Kamil Mazek został sprzedany do Zagłębia Lubin. W tym samym czasie PZPN nałożył na Ruch karę odjęcia 4 punktów za nieterminowe spłacanie zobowiązań finansowych. Pomimo tego Ruch w pierwszych meczach po przerwie spisywał się bardzo dobrze w pierwszych siedmiu meczach przegrywając tylko raz, lecz od 28. kolejki nie wygrał ani razu łącznie zdobywając tylko 4 punkty. Po 30. kolejce z pracy w Ruchu zrezygnował trener Waldemar Fornalik, a wraz z nim cały sztab szkoleniowy poza trenerem bramkarzy Ryszardem Kołodziejczykiem. Nowym trenerem został wychowanek i legenda Ruchu Krzysztof Warzycha, a jego asystentami kolejny wychowanek i legenda Wojciech Grzyb oraz Jorgos Papalambru. Ponadto w czasie kiedy Ruch walczył w ostatnich kolejkach o utrzymanie, Patryk Lipski postanowił zrezygnować z pracy w klubie i złożył wniosek do Polskiego Związku Piłki Nożnej o rozwiązanie kontraktu z Ruchem z winy klubu, co ostatecznie się stało 11 maja 2017 roku. Ruch zakończył sezon na ostatnim miejscu i w sezonie 2017/2018 rozpoczął rozgrywki z Nice I lidze.
Ruch Chorzów po awansie z II ligi w 2007 roku spędził w Ekstraklasie 10 sezonów. Mimo jednego z najniższych budżetów wśród wszystkich klubów grających podczas tej dekady w Ekstraklasie, może pochwalić się kilkoma sukcesami. Przede wszystkim trzykrotnie udawało się zasiąść na podium na koniec rozgrywek (w tym raz jako wicemistrz), trzykrotnie walcząc o awans do Ligi Europy UEFA, trzykrotnie odpadając dopiero w ostatniej rundzie eliminacji. Ponadto Ruch dwukrotnie dochodził do finału rozgrywek Pucharu Polski, dwukrotnie przegrywając. Oprócz tego udało się zorganizować w 2008 roku mecz Ruchu z Górnikiem Zabrze, gdzie mimo zimna i deszczowej pogody, na Stadionie Śląskim udało się zgromadzić ok. 42 tys. kibiców, co media nazwały „nowożytnym rekordem frekwencji”. Co więcej, wynik ten udało się powtórzyć niespełna rok później, gdy ponownie – mimo niesprzyjającej aury – zgromadziło się ponad 40 tys. ludzi, wypełniając Stadion Śląski do ostatniego krzesełka. Oprócz tych sukcesów należy wymienić drobne sukcesy w postaci wychowania w klubie lub odnalezienia i wypromowania zawodników. Do nich należy zaliczyć przede wszystkim Artura Sobiecha, Mariusza Stępińskiego, Kamila Grabarę, Filipa Starzyńskiego, Patryka Lipskiego oraz trenera i późniejszego selekcjonera reprezentacji Polski Waldemara Fornalika.

### Lata 2017–2025 – Restrukturyzacja klubu i stan obecny
W roku 2017 zdecydowano, że po raz pierwszy w historii polskiej piłki, zgodnie z Prawem restrukturyzacyjnym, Spółka Akcyjna rozpocznie przyspieszone postępowanie układowe mające na celu uzgodnienie z wierzycielami warunków spłaty długów. Postępowanie to otwarto przed Sądem Rejonowym w Katowicach dnia 23 czerwca 2017. W postępowaniu tym wszystkim 255 wierzycielom zaproponowano redukcję długu, rozłożenie go na raty lub przekształcenie długu w akcje klubowe. 30 listopada 2017 wierzyciele zebrali się w sądzie, aby zdecydować, czy przyjmą propozycję. Większość wyraziła zgodę i układ przyjęto. Ostatecznie układ uprawomocnił się 13 marca 2018. Według postanowień układu Ruch miał spłacić w ciągu 5 lat 8 milionów złotych. Raty były rozłożone na 400 tys. zł płatne co kwartał.
Ruch rozpoczął sezon 2017/2018 w Nice I lidze z ujemnym dorobkiem punktowym. Klub został ukarany odjęciem sześciu punktów za zaległości finansowe. Po fatalnym sezonie w którym Niebiescy ponieśli dotkliwe porażki: 0:6 w meczu u siebie z Pogonią Siedlce (w 98. rocznicę założenia klubu); 1:6 w meczu wyjazdowym z Miedzią Legnica czy 0:6 w meczu wyjazdowym z Wigrami Suwałki, klub zajął ostatnie miejsce w tabeli, tracąc do miejsca barażowego 11 punktów, co skutkowało pierwszą w historii Ruchu degradacją na trzeci poziom rozgrywkowy.
Sezon 2018/2019 w II lidze Ruch zakończył na ostatnim miejscu w tabeli, tracąc do miejsca gwarantującego utrzymanie 8 punktów. Był to trzeci z rzędu sezon, w którym Niebiescy zostali zdegradowani z ostatniego miejsca.
Po spadku z II ligi zdecydowano o zmianie polityki klubu, chcąc pozwolić kibicom na większe zaangażowanie się w sprawy klubowe. Na początku z funkcji prezesa zrezygnował Jan Chrapek i ogłoszono konkurs na nowego prezesa klubu. Wśród potencjalnych kandydatów wskazywano Szymona Michałka, który był znany w środowisku kibiców jako jeden z byłych ultrasów, wówczas prowadzący doping na sektorze rodzinnym. W tym samym czasie na wiceprezesa powołano Marcina Waszczuka, który faktycznie zarządzał klubem podczas wakatu na stanowisku prezesa. Ostatecznie na stanowisko powołano Seweryna Siemianowskiego, dotychczasowego trenera i dyrektora UKSu Ruch Chorzów oraz byłego piłkarza Ruchu, który również cieszył się poparciem kibiców. Jednocześnie do rady nadzorczej dołączył przedstawiciel kibiców, Marcin Stokłosa.
W tym samym czasie zdecydowano o zatrudnieniu nowego szkoleniowca. Nowym trenerem został jeden ze wskazanych przez kibiców kandydatów, Łukasz Bereta. Jako wychowanek Ruchu zdecydował się budować swoją kadrę przede wszystkim na piłkarzach związanych z regionem. Celem, który postawiono, był awans do II ligi w ciągu dwóch lat. Sezon 2019/2020 rozpoczął od dwóch porażek, lecz później wyniki były korzystniejsze. Do końca roku 2019 w 16 meczach ligowych Ruch przegrał tylko raz, remisując siedem meczów i dziewięciokrotnie wygrywając. Skutkowało to zajęciem pozycji wicelidera na zimową przerwę. Postanowiono wówczas wzmocnić zespół, ściągając do klubu między innymi m.in. Łukasza Janoszkę, który posiadał ekstraklasową przeszłość. W rundzie wiosennej Ruch zagrał tylko jeden mecz remisując na wyjeździe z drugą drużyną Zagłębia Lubin. Ze względu na pandemię COVID-19, PZPN zdecydował o wcześniejszym zakończeniu sezonów wszystkich czterech grup III ligi i ostatecznie Ruch zakończył sezon na miejscu trzecim. Jednocześnie królem strzelców III ligi grupy trzeciej został napastnik Ruchu, Mariusz Idzik.
Kolejny sezon (2020/2021) był najlepszym wśród kilku ostatnich. Przed sezonem zapowiadano walkę o awans i ostatecznie tak się stało. W rundzie wiosennej rozegrano 18 meczów, z których Ruch wygrał 14 i tym samym zimę spędził na fotelu lidera, posiadając dwa punkty przewagi nad Polonią Bytom. Podczas przygotowań do rundy wiosennej Ruch stracił przez kontuzje podstawowego pomocnika Patryka Sikorę, oraz najlepszego strzelca drużyny, Mariusza Idzika. Ostatecznie, pomimo tych strat, Ruch wygrał wszystkie kolejne mecze aż do uzyskania awansu. Stało się to na trzy kolejki przed zakończeniem sezonu. Łącznie Ruch wygrał 30 meczów oraz 2 zremisował, zdobywając 92 punkty i posiadając nad drugą drużyną w tabeli przewagę 11 punktów. Ponadto ustanowił nowy rekord klubu w liczbie wygranych meczów w serii (17). W pozostałych rozgrywkach klub również osiągał sukcesy. Wygrał Puchar Polski w podokręgu Katowice, odpadając z turnieju na szczeblu wojewódzkim. Wygrał również Puchar 100-lecia Śląskiego Związku Piłki Nożnej.

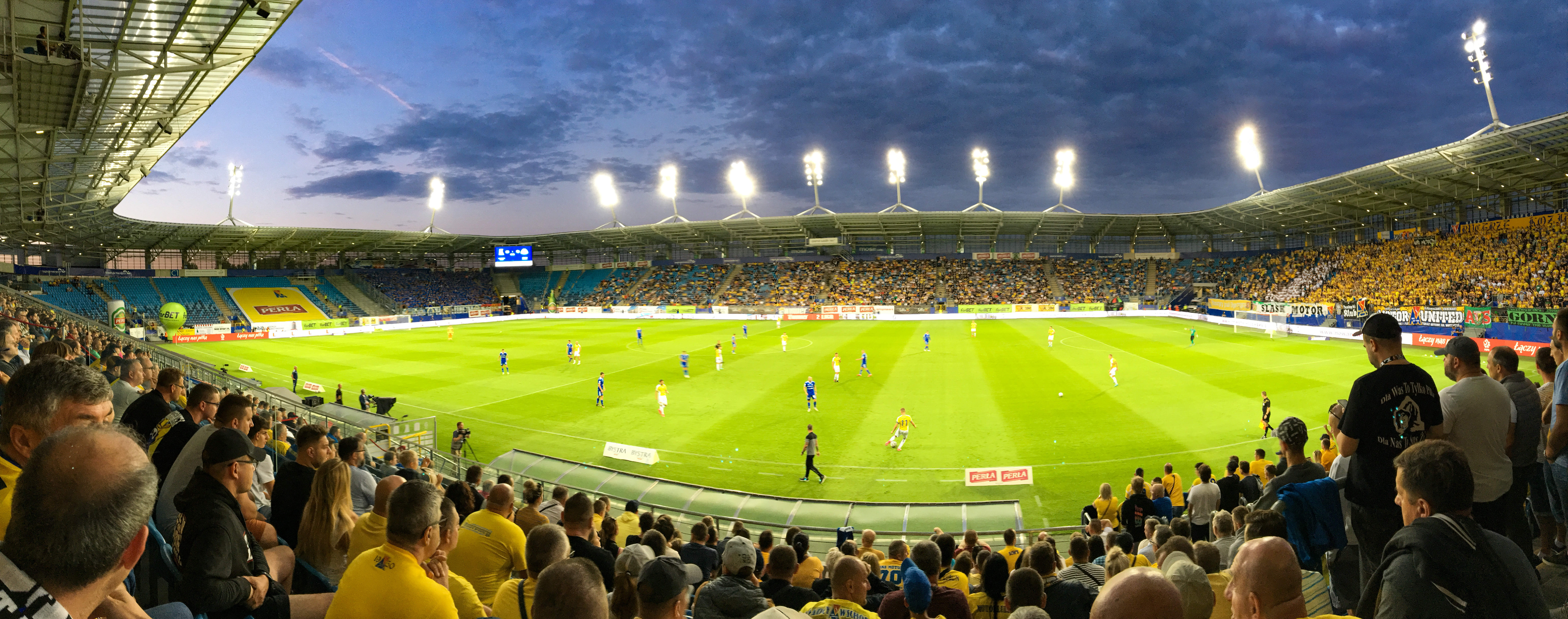
Mecz Motoru Lublin z Ruchem Chorzów, II liga, Lublin, 8 sierpnia 2021 r.

Przed startem sezonu 2021/2022 zmienił się sztab szkoleniowy. Dotychczasowy pierwszy trener Łukasz Bereta nie przyjął oferty klubu na przedłużenie kontraktu ze względu na zapis w nim o trzymiesięcznym okresie wypowiedzenia. Przedstawiciele klubu tłumaczyli to nową polityką zatrudniania pracowników, mającą zapobiegać powtarzaniu błędów sprzed lat, które doprowadziły klub do długów i spadków do trzeciej ligi. Nowym szkoleniowcem został Jarosław Skrobacz, a sztab szkoleniowy tworzyli także Jan Woś, Wojciech Grzyb i Ryszard Kołodziejczyk. Przez pierwsze dwanaście kolejek zespół nie przegrał ani jednego meczu, dzięki czemu Ruch był jedynym klubem na szczeblu centralnym, któremu się to udało w tym sezonie. W przerwie zimowej Rada Nadzorcza powołała na stanowisko wiceprezesa Marcina Stokłosę i od tego momentu Zarząd Spółki był dwuosobowy. Półmetek rozgrywek zespół zakończył na miejscu wicelidera, a sezon skończył na trzecim miejscu w tabeli, kwalifikując się do baraży o pierwszą ligę. W półfinale wygrał po dogrywce z Radunią Stężyca 1:0, a w meczu finałowym pokonał Motor Lublin 4:0, dzięki czemu wywalczył awans do I ligi.
Zanim sezon 2022/2023 się rozpoczął, sztab szkoleniowy przedłużył swoje kontrakty oraz ściągnięto do drużyny nowych piłkarzy, m.in. z historią gry w Ekstraklasie. Klub unikał deklaracji, że będzie w tym sezonie próbował awansować i mówił wyłącznie o spokojnym utrzymaniu się. Jednakże był liderem tabeli od 8. do 14. kolejki, a przerwę zimową spędził na 3. miejscu, posiadając 32 punkty i tracąc 2 punkty do drugiego miejsca premiowanego bezpośrednim awansem do Ekstraklasy. Podczas przerwy zimowej ze względu na zły stan techniczny masztu oświetleniowego oraz konieczność jego demontażu zdecydowano o zamknięciu stadionu Ruchu Chorzów przy ulicy Cichej. Klub wówczas przeniósł się tymczasowo na Stadion Miejski w Gliwicach, gdzie rozgrywał swoje mecze domowe. Wiosną Ruch grał na tyle dobrze, że zdołał wyprzedzić dotychczasowego wicelidera tabeli i ostatecznie na koniec sezonu zajął drugie miejsce, co skutkowało powrotem w szeregi Ekstraklasy po 6 sezonech jego nieobecności. Drużyna zdobyła 62 punkty, wygrywając 17 meczów, 11 remisując i przegrywając 6-krotnie, tracąc przy tym najmniej goli w lidze – 33. Najlepszy napastnik Ruchu Daniel Szczepan zdobył w tym sezonie 14 goli, co dało mu 6. miejsce w klasyfikacji króla strzelców, a podstawowy bramkarz Ruchu, Jakub Bielecki, zachował 15 razy czyste konto w tym sezonie.
W swoim pierwszym sezonie w Ekstraklasie po 6 latach klub deklarował, że celem jest spokojne utrzymanie. W tym celu zakontraktowano piłkarzy, których opisywano jako obiecujących, jak na przykład Miłosz Kozak (transfer gotówkowy), Bartłomiej Barański (przesunięcie z zepołu rezerw) czy Maciej Firlej (król strzelców 2. ligi) oraz doświadczonych z przeszłością w Ruchu, jak Mateusz Bartolewski, Filip Starzyński czy Michał Buchalik. Dołączył także Szymon Szymański, który został zakontraktowany pół roku wcześniej. Ze względu na kontuzję bramkarza Michała Buchalika, w trakcie sezonu skorzystano z opcji transferu medycznego i ściągnięto z 1. ligi Krzysztofa Kamińskiego. Ruch zaczynał sezon grając nadal mecze domowe na Stadionie Miejskim w Gliwicach, jednocześnie podpisując 4-letnią umowę ze Stadionem Śląskim, gdzie ostatecznie zaczął grać swoje mecze od 13. kolejki. Ruch wygrał pierwszy mecz już w 2. kolejce, ale potem długo nie zdobył trzech punktów. Z tego powodu zdecydowano najpierw zwolnić dotychczasowego trenera Jarosława Skrobacza (6 listopada 2023), a następnie jego następcę Jana Wosia (w przerwie zimowej). Wraz z nowym rokiem zatrudniono Janusza Niedźwiedzia i w większości zmieniono sztab trenerski. Asystentami pierwszego trenera zostali Karol Szweda i Marcin Zubek, natomiast trenerem bramkarzy został Radosław Hołubiec. Następnie sprzedano do Wieczystej Kraków Tomasza Swędrowskiego oraz zakontraktowano nowych zawodników, m.in. Roberta Dadoka, Josemę, Somę Novothnego, Patryka Stępińskiego, Dante Stipicę i niewiele wcześniej grającego w eliminacjach do Ligi Mistrzów Adama Vlkanovę. 20 kwietnia 2024 roku odbył się historyczny mecz. W 104. rocznicę powstania klubu na Stadionie Śląskim rozegrano mecz z Widzewem Łódź (2:3). Na trybunach wówczas zasiadło 50 087 kibiców (w tym 19 tys. kibiców Widzewa), co jest rekordem frekwencyjnym w XXI w. w polskiej Ekstraklasie. Po przerwie zimowej Ruch zdobył 19 punktów, a z ostatnich 5 meczów w sezonie wygrał 4, lecz to nie wystarczyło by się utrzymać i ostatecznie spadł z powrotem do 1. Ligi.
Po tym, jak w 2017 Ruch Chorzów S.A. złożył wniosek o restrukturyzację długu, a sąd zatwierdził układ restrukturyzacyjny w 2018, Spółka spłacała swoje kwartalne zobowiązania, lecz w ciągu kolejnych dwóch lat klub dwukrotnie spadał z ligi i w 2019 roku znalazł się w trzeciej lidze. Z tego powodu dochody klubu znacząco zmalały, więc zdecydowano złożyć do sądu wniosek o zmianę układu, polegającą na wydłużeniu czasu spłaty zobowiązań i zmniejszeniu wysokości rat. W styczniu 2024, większość wierzycieli zgodziło się na nowy układ, a we wrześniu ostatecznie układ się uprawomocnił. W ten sposób Spółka obniżyła swoje zadłużenie o kolejne 5 766 972 zł, a kapitał własny Spółki w ciągu 7 lat zmienił się z ujemnego (–24 633 838 zł) na wartość dodatnią.
Latem 2024, Ruch szykował się do rozgrywek 1. Ligi. Dotychczasowy kapitan drużyny, Tomasz Foszmańczyk, ogłosił zakończenie kariery piłkarskiej i objął w Ruchu posadę dyrektora sportowego. W tym samym czasie dotychczasowy wiceprezes zarządu, Marcin Stokłosa, zrezygnował z funkcji. Do sztabu dołączył Andrzej Kasprzak, który odpowiadał za przygotowanie motoryczne. W tym okresie zakończono współpracę łącznie z 20 zawodnikami, a ściągnięto 15. Przedłużono wówczas kontrakty z Danielem Szczepanem, Somą Novothnym, czy Maciejem Sadlokiem. Klub sprzedał Tomasza Wójtowicza do Lechii Gdańsk (informacje medialne mówiły o ok. 1 mln zł netto), a ściągnięto, m.in., młodzieżowego kapitana reprezentacji Słowenii, bramkarza Martina Turka z włoskiej Parmy Calcio oraz wicemistrza Polski, Martina Konczkowskiego. Po 6. kolejce Ruch, z jedną wygraną, czteroma remisami i jedną przegraną, zajmował 10. miejsce w tabeli. Z tego względu zarząd zdecydował na zrezygnowanie z usług trenera Janusza Niedźwiedzia. 27 sierpnia ogłoszono, że nowym trenerem został Dawid Szulczek. Od tego momentu do końca roku Ruch wygrał dziewięć meczów i przegrał trzy. W związku z tym drużyna awansowała w tabeli i przerwę zimową Ruch spędzał na czwartym miejscu. 22 lutego 2025 Ruch zorganizował mecz 21 kolejki 1. Ligi z Wisłą Kraków. Na trybunach Stadionu Śląskiego zgromadziło się 53 293 widzów i tym samym ustanowiono nowy rekord frekwencyjny piłki klubowej w XXI w.

## Sukcesy

### Sukcesy krajowe
- Mistrzostwo Polski
  - 1. miejsce (14): 1933, 1934, 1935, 1936, 1938, 1951[b], 1952, 1953, 1960, 1967/1968, 1973/1974, 1974/1975, 1978/1979, 1988/1989
  - 2. miejsce (6): 1950, 1956, 1962/1963, 1969/1970, 1972/1973, 2011/2012
  - 3. miejsce (9): 1937, 1948, 1954, 1955, 1966/1967, 1982/1983, 1999/2000, 2009/2010, 2013/2014

- Puchar Polski

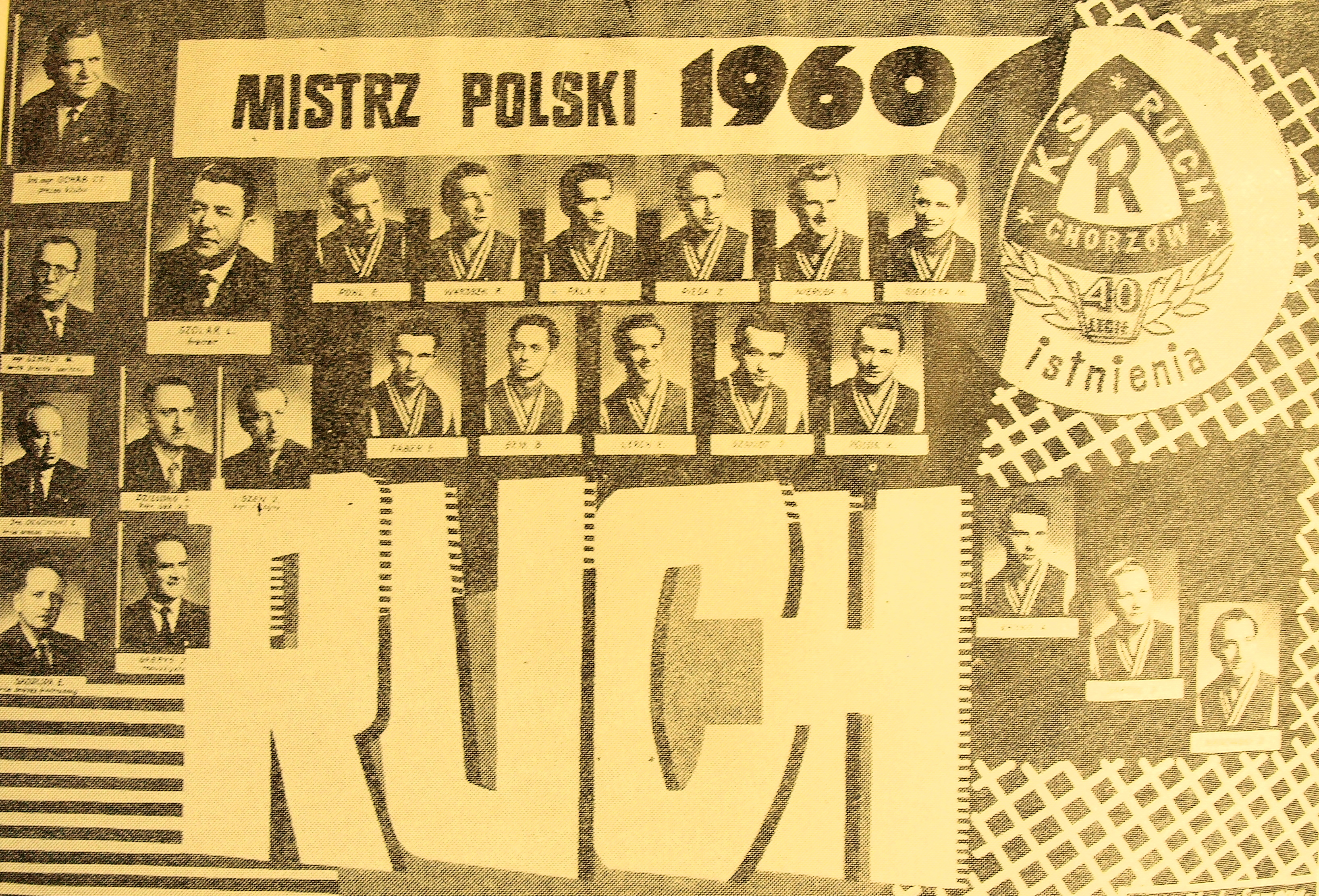
Mistrzowie Polski z 1960

  - 1. miejsce (3): 1950/1951, 1973/1974, 1995/1996
  - 2. miejsce (6): 1962/1963, 1967/1968, 1969/1970, 1992/1993 (rezerwy), 2008/2009, 2011/2012
- Superpuchar Polski
  - 2. miejsce (2): 1989, 1996
- Puchar Polski podokręg Katowice
  - 1. miejsce (1): 2021[150], 2023 (rezerwy)[193]
- Młoda Ekstraklasa
  - 1. miejsce (1): 2008/2009
  - 3. miejsce (1): 2010/2011
- Mistrzostwo Polski Juniorów U-19
  - 1. miejsce (2): 1965, 1984
  - 2. miejsce (1): 2017
- Puchar Dżentelmenów (1): 1929

Rozgrywki nieligowe na Górnym Śląsku (1922–1926, 1941–1944, 2020-2021):
- Mistrz Śląska (2): 1922, 1926
- Wicemistrz Śląska (2): 1924, 1941/1942[c]
- Puchar Stanisława Fliegera (2): 1925[d], 1926[194]
- Puchar 100-lecia (1): 2021[e][151]

### Sukcesy międzynarodowe
- Puchar Europy / Liga Mistrzów
  - Ćwierćfinał (1): 1974/1975
- Puchar UEFA / Liga Europy
  - Ćwierćfinał (1): 1973/1974
- Puchar Intertoto
  - Finał (1): 1998
  - 1. miejsce w grupie (1): 1967[195]

### Sukcesy indywidualne
Plebiscyt Piłki Nożnej:
- Piłkarz Roku[196]
  - 1975: Zygmunt Maszczyk
  - 1988: Krzysztof Warzycha

- Odkrycie Roku
  - 1989: Dariusz Gęsior
  - 2010: Maciej Jankowski

- Trener Roku
  - 1989: Jerzy Wyrobek
  - 2009: Waldemar Fornalik
  - 2012: Waldemar Fornalik

- Osobowość Roku
  - 2008: Mariusz Klimek

Plebiscyt katowickiego dziennika Sport:
- Złote Buty
  - 1971: Jerzy Wyrobek
  - 1989: Krzysztof Warzycha
  - 2000: Krzysztof Bizacki
  - 2012: Arkadiusz Piech

- Piłkarz Roku
  - 1988: Krzysztof Warzycha

## Ruch w polskich rozgrywkach ligowych

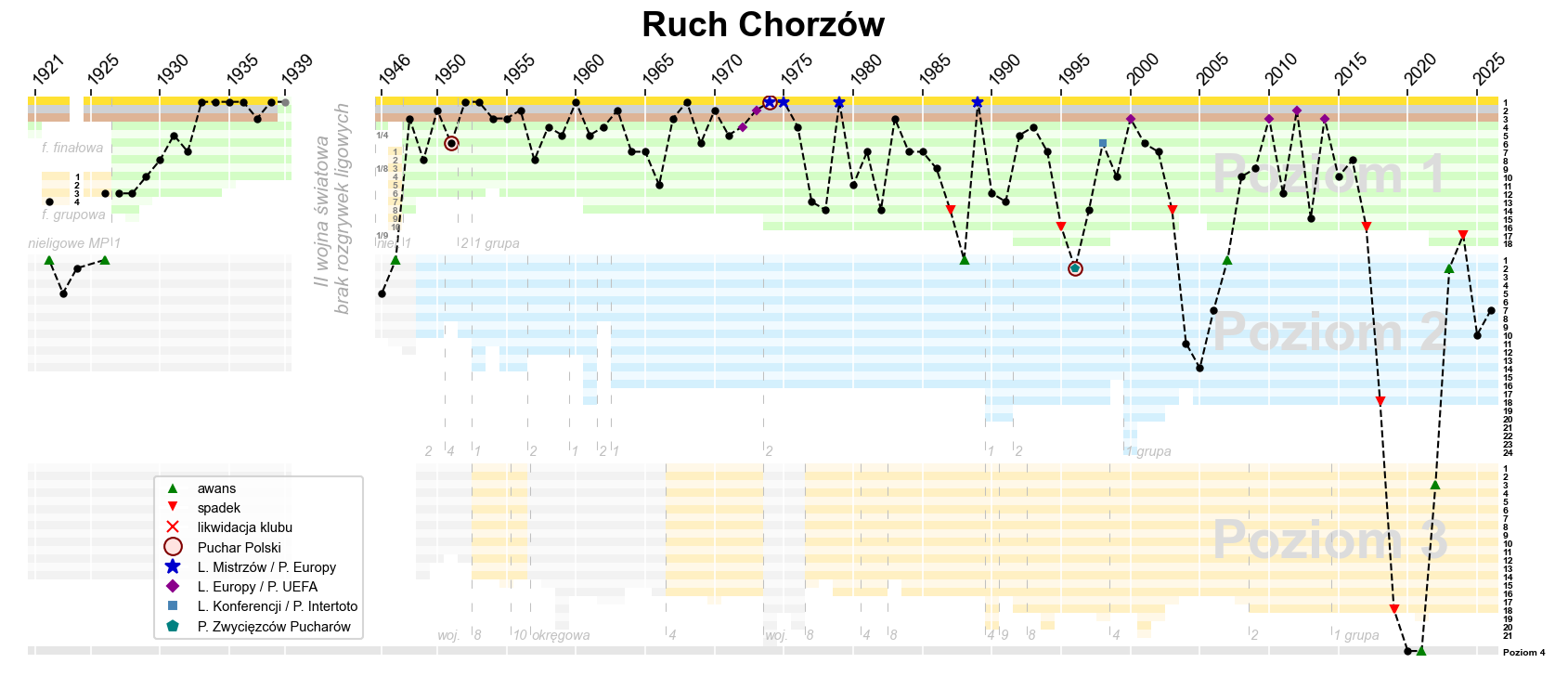
Historia występów Ruchu Chorzów w rozgrywkach ligowych

Ruch przystąpił do oficjalnych polskich rozgrywek ligowych w 1922, przy tym wygrywając w tych pierwszych oficjalnych mistrzostwach nowego okręgu piłkarskiego województwa śląskiego, w których uczestniczyło 38 drużyn. Do czasu powstania ogólnopolskiej ligi w 1927 uczestniczył we wszystkich czterech edycjach najwyższej klasy ligowej regionu (A-klasy), dwukrotnie ją wygrywając, raz zajmując drugie miejsce, a raz piąte.
W 1927 znalazł się w gronie założycieli ogólnopolskiej ligi, w której do roku 1939 jako jedyny śląski klub uczestniczył we wszystkich 13 edycjach I ligi (w tym niedokończonej z 1939), 5-krotnie kończąc rozgrywki na pierwszym miejscu. W 1947 zakwalifikował się do reaktywowanej Ekstraklasy i grał w niej nieprzerwanie do sezonu 1986/1987. Do tego czasu był jedynym klubem uczestniczącym we wszystkich (52 lub 53, wliczając sezon 1939) edycjach ligowych mistrzostw Polski. Dotychczas w Ekstraklasie rozegrał 77 sezonów, 7 sezonów na drugim poziomie rozgrywkowym, 1 sezon na trzecim poziomie rozgrywkowym i 2 sezony na czwartym poziomie rozgrywkowym. Od sezonu 2023/2024 będzie ponownie grać w Ekstraklasie. Trzynastokrotnie kończył Ekstraklasę na pierwszym miejscu, I ligę dwukrotnie, III ligę raz.
Podsumowanie występów Ruchu w polskich rozgrywkach ligowych:
| Liga / grupa                  | Sezon / runda            | Miejsce / il. drużyn                            | Nazwa                                            | Mecze | Z / za 3 | R  | P / za 3 | Punkty | Bramki | Uwagi |
| ----------------------------- | ------------------------ | ----------------------------------------------- | ------------------------------------------------ | ----- | -------- | -- | -------- | ------ | ------ | --- |
| ND                            | 1920                     | ND                                              | KS Ruch Bismarkhuta                              | ND    | ND       | ND | ND       | ND     | ND     | W 1920 odbyła się 1. edycja MP, próbowano wyłonić regionalnych mistrzów 5-u okręgów, wśród których nie było jeszcze Górnego Śląska. W sierpniu wybucha II powstanie śląskie. |
| ND                            | 1921                     | ND                                              | KS Ruch Bismarkhuta                              | ND    | ND       | ND | ND       | ND     | ND     | W 1921 nie było jeszcze okręgowej klasy A na Górnym Śląsku, odbyły się jednak nieformalne i niedokończone rozgrywki polskich drużyn. W maju wybucha III powstanie śląskie. |
| Klasa A                       | 1922                     | 1/6                                             | KS Ruch Bismarkhuta                              | 10    | 8        | 1  | 1        | 17     | 29-12  | 26 lutego powołano nowy okręg w polskiej części Górnego Śląska. W 4 grupach uczestniczyło w sumie 38 drużyn. 6-drużynową grupę A wygrał Ruch. W całym okręgu wyprzedził Pogoń Katowice o 2 punkty, w dziesięciu meczach tracąc 3 punkty. |
| Grupa południowa              | 1922 Runda eliminacyjna  | 4/4                                             | KS Ruch Bismarkhuta                              | 6     | 1        | 0  | 5        | 2      | 6–38   | Ośmiu mistrzów okręgowych podzielono na dwie grupy eliminacyjne. W południowej Ruch zajął ostatnie miejsce. |
| Klasa A                       | (1922/)1923              | 5/6                                             | KS Ruch Bismarkhuta/ KS Ruch BBC Wielkie Hajduki | 10    | 1        | ?  | ?        | ?      | 4–34   | Drugą edycję górnośląskiej Klasy A rozpoczęto już 17 września 1922, a zakończono w marcu 1923. Nieznane są wszystkie wyniki rywalizacji z pozostałymi 5 drużynami klasy A. Ruch zajął przedostatnie miejsce tylko z 1 wygraną, walkowerem. Na jesień na nowo przeprowadzono kwalifikacje do klasy A z powodu przenosin nowych klubów z niemieckich rozgrywek i Ruch pozostał wśród drużyn uczestniczących w rozgrywkach A-klasy. |
| Klasa A                       | 1924 jesień              | 2/8                                             | KS Ruch Wielkie Hajduki                          | 14    | 9        | 1  | 4        | 19     | 48–24  | 3. edycja wojewódzkiej klasy A odbyła się późno, jesienią 1924. Ruch uplasował się za AKS-em Królewska Huta. |
| ND                            | 1925                     | ND                                              | KS Ruch Wielkie Hajduki                          | ND    | ND       | ND | ND       | ND     | ND     | W 1925 nie odbyły się zawody o mistrzostwo Śląska w piłce nożnej (klasa A). W zastępstwie zorganizowano w okręgu śląskim rozgrywki o Puchar Fliegera, które Ruch wygrał zdobywając nieoficjalnie mistrzostwo Śląska. |
| Klasa A                       | 1926                     | 1/7                                             | KS Ruch Wielkie Hajduki                          | 12    | 9        | 2  | 1        | 20     | 43–25  | 4. edycja okręgowej klasy A. |
| Grupa zachodnia               | 1926 Runda eliminacyjna  | 3/3                                             | KS Ruch Wielkie Hajduki                          | 4     | 0        | 1  | 3        | 1      | 4–14   | 12 mistrzów okręgowych podzielono na 3 grupy eliminacyjne. |
| Liga Polska                   | 1927                     | 12/14                                           | KS Ruch Wielkie Hajduki                          | 26    | 9        | 5  | 12       | 23     | 35–54  | Ruch zostaje jednym z założycieli Ligi Polskiej. |
| Liga Polska                   | 1928                     | 12/15                                           | KS Ruch Wielkie Hajduki                          | 28    | 10       | 5  | 13       | 25     | 43–54  | |
| Liga Polska                   | 1929                     | 10/13                                           | KS Ruch Wielkie Hajduki                          | 24    | 6        | 7  | 11       | 19     | 32–48  | |
| Liga Polska                   | 1930                     | 8/12                                            | KS Ruch Wielkie Hajduki                          | 22    | 7        | 5  | 10       | 19     | 34–51  | |
| Liga Polska                   | 1931                     | 5/12                                            | KS Ruch Wielkie Hajduki                          | 22    | 11       | 3  | 8        | 25     | 45–46  | |
| Liga Polska                   | 1932                     | 7/12                                            | KS Ruch Wielkie Hajduki                          | 22    | 8        | 4  | 10       | 20     | 33–35  | |
| Liga Polska Grupa B           | 1933 wiosna              | 2/6                                             | KS Ruch Wielkie Hajduki                          | 10    | 7        | 0  | 3        | 14     | 23–13  | W sezonie 1933 ligę podzielono na 2 grupy, z których po 3 najlepsze drużyny rywalizowały w rundzie jesiennej w grupie mistrzowskiej. |
| Liga Polska Grupa mistrzowska | 1933 jesień              | 1/6(12)                                         | KS Ruch Wielkie Hajduki                          | 10    | 7        | 0  | 3        | 14     | 25–15  | 6-drużynową grupę mistrzowską wygrał Ruch. |
| Liga Polska                   | 1934                     | 1/12                                            | KS Ruch Wielkie Hajduki                          | 22    | 16       | 4  | 2        | 36     | 90–29  | |
| Liga Polska                   | 1935                     | 1/11                                            | KS Ruch Wielkie Hajduki                          | 20    | 10       | 6  | 4        | 26     | 37–26  | |
| Liga Polska                   | 1936                     | 1/10                                            | KS Ruch Wielkie Hajduki                          | 18    | 11       | 2  | 5        | 24     | 50–33  | |
| Liga Polska                   | 1937                     | 3/10                                            | KS Ruch Wielkie Hajduki                          | 18    | 9        | 5  | 5        | 23     | 46–29  | |
| Liga Polska                   | 1938                     | 1/10                                            | KS Ruch Wielkie Hajduki                          | 18    | 13       | 1  | 4        | 27     | 57:35  | |
| Liga Polska                   | 1939                     | (1)/10                                          | KS Ruch Wielkie Hajduki/ Ruch Chorzów            | 14    | 8        | 2  | 4        | 18     | 50–23  | Rozgrywek nie dokończono z powodu wybuchu II wojny światowej w trakcie 13. kolejki. Ruch rozegrał 14 meczów i prowadził dwoma punktami przed krakowską Wisłą, która rozegrała 12 spotkań. |
| Kwalifikacje do klasy A       | 1945                     | awans do A-klasy – mistrza Śląska nie wyłoniono | Ruch Chorzów                                     | ?     | ?        | ?  | ?        | ?      | 31:11  | Sezon przejściowy. Walczono o prawo do gry w A-klasie. |
| Klasa A                       | 1946                     | 5/14                                            | Ruch Chorzów                                     | ?     | ?        | ?  | ?        | ?      | ?      | |
| Grupa „pięciu” i klasa A      | 1947                     | 1/5 – grupa pięciu / 1/5 – klasa A              | Ruch Chorzów                                     | 8     | ?        | ?  | ?        | 12     | 31:11  | Sezon przejściowy. Walczono także o prawo do gry w I lidze w następnym sezonie. |
| I liga                        | 1948                     | 3/14                                            | Ruch Chorzów                                     | 26    | 12       | 6  | 8        | 30     | 71:40  | Inauguracja ligi po wojnie, do której zakwalifikował się Ruch. |
| I liga                        | 1949                     | 8/12                                            | Unia Chorzów                                     | 22    | 7        | 5  | 10       | 19     | 42:48  | Zmiana nazwy na Unia Chorzów. |
| I liga                        | 1950                     | 2/12                                            | Unia Chorzów                                     | 22    | 14       | 4  | 4        | 32     | 50:24  | |
| I liga                        | 1951                     | 6/12                                            | Unia Chorzów                                     | 22    | 12       | 3  | 9        | 24     | 46:35  | Ruch jako zwycięzca Pucharu Polski został oficjalnym mistrzem Polski. |
| I liga Grupa I                | 1952 wiosna              | 1/6                                             | Unia Chorzów                                     | 10    | 5        | 2  | 3        | 12     | 19:14  | Ligę podzielono na dwie grupy. Grupę I wygrał Ruch. |
| I liga Finał                  | 1952 jesień              | 1/2(12)                                         | Unia Chorzów                                     | 2     | 1        | 1  | 0        | 3      | 7:0    | Pierwszy mecz finałowy to 7:0 dla Ruchu przeciwko Polonii Bytom (wtedy Ogniwo Bytom). Rewanż: 0:0. |
| I liga                        | 1953                     | 1/12                                            | Unia Chorzów                                     | 22    | 17       | 4  | 1        | 38     | 51:14  | |
| I liga                        | 1954                     | 3/11                                            | Unia Chorzów                                     | 20    | 10       | 4  | 6        | 24     | 24:18  | Pierwsze 3 drużyny miały tyle samo punktów. |
| I liga                        | 1955                     | 3/12                                            | Unia-Ruch Chorzów                                | 22    | 7        | 11 | 4        | 25     | 34:25  | |
| I liga                        | 1956                     | 2/12                                            | Ruch Chorzów                                     | 22    | 11       | 7  | 4        | 29     | 35:23  | |
| I liga                        | 1957                     | 8/12                                            | Ruch Chorzów                                     | 22    | 7        | 5  | 10       | 19     | 35:46  | |
| I liga                        | 1958                     | 4/12                                            | Ruch Chorzów                                     | 22    | 11       | 5  | 6        | 27     | 38:28  | |
| I liga                        | 1959                     | 5/12                                            | Ruch Chorzów                                     | 22    | 8        | 8  | 6        | 24     | 32:30  | |
| I liga                        | 1960                     | 1/12                                            | Ruch Chorzów                                     | 22    | 12       | 6  | 4        | 30     | 41:29  | |
| I liga                        | 1961                     | 5/14                                            | Ruch Chorzów                                     | 26    | 12       | 7  | 7        | 31     | 48:42  | |
| I liga Grupa I                | 1962 Runda zasadnicza    | 4/7                                             | Ruch Chorzów                                     | 12    | 5        | 3  | 4        | 13     | 21:19  | Wiosną rozegrano przyśpieszone mistrzostwa by jesienią przejść w system jesień-wiosna. |
| I liga                        | 1962 Play-off            | 2/2 (8/14)                                      | Ruch Chorzów                                     | 2     | 1        | 0  | 1        | 2      | 2:3    | W rundzie play-off odbyły się dwumecze dwóch drużyn z tego samego miejsca w grupach. Ruch przegrał rywalizację o 7. miejsce z Arkonią Szczecin. |
| I liga                        | 1962/1963                | 2/14                                            | Ruch Chorzów                                     | 26    | 15       | 7  | 4        | 37     | 55:33  | Pierwszy sezon w systemie jesień-wiosna. |
| I liga                        | 1963/1964                | 7/14                                            | Ruch Chorzów                                     | 26    | 8        | 8  | 10       | 24     | 34:38  | |
| I liga                        | 1964/1965                | 7/14                                            | Ruch Chorzów                                     | 26    | 9        | 8  | 9        | 26     | 41:41  | |
| I liga                        | 1965/1966                | 11/14                                           | Ruch Chorzów                                     | 26    | 8        | 5  | 13       | 21     | 41:44  | |
| I liga                        | 1966/1967                | 3/14                                            | Ruch Chorzów                                     | 26    | 13       | 4  | 9        | 30     | 44:30  | |
| I liga                        | 1967/1968                | 1/14                                            | Ruch Chorzów                                     | 26    | 14       | 10 | 2        | 38     | 56:26  | |
| I liga                        | 1968/1969                | 6/14                                            | Ruch Chorzów                                     | 26    | 9        | 9  | 8        | 27     | 34:34  | |
| I liga                        | 1969/1970                | 2/14                                            | Ruch Chorzów                                     | 26    | 12       | 11 | 3        | 35     | 42:20  | |
| I liga                        | 1970/1971                | 5/14                                            | Ruch Chorzów                                     | 26    | 8        | 9  | 9        | 25     | 43:32  | |
| I liga                        | 1971/1972                | 4/14                                            | Ruch Chorzów                                     | 26    | 13       | 4  | 9        | 30     | 46:33  | Uzyskanie prawa do gry w eliminacjach w Pucharze UEFA. |
| I liga                        | 1972/1973                | 2/14                                            | Ruch Chorzów                                     | 26    | 13       | 7  | 6        | 33     | 29:16  | W Pucharze UEFA dotarcie do 1/16 finału. W krajowej lidze kwalifikacja do Pucharu UEFA 1973/1974. |
| I liga                        | 1973/1974                | 1/16                                            | Ruch Chorzów                                     | 30    | 14       | 13 | 3        | 41     | 53:23  | W Pucharze UEFA dotarcie do 1/4 finału. Zdobycie Pucharu Polski, a w krajowej lidze kwalifikacja do Pucharu Europy Mistrzów Krajowych 1974/1975 (dzisiaj Liga Mistrzów). |
| I liga                        | 1974/1975                | 1/16                                            | Ruch Chorzów                                     | 30    | 20       | 4  | 6        | 44     | 61:27  | W Lidze Mistrzów dotarcie do 1/4 finału. W krajowej lidze kwalifikacja do Pucharu Europy Mistrzów Krajowych 1975/1976 (dzisiaj Liga Mistrzów). |
| I liga                        | 1975/1976                | 4/16                                            | Ruch Chorzów                                     | 30    | 12       | 13 | 5        | 37     | 35:24  | W Lidze Mistrzów dotarcie do II rundy (1/8 finału). |
| I liga                        | 1976/1977                | 13/16                                           | Ruch Chorzów                                     | 30    | 8        | 10 | 12       | 26     | 30:40  | |
| I liga                        | 1977/1978                | 14/16                                           | Ruch Chorzów                                     | 30    | 9        | 9  | 12       | 27     | 33:36  | |
| I liga                        | 1978/1979                | 1/16                                            | Ruch Chorzów                                     | 30    | 16       | 7  | 7        | 39     | 44:27  | Kwalifikacja do Pucharu Europy Mistrzów Krajowych 1979/1980 (dzisiaj Liga Mistrzów). |
| I liga                        | 1979/1980                | 11/16                                           | Ruch Chorzów                                     | 30    | 11       | 7  | 12       | 29     | 44:42  | W Lidze Mistrzów dotarcie do I rundy (1/16 finału). |
| I liga                        | 1980/1981                | 7/16                                            | Ruch Chorzów                                     | 30    | 11       | 8  | 11       | 30     | 36:39  | |
| I liga                        | 1981/1982                | 14/16                                           | Ruch Chorzów                                     | 30    | 9        | 7  | 14       | 25     | 29:35  | |
| I liga                        | 1982/1983                | 3/16                                            | Ruch Chorzów                                     | 30    | 11       | 13 | 6        | 35     | 34:22  | W tym sezonie jedynie 2. miejsce zostało nagrodzone kwalifikacją do Pucharu UEFA. |
| I liga                        | 1983/1984                | 7/16                                            | Ruch Chorzów                                     | 30    | 11       | 8  | 11       | 30     | 30:30  | |
| I liga                        | 1984/1985                | 7/16                                            | Ruch Chorzów                                     | 30    | 10       | 9  | 11       | 29     | 28:28  | |
| I liga                        | 1985/1986                | 9/16                                            | Ruch Chorzów                                     | 30    | 12       | 4  | 14       | 26     | 35:39  | |
| I liga                        | 1986/1987                | 14/16↓                                          | Ruch Chorzów                                     | 30    | 3        | 14 | 12       | 18     | 16:33  | PZPN unieważnił wygraną 2:0 Ruchu z Zagłębiem Lubin z powodu braku zaangażowania Lubinian. W meczu barażowym o utrzymanie się w lidze z Lechią Gdańsk (1:2) bramkę dla gości zdobył bramkarz „niebieskich” Janusz Jojko wrzucając sobie piłkę do siatki. Pierwsza w historii degradacja do drugiej ligi. |
| II liga Grupa zachodnia       | 1987/1988                | 1/16↑                                           | Ruch Chorzów                                     | 30    | 21 (3)   | 7  | 2        | 52     | 52:17  | Awans z pierwszego miejsca w grupie zachodniej. |
| I liga                        | 1988/1989                | 1/16                                            | Ruch Chorzów                                     | 30    | 19 (6)   | 8  | 3        | 52     | 48:18  | Kwalifikacja do gry Pucharu Europy Mistrzów Krajowych 1989/1990 (dzisiaj Liga Mistrzów). |
| I liga                        | 1989/1990                | 12/16                                           | Ruch Chorzów                                     | 30    | 8 (4)    | 9  | 13 (4)   | 25     | 31:36  | W Lidze Mistrzów dotarcie do I rundy (1/16 finału). |
| I liga                        | 1990/1991                | 13/16                                           | Ruch Chorzów                                     | 30    | 7        | 11 | 12       | 25     | 25:35  | |
| I liga                        | 1991/1992                | 5/18                                            | Ruch Chorzów                                     | 34    | 13       | 13 | 8        | 39     | 43:38  | |
| I liga                        | 1992/1993                | 4/18                                            | Ruch Chorzów                                     | 34    | 19       | 6  | 9        | 44     | 52:27  | |
| I liga                        | 1993/1994                | 7/18                                            | Ruch Chorzów                                     | 34    | 14       | 9  | 11       | 37     | 48:41  | |
| I liga                        | 1994/1995                | 16/18↓                                          | Ruch Chorzów                                     | 34    | 7        | 15 | 12       | 29     | 39:46  | Spadek do drugiej ligi. |
| II liga Grupa zachodnia       | 1995/1996                | 2/18↑                                           | Ruch Chorzów                                     | 34    | 20       | 8  | 6        | 68     | 65:24  | Awans z drugiego miejsca w grupie zachodniej, zdobycie Pucharu Polski i kwalifikacja do Pucharu Zdobywców Pucharów 1996/1997. |
| I liga                        | 1996/1997                | 14/18                                           | Ruch Chorzów                                     | 34    | 9        | 13 | 12       | 40     | 41:41  | W Pucharze Zdobywców Pucharów dotarcie do 1/16 finału. |
| I liga                        | 1997/1998                | 6/18                                            | Ruch Chorzów                                     | 34    | 15       | 10 | 9        | 55     | 48:39  | Kwalifikacja do Pucharu Intertoto 1998, gdzie w przerwie letniej dochodzi do finału. |
| I liga                        | 1998/1999                | 10/16                                           | Ruch Chorzów                                     | 30    | 9        | 9  | 12       | 36     | 23:36  | |
| I liga                        | 1999/2000                | 3/16                                            | Ruch Chorzów                                     | 30    | 15       | 10 | 5        | 55     | 53:32  | Zdobycie prawa do gry w kwalifikacjach do Pucharu UEFA. |
| I liga                        | 2000/2001                | 6/16                                            | Ruch Chorzów                                     | 30    | 13       | 5  | 12       | 44     | 50:46  | W Pucharze UEFA po przejściu przez rundę kwalifikacyjną, odpadnięcie w I rundzie. |
| I liga Grupa B                | 2001/2002 Runda jesienna | 4/8                                             | Ruch Chorzów                                     | 14    | 5        | 4  | 5        | 19     | 16:18  | |
| I liga Grupa mistrzowska      | 2001/2002 Runda wiosenna | 7/8(16)                                         | Ruch Chorzów                                     | 14    | 3        | 4  | 7        | 13(23) | 14:18  | |
| I liga                        | 2002/2003                | 14/16↓                                          | Ruch Chorzów                                     | 30    | 7        | 11 | 12       | 32     | 29:39  | Bezpośredni spadek do drugiej ligi. |
| II liga                       | 2003/2004                | 11/16                                           | Ruch Chorzów                                     | 30    | 7        | 14 | 9        | 35     | 34:37  | Klub znalazł się w strefie barażowej o utrzymanie się w drugiej lidze. W barażach zmierzył się ze Stalą Rzeszów (1:1 u siebie i 2:0 na wyjeździe). |
| II liga                       | 2004/2005                | 14/18                                           | Ruch Chorzów                                     | 34    | 8        | 11 | 15       | 35     | 36:50  | Baraże o utrzymanie w II lidze (ze Zniczem Pruszków (4:2 i 0:2)). |
| II liga                       | 2005/2006                | 7/18                                            | Ruch Chorzów                                     | 34    | 14       | 9  | 11       | 51     | 50:36  | |
| II liga                       | 2006/2007                | 1/18↑                                           | Ruch Chorzów                                     | 34    | 21       | 6  | 7        | 69     | 49:26  | Awans z pierwszego miejsca. |
| I liga                        | 2007/2008                | 10/16                                           | Ruch Chorzów                                     | 30    | 8        | 10 | 12       | 34     | 35:41  | |
| Ekstraklasa                   | 2008/2009                | 9/16                                            | Ruch Chorzów                                     | 30    | 9        | 7  | 14       | 34     | 22:32  | |
| Ekstraklasa                   | 2009/2010                | 3/16                                            | Ruch Chorzów                                     | 30    | 16       | 5  | 9        | 53     | 40:30  | Zdobycie prawa do gry w eliminacjach do Ligi Europy UEFA od I rundy kwalifikacyjnej. |
| Ekstraklasa                   | 2010/2011                | 12/16                                           | Ruch Chorzów                                     | 30    | 10       | 8  | 12       | 38     | 29:32  | W eliminacjach do Ligi Europy UEFA dotarcie do III rundy kwalifikacyjnej. |
| Ekstraklasa                   | 2011/2012                | 2/16                                            | Ruch Chorzów                                     | 30    | 16       | 7  | 7        | 55     | 44:28  | Zdobycie prawa do gry w eliminacjach do Ligi Europy UEFA od II rundy kwalifikacyjnej. |
| Ekstraklasa                   | 2012/2013                | 15/16                                           | Ruch Chorzów                                     | 30    | 8        | 7  | 15       | 31     | 35:48  | W eliminacjach do Ligi Europy UEFA dotarcie do III rundy kwalifikacyjnej. |
| Ekstraklasa                   | 2013/2014                | 3/16                                            | Ruch Chorzów                                     | 37    | 16       | 11 | 10       | 34     | 47:48  | Zdobycie prawa do gry w eliminacjach do Ligi Europy UEFA od II rundy kwalifikacyjnej. |
| Ekstraklasa                   | 2014/2015                | 10/16                                           | Ruch Chorzów                                     | 37    | 12       | 10 | 15       | 30     | 44:46  | W eliminacjach do Ligi Europy UEFA dotarcie do IV rundy kwalifikacyjnej. |
| Ekstraklasa                   | 2015/2016                | 8/16                                            | Ruch Chorzów                                     | 37    | 11       | 8  | 18       | 21     | 40:60  | |
| Ekstraklasa                   | 2016/2017                | 16/16↓                                          | Ruch Chorzów                                     | 37    | 10       | 8  | 19       | 19     | 42:62  | Spadek do I ligi. |
| I liga                        | 2017/2018                | 18/18↓                                          | Ruch Chorzów                                     | 34    | 9        | 6  | 19       | 27     | 35:58  | Spadek do II ligi. |
| II liga                       | 2018/2019                | 18/18↓                                          | Ruch Chorzów                                     | 34    | 7        | 11 | 16       | 32     | 37:44  | Spadek do III ligi grupy III. |
| III liga                      | 2019/2020                | 3/18                                            | Ruch Chorzów                                     | 18    | 8        | 7  | 3        | 31     | 34:20  | Sezon zakończony przedwcześnie ze względu na pandemię COVID-19. |
| III liga                      | 2020/2021                | 1/19↑                                           | Ruch Chorzów                                     | 36    | 30       | 2  | 5        | 92     | 92:28  | Awans z pierwszego miejsca. |
| II liga                       | 2021/2022                | 3/18↑                                           | Ruch Chorzów                                     | 34    | 17       | 12 | 5        | 63     | 48:27  | Awans z baraży. Wygrana z Motorem Lublin 4:0 |
| I liga                        | 2022/2023                | 2/18↑                                           | Ruch Chorzów                                     | 34    | 17       | 11 | 6        | 62     | 48:33  | Awans z drugiego miejsca. |
| Ekstraklasa                   | 2023/2024                | 17/18↓                                          | Ruch Chorzów                                     | 34    | 6        | 14 | 14       | 32     | 40:55  | Spadek do I ligi. |
| I liga                        | 2024/2025                | 10/18                                           | Ruch Chorzów                                     | 34    | 13       | 9  | 12       | 48     | 50:46  | |

× – sezon nierozpoczęty

## Stadion
Początkowo zawodnicy Ruchu rozgrywali swoje mecze na placu targowym (Marktplatz) przy ul. Farnej w Bismarkhucie/Hajdukach. W 1923 roku klub zyskał na własność boisko „na Kalinie”, na którym występował aż do 1935 roku. W latach 1927–1930 boisko to nie posiadało jednak licencji ligowej i Ruch spotkania w roli gospodarza rozgrywał na stadionach w Katowicach (obiekt 1. FC) i Królewskiej Hucie (Stadion Miejski).
Przez lata Ruch rozgrywał domowe mecze na stadionie przy ul. Cichej 6. Obiekt wybudowany został w latach 1934–1935. Inauguracja miała miejsce 26 września 1935 roku podczas pojedynku Ruchu i Warty Poznań. Stadion mógł pomieścić oficjalnie 9300 kibiców (wszystkie miejsca siedzące, 1000 pod dachem), a wymiary boiska piłkarskiego to 105 × 68 metrów. Rekord frekwencji wynosi 55 000 widzów, taka liczba fanów zasiadła na Cichej 21 sierpnia 1957 w meczu z Polonią Bytom.
Niektóre mecze w sezonach 2007/2008 i 2008/2009 z powodu braku podgrzewanej murawy na własnym stadionie, Ruch rozgrywał na Stadionie Śląskim w Chorzowie. Niektóre spotkania ligowe na tym obiekcie klub rozgrywał także w latach 50., 60. i 70. Pierwsze domowe mecze sezonu 2014/2015 oraz trzy mecze eliminacji do Ligi Europy Ruch Chorzów rozegrał na Stadionie Miejskim w Gliwicach. Spowodowane było to chorobą trawy na stadionie przy Cichej i koniecznością wymiany całej murawy.

Stadion Śląski

W styczniu 2023 stadion został zamknięty ze względu na konieczność demontażu jednej z wież oświetleniowych. W kwietniu tego samego roku zdemontowano ostatnią „świeczkę”. W związku z tym klub rundę wiosenną sezonu 2022/2023 1. ligi oraz część rundy jesiennej 2023/2024 Ekstraklasy rozgrywał swoje mecze domowe na Stadionie Miejskim w Gliwicach, a od 13. kolejki Ekstraklasy swoje mecze jako gospodarz rozgrywa na Stadionie Śląskim. Umowę ze Stadionem województwa śląskiego podpisano na 4 lata.

## Obecny skład
Stan na 19 sierpnia 2025
| Nr | Poz. | Piłkarz                                          |
| -- | ---- | ------------------------------------------------ |
| 1  | BR   | Jakub Szymański                                  |
| 82 | BR   | Jakub Bielecki                                   |
| 3  | OB   | Maciej Krzempek                                  |
| 4  | OB   | Dominik Preisler                                 |
| 6  | OB   | Przemysław Szymiński                             |
| 15 | OB   | Martin Konczkowski                               |
| 17 | OB   | Andrej Lukić                                     |
| 20 | OB   | Szymon Szymański                                 |
| 24 | OB   | Aleksander Komor                                 |
| 28 | OB   | Nikodem Leśniak-Paduch                           |
| 38 | OB   | Szymon Karasiński (wypożyczony z Zagłębia Lubin) |
| 66 | OB   | Kajetan Klaja                                    |
| 5  | PO   | Mateusz Rosół                                    |

| Nr | Poz. | Piłkarz                 |
| -- | ---- | ----------------------- |
| 8  | PO   | Patryk Sikora (kapitan) |
| 18 | PO   | Shuma Nagamatsu         |
| 21 | PO   | Patryk Szwedzik         |
| 22 | PO   | Maciej Żurawski         |
| 23 | PO   | Mo Mezghrani            |
| 25 | PO   | Denis Ventúra           |
| 27 | PO   | Mateusz Szwoch          |
| 29 | PO   | Filip Lachendro         |
| 30 | PO   | Jakub Sobeczko          |
| 77 | PO   | Piotr Ceglarz           |
| 9  | NA   | Tomasz Bała             |
| 95 | NA   | Daniel Szczepan         |
| 99 | NA   | Kacper Dyduch           |

### Piłkarze na wypożyczeniu
| Nr | Poz. | Piłkarz                                                          |
| -- | ---- | ---------------------------------------------------------------- |
| 12 | BR   | Marcel Potoczny (w Karkonoszach Jelenia Góra do 30 czerwca 2026) |

## Piłkarze klubu powoływani do reprezentacji Polski
Źródło
- Henryk Alszer
- Marcin Baszczyński
- Arkadiusz Bąk
- Mirosław Bąk
- Jacek Bednarz
- Jan Benigier
- Krzysztof Bizacki
- Oskar Brajter
- Walter Brom
- Tomasz Brzyski
- Bronisław Bula
- Andrzej Buncol
- Ewald Cebula
- Romuald Chojnacki
- Gerard Cieślik
- Piotr Czaja
- Roman Dąbrowski
- Piotr Drzewiecki
- Karol Dziwisz
- Eugeniusz Faber
- Dariusz Fornalak
- Dariusz Gęsior
- Edmund Giemsa
- Józef Gomoluch
- Rafał Grzelak
- Tadeusz Jakubczyk
- Ariel Jakubowski
- Józef Janduda
- Maciej Jankowski
- Janusz Jojko
- Krzysztof Kajrys
- Grzegorz Kapica
- Roman Kasprzyk
- Józef Kopicera
- Eugeniusz Kubicki
- Tomasz Kulawik
- Alojzy Łysko
- Łukasz Madej
- Tadeusz Małnowicz
- Joachim Marx
- Zygmunt Maszczyk
- Henryk Mikunda
- Tomasz Moskała
- Antoni Nieroba
- Marcin Nowacki
- Marian Ostafiński
- Hubert Pala
- Teodor Peterek
- Arkadiusz Piech
- Antoni Piechniczek
- Kazimierz Polok
- Jan Przecherka
- Jan Rudnow
- Maciej Sadlok
- Jan Schmidt (piłkarz)
- Paweł Sibik
- Artur Sobiech
- Józef Sobota
- Tomasz Sokołowski I
- Filip Starzyński
- Mariusz Stępiński
- Czesław Suszczyk
- Mieczysław Szewczyk
- Krystian Szuster
- Edward Szymkowiak
- Mariusz Śrutwa
- Eryk Tatuś
- Franciszek Tim
- Ewald Urban
- Waldemar Waleszczyk
- Krystian Walot
- Krzysztof Warzycha
- Jakub Wierzchowski
- Ernest Wilimowski
- Piotr Włodarczyk
- Gerard Wodarz
- Jerzy Wyrobek
- Ryszard Wyrobek

## Królowie strzelców grający w Ruchu Chorzów
| Sezon     | Liga                 | Imię i nazwisko    | Liczba bramek |
| --------- | -------------------- | ------------------ | ------------- |
| 1934      | Ekstraklasa          | Ernest Wilimowski  | 33            |
| 1936      | Ekstraklasa          | Teodor Peterek     | 18            |
| 1936      | Ekstraklasa          | Ernest Wilimowski  | 18            |
| 1938      | Ekstraklasa          | Teodor Peterek     | 21            |
| 1939      | Ekstraklasa          | Ernest Wilimowski  | 26            |
| 1952      | Ekstraklasa          | Gerard Cieślik     | 11            |
| 1953      | Ekstraklasa          | Gerard Cieślik     | 24            |
| 1988/1989 | Ekstraklasa          | Krzysztof Warzycha | 24            |
| 1997/1998 | Ekstraklasa          | Mariusz Śrutwa     | 14            |
| 2019/2020 | III liga (grupa III) | Mariusz Idzik      | 14            |

## Górnośląska symbolika
Ruch Chorzów z dumą podkreśla swoją śląskość. Przyjęło się, że klub nazywany jest „synonimem śląskości” lub też „najbardziej śląskim ze śląskich klubów”. Na stadionowym maszcie wisi górnośląska flaga, spiker po zdobytych bramkach często krzyczy do mikrofonu „Tooor!” (pol. Bramka!), natomiast klubową maskotką jest Adler, mówiący wyłącznie po śląsku, antropomorficzny orzeł, stylizowany na złotego orła z godła górnośląskiego. W sklepach kibica znajduje się wiele produktów z górnośląskimi symbolami, w mediach społecznościowych klub oznacza swoje posty hashtagiem #MySomRuch (pol. Jesteśmy Ruch), zaś w klubowej telewizji często jest używany język śląski. Przykładem może być film promujący mecz przeciwko Zagłębiu Sosnowiec.
Od strony sportowej symbolika górnośląska także jest nierzadko eksponowana. 15 lipca 2015 roku, w Dzień Śląskiej Flagi, klub zaprezentował nowe stroje wyjazdowe na sezon 2015/2016. Żółta koszulka, niebieskie spodenki i żółte getry nawiązywały do flagi Górnego Śląska, mające podkreślić śląskość Ruchu, w tradycjach którego klub tak mocno jest zakorzeniony. Debiut strojów przypadł na jubileusz 80-lecia stadionu, a Niebiescy w takim komplecie zagrali po raz pierwszy w historii. W tym dniu na rękawie znalazł się dodatkowo herb województwa śląskiego, zaś spikerka w trakcie meczu prowadzona była w całości po śląsku.
W sezonie 2016/2017 na trykotach piłkarzy widniało duże godło Górnego Śląska wraz z napisem „Górny Śląsk”. Początkowo zagrano w nich tylko na inaugurację sezonu, a wszystkie meczówki trafiły na aukcję charytatywną, lecz po licznych prośbach kibiców oraz aprobacie zwycięzców tychże aukcji, ponownie nadrukowano godło i od 13. kolejki grano w takich koszulkach (niebieskich oraz wyjazdowych białych), aż do końca sezonu.
23 kwietnia 2022 roku, w meczu przeciwko Raduni Stężyca, kapitan Ruchu Chorzów Tomasz Foszmańczyk po raz pierwszy w historii klubu założył kapitańską opaskę z flagą górnośląską. Niebiescy zaakcentowali w ten sposób rodowód drużyny.

## Kibice

Flaga Górnego Śląska

Od wielu lat kibice Ruchu utożsamiają się ze swoim regionem. Wywieszając na meczach flagi górnośląskie, a także bannery z napisami „Oberschlesien” czy „To My Naród Śląski” kibice chcą podkreślić swoją śląską tożsamość narodową. Według nich napis „Oberschlesien” nie ma na celu nikogo obrażać. Kibice Ruchu świadomi są faktu, że klub tworzyli Ślązacy, którzy przede wszystkim czuli się Polakami: działacze plebiscytowi i powstańcy śląscy, ludzie walczący o „sprawę” polską na Górnym Śląsku.
Na Cichej działają zorganizowane grupy kibicowskie takie jak ultrasi. Na meczach obecni są też chuligani. 5 grudnia 2009 roku założono Stowarzyszenie kibiców „Najważniejsza jest tradycja”. 30 stycznia 2018 r. działalność rozpoczęło Stowarzyszenie Kibiców Wielki Ruch, jedno z największych kibicowskich stowarzyszeń w Polsce, zrzeszające ponad 1400 członków. Oprawami meczowymi od 2 kwietnia 2008 roku zajmuje się grupa „Ultras Niebiescy” (oficjalny skrót „UN'08”), wcześniej była to grupa „Nucleo Ultra '03”. W połowie lat 90. powstała ekipa chuligańska „Psycho Fans”. Fanatyzm na trybunach przy ulicy Cichej sięga początków całego ruchu kibicowskiego w Polsce. Początki szalikowców na Cichej datuje się na lata 70., Ruch był jednak dopiero drugim klubem na Górnym Śląsku, przy którym powstała zorganizowana grupa szalikowców.
Kibice Ruchu są w konflikcie z kibicami innych klubów piłkarskich z konurbacji górnośląskiej, w szczególności Górnika Zabrze, GKS Katowice i Zagłębia Sosnowiec; nieprzychylnie ustosunkowani są także do fanów wielu innych klubów z Polski, m.in. Legii Warszawa, Lecha Poznań, ŁKS Łódź, Lechii Gdańsk, Arki Gdynia, Cracovii.
Kibice Ruchu pozostają w dobrych stosunkach z kilkoma innymi klubami, z fanami których posiadają tzw. „zgody”.
Zgody:
- Widzew Łódź[217].
- Elana Toruń[217].
- Wisła Kraków[218].
- Atlético Madryt[217]

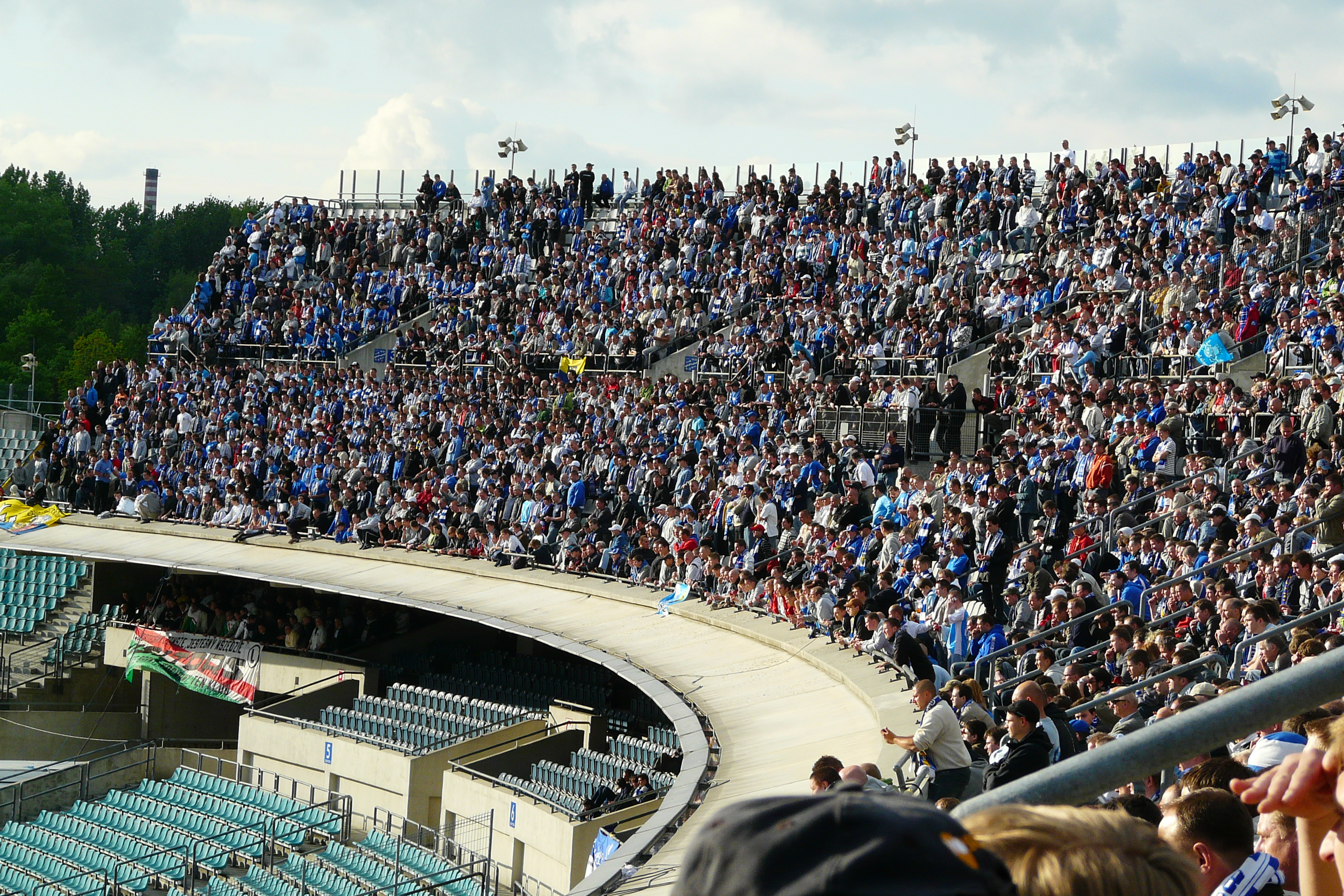
Kibice Ruchu na Stadionie Śląskim

Ruch ma także kibiców wśród ludzi kultury i nauki. Do osób publicznych deklarujących się jako kibice Ruchu Chorzów należą m.in.:
- Jerzy Bralczyk – profesor Uniwersytetu Warszawskiego[219]
- Jerzy Buzek – profesor nauk technicznych, były premier RP, były przewodniczący Parlamentu Europejskiego[220]
- Kamil Durczok – dziennikarz telewizyjny i radiowy[221][222].
- Gustaw Holoubek – aktor, były członek Polskiej Akademii Umiejętności[223]
- Bogdan Kalus – aktor[224]
- Wojciech Kilar – pianista i kompozytor[225]
- Dariusz Kmiecik – dziennikarz telewizyjny[226][227].
- Wojciech Kuczok – pisarz i scenarzysta[228]
- Kazimierz Kutz – reżyser, były senator i były poseł RP[229]
- Jan Miodek – profesor Uniwersytetu Wrocławskiego, językoznawca i członek Rady Języka Polskiego[225]
- Małgorzata Myśliwiec – polska politolog, doktor habilitowana nauk społecznych w zakresie nauk o polityce, nauczyciel akademicki[230]
- Jerzy Szymik – poeta, profesor KUL, członek Międzynarodowej Komisji Teologicznej[231]
- Ingmar Villqist (Jarosław Świerszcz) – dramatopisarz, wykładowca warszawskiej Akademii Sztuk Pięknych[232]
- Michał Żurawski – polski aktor teatralny i filmowy[233]
- Szczepan Twardoch – polskojęzyczny prozaik i publicysta[234].

## Herb i barwy klubowe
Pierwszy herb klubu, pod którym występował on w okresie międzywojennym miał na tarczy o kształcie trójkąta Reuleaux trzy litery: „kRs” zachodzące częściowo na siebie. Na obramieniu tarczy widniał napis: „K.S. Ruch Wielkie Hajduki” oraz data „1920”. Herb ten przechodził modyfikacje: w II połowie lat 50. usunięto z tarczy herbowej litery „k” i „s” oraz wyprofilowano literę „R”, dopasowując ją niejako do kształtu tarczy herbowej. Aczkolwiek na uwagę zasługuje fakt, że na uroczystej akademii z okazji 40-lecia klubu obecny był także „stary” herb klubu. Zmiany te spowodowały, że litera przybrała kształt bardzo charakterystyczny. Sam kształt tarczy herbowej nie uległ nigdy zmianie (z wyjątkiem okresu stalinowskiego, gdy klub występował pod znakiem zrzeszenia Unia). Wśród polskich klubów grających na szczeblu I, II i III ligi nie ma żadnego, którego herb posiadałby tarczę o podobnym kształcie.
- → 1939
- ~1945-1947
- ~1948-1949
- ~1949-1955
- ~1955
- ~1956-1959
- ~1960
- ~1960-1969
- ~1970-1979
- ~1980-1989
- ~1989-1999
- ~2000-2007
- ~2007-2020
- 2021 →

Ze względu na brak spójnej chronologii poszczególnych znaków, powyższe zestawienie wszystkich herbów z datami jest przybliżone i umowne.
Barwy i flaga klubowa

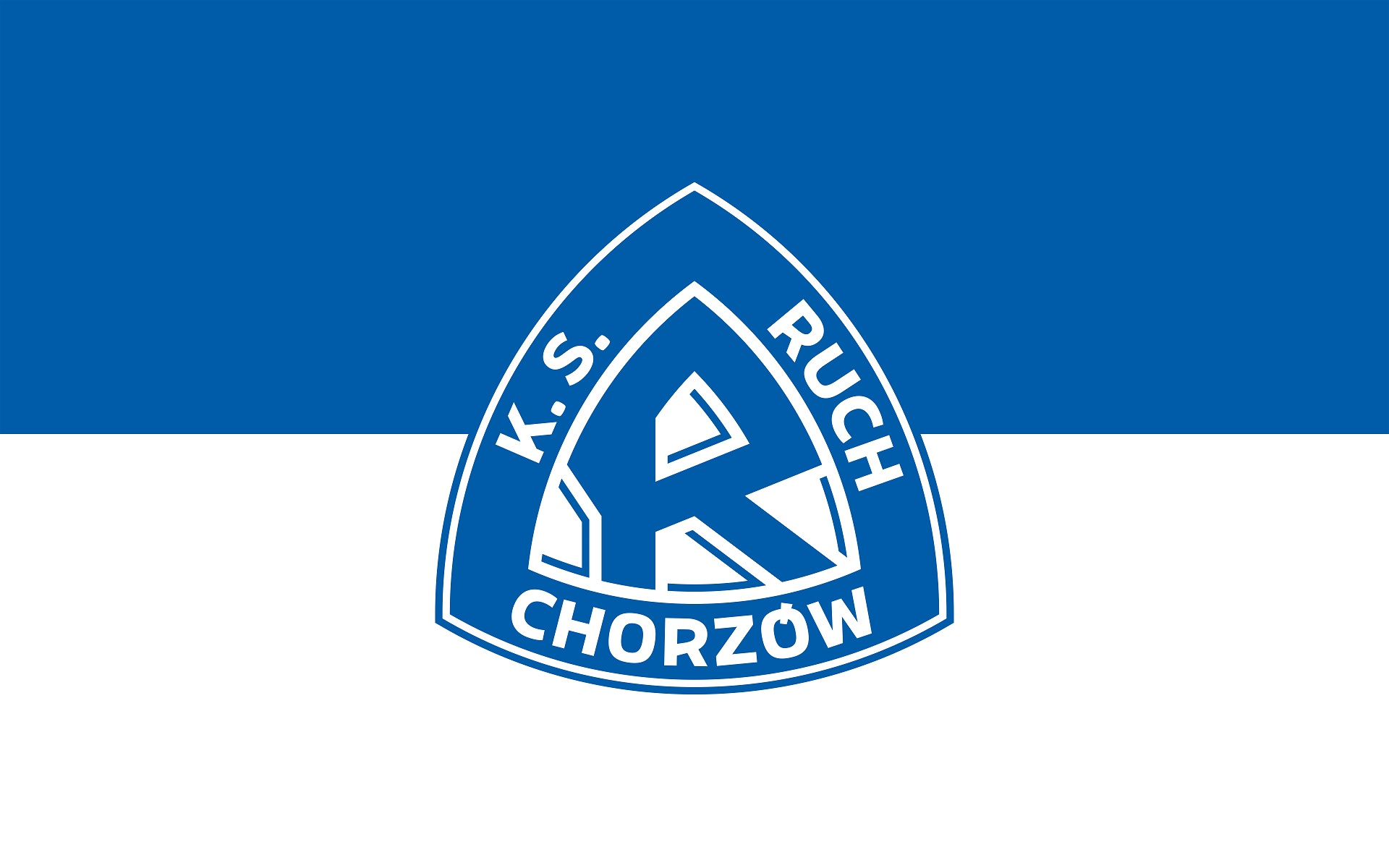
Oficjalna flaga klubowa

Barwami klubu są kolory niebieski i biały (zgodnie z zasadami heraldyki). Te kolory były barwami klubu nawet w okresie stalinowskim, koła zrzeszenia Unia występowały bowiem w jasnoniebieskich strojach. Nawet klub BSV miał niebieskie barwy. Układ kolorów nawiązywać miał do barw Górnego Śląska. Nieścisłość jest tylko pozorna (barwami Górnego Śląska są żółty i niebieski), w okresie międzywojennym za barwy polskiego Górnego Śląska uznawano właśnie kolory niebieski i biały. Reprezentacja polskiego Górnego Śląska w piłce nożnej występowała zawsze w kolorach białym i niebieskim, podczas gdy reprezentacja niemieckiego Górnego Śląska w barwach białej i żółtej. Oficjalna flaga klubowa, zgodnie z heraldyczną zasadą sczytywania barw flagi, składa się z dwóch poziomych, równoległych pasów, z których górny jest barwy niebieskiej, a dolny białej. Błędne jest więc stosowanie flagi biało-niebieskiej lub niebiesko-biało-niebieskiej.

## Historyczne nazwy
- (1920) Polski Komisariat Plebiscytowy zakłada Klub Sportowy Ruch Bismarkhuta
Od niem. nazwy urzędowej Bismarckhütte, stosowano też nazwę Ruch Wielkie Hajduki
- (1 stycznia 1923) KS Ruch Wielkie Hajduki
Oficjalna zmiana nazwy gminy
- (7 stycznia 1923) KS Ruch BBC Wielkie Hajduki
Fuzja z klubem Bismarckhütter Ballspiel Club[241]
- (ok. 1924) KS Ruch Wielkie Hajduki
- (1 kwietnia 1939) KS Ruch Chorzów
Gmina Wielkie Hajduki zostaje przyłączona do Chorzowa stając się dzielnicą miasta o nazwie Chorzów Batory
W świadomości kibiców Ruchu w trakcie II wojny światowej klub ten dalej istniał pod nazwą Bismarckhütter Ballspiel Club, który został wkrótce przemianowany na Bismarckhütter Sport Vereingung 1899 e.V.
(2 września 1939) Bismarckhütter Ballspiel Club
(12 listopada 1939) Bismarckhütter Sport Vereingung 1899 e.V (zwany Bismarckhütter SV lub BSV)
(4 marca 1945) KS Ruch Chorzów (w prasie jako Ruch Chorzów Batory – od zmienionej nazwy Wielkich Hajduk – decyzję o przyłączeniu W. Hajduk do Chorzowa podtrzymały także władze III Rzeszy w latach 1939–1945)
- (1948) Związkowy KS Ruch Chorzów
- (Marzec 1949) KS Chemik Chorzów
Odgórna decyzja władz komunistycznych o reorganizacji polskiego sportu na wzór radziecki
- (Kwiecień 1949) ZS Unia Chorzów
Fuzja Chemika, Leśnika i Drzewiarza – okoliczności jw.
- (1955) ZKS Unia-Ruch Chorzów
Uzyskanie zgody na powrót do tradycjnej nazwy
- (ok. 1956) Klub Sportowy Ruch Chorzów
Dekret o zgodzie na powrót byłych klubów do swojej podmiotowości prawnej
- (18 lipca 2002) Klub Sportowy Ruch w Chorzowie
- (27 grudnia 2004) Ruch Chorzów SSA
- (25 marca 2008) Ruch Chorzów SA
- (31 października 2017) Ruch Chorzów SA w restrukturyzacji[242]
Zmiana nazwy wymagana przez prawo restrukturacyjne w związku z przyśpieszonym postępowaniem układowym
- (7 kwietnia 2018) Ruch Chorzów SA[243]

## Trenerzy

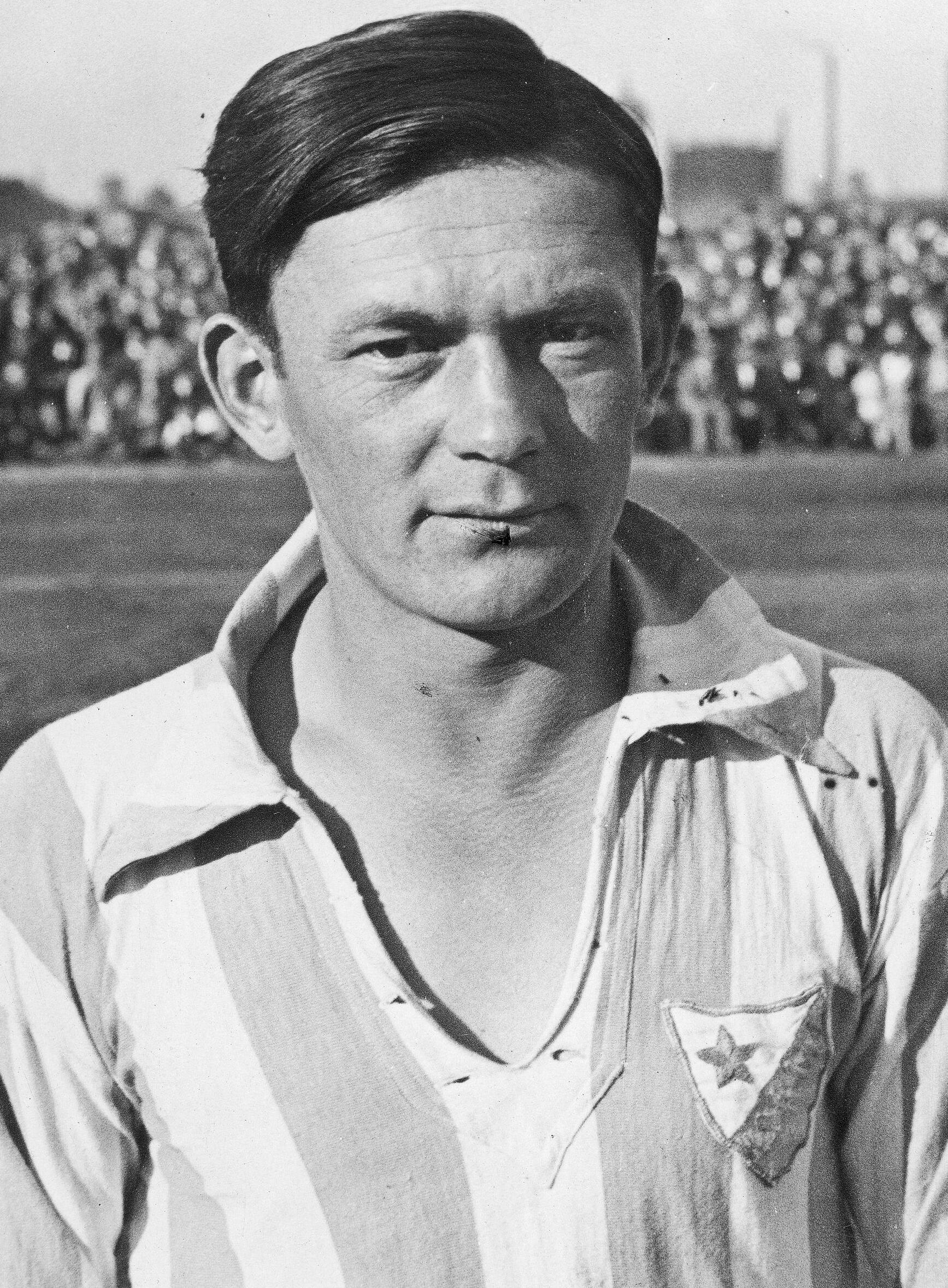
Stefan Katzy – trener klubu w latach 1931–1934

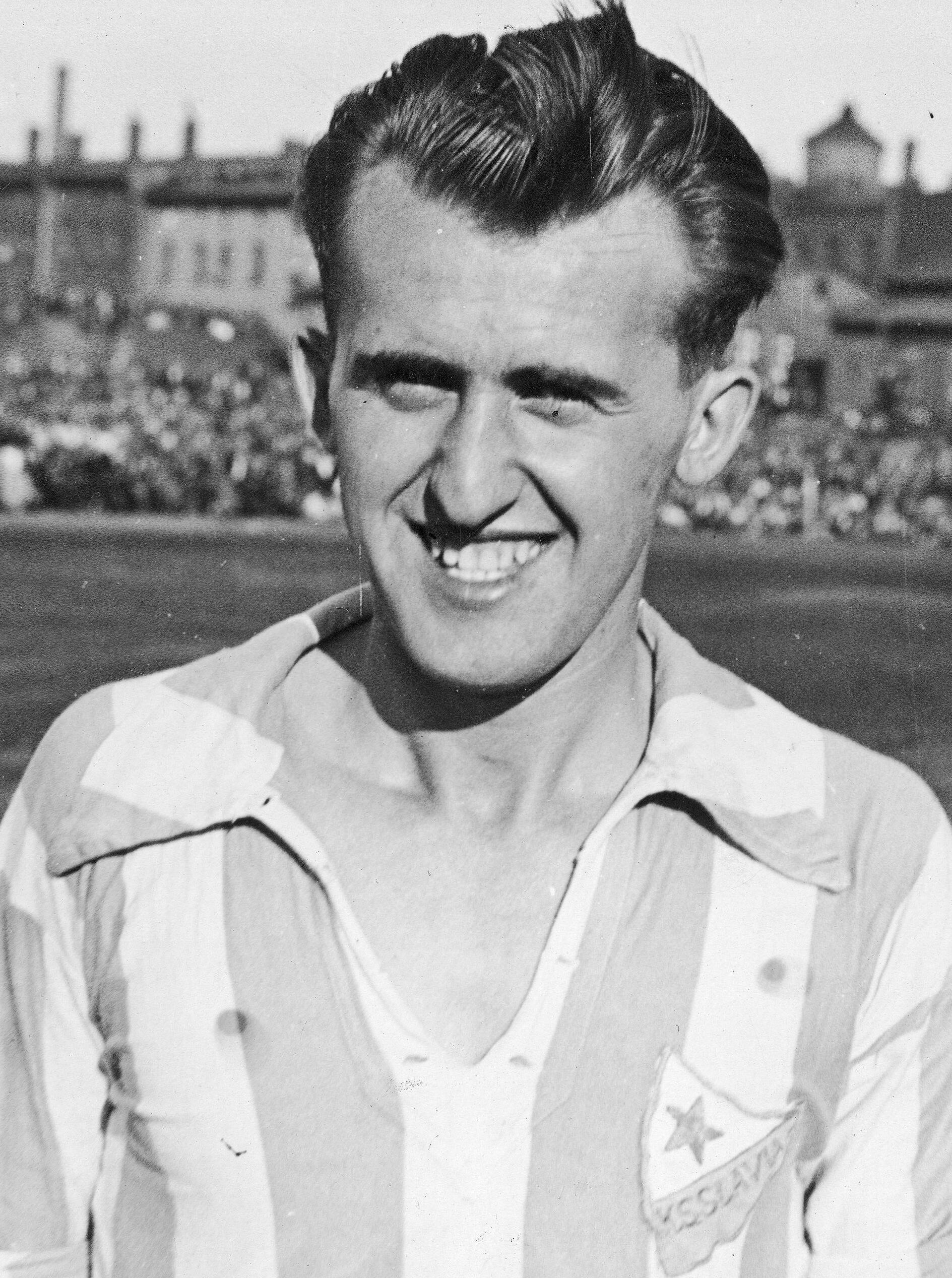
Gerard Wodarz – trener klubu w latach 1935–1936, 1937-38, 1946-48, 1949, 1961

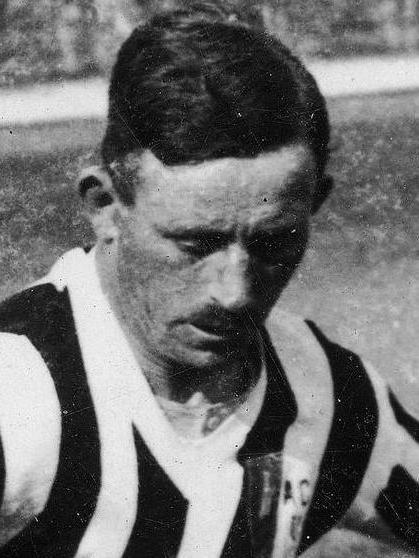
Ferenc Fogl – trener klubu w latach 1938–1939

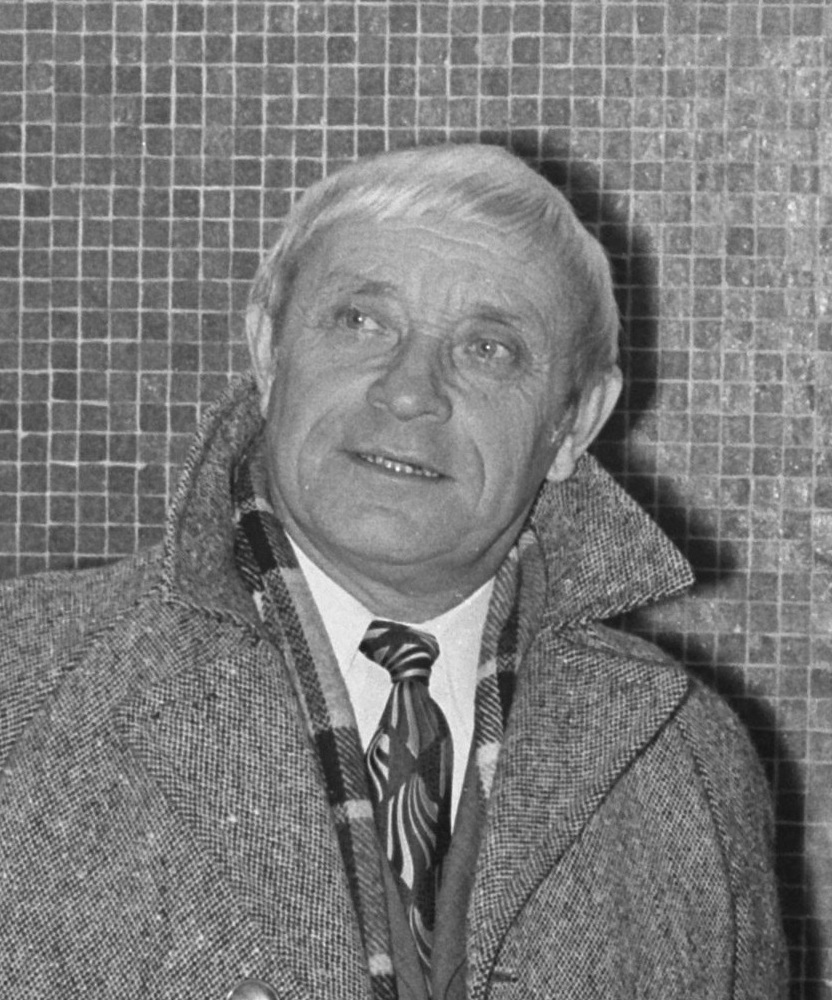
Ryszard Koncewicz – trener klubu w latach 1950–1952

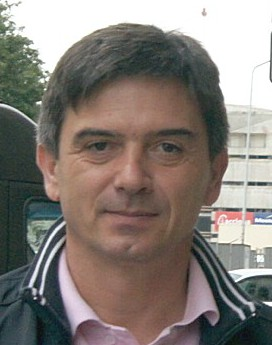
Waldemar Fornalik – trener klubu w latach 2009–2012, 2014-17 i od 2025

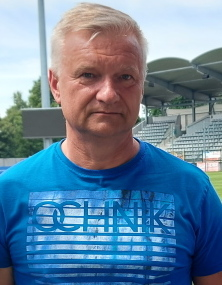
Jarosław Skrobacz – trener klubu w latach 2021-2023

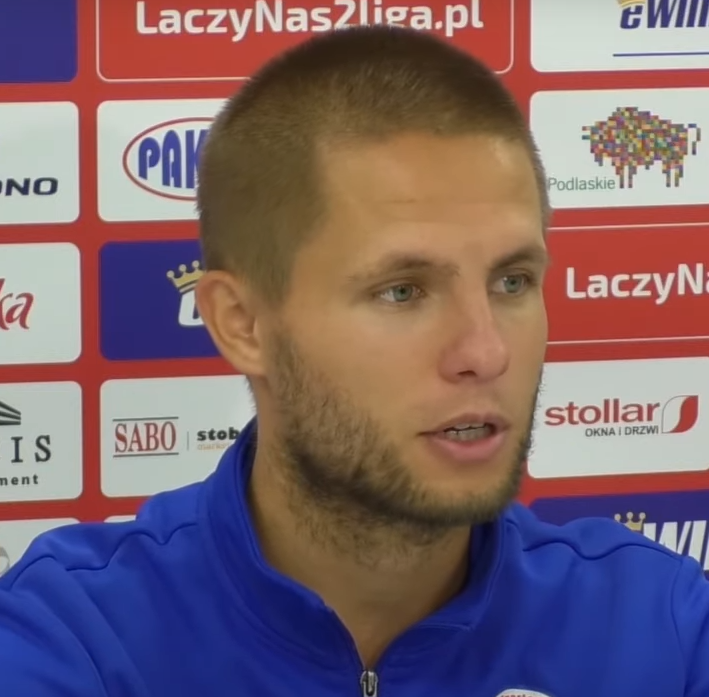
Dawid Szulczek – trener klubu w latach 2024-2025

| Lp.   | Imię i nazwisko                          | Okres urzędowania | Okres urzędowania |
| p.o.  | Józef Sobota (jako kapitan)              | 04.1920?          | 06.1931           |
| p.o.  | Stefan Katzy (jako kapitan)              | 06.1931           | 10.1934           |
| 1.    | Gustav Wieser                            | 10.1934           | 07.1935           |
| p.o.  | Gerard Wodarz (jako kapitan)             | 07.1935           | 08.1936           |
| 2.    | Günther Ringer                           | 08.1936           | 11.1937           |
| p.o.  | Gerard Wodarz (jako kapitan)             | 11.1937           | 06.1938           |
| 3.    | Ferenc Fogl                              | 06.1938           | 01.1939           |
| 4.    | Péter Szabó                              | 01.1939           | 07.1939           |
| p.o.  | Gerard Wodarz (jako kapitan)             | 01.1946           | 01.1948           |
| 5.    | František Dembický                       | 01.1948           | 12.1948           |
| p.o.  | Teodor Peterek (tymczasowo)              | 12.1948           | 07.1949           |
| 6.    | Gerard Wodarz (1. kadencja)              | 07.1949           | 12.1949           |
| 7.    | Ryszard Koncewicz                        | 01.1950           | 06.1952           |
| 8.    | Ewald Cebula (1. kadencja)               | 07.1952           | 06.1954           |
| 9.    | Adam Niemiec                             | 07.1954           | 12.1956           |
| p.o.  | Henryk Alszer (jako kapitan)             | 12.1956           | 02.1957           |
| 10.   | Mikołaj Beljung                          | 02.1957           | 10.1957           |
| 11.   | Czesław Suszczyk                         | 10.1957           | 12.1957           |
| 12.   | János Steiner (1. kadencja)              | 01.1958           | 12.1958           |
| (8.)  | Ewald Cebula (2. kadencja)               | 01.1959           | 12.1959           |
| (12.) | János Steiner (2. kadencja)              | 01.1960           | 05.1960           |
| (8.)  | Ewald Cebula (3. kadencja)               | 05.1960           | 06.1960           |
| 13.   | Lajos Szolár                             | 06.1960           | 12.1960           |
| (6.)  | Gerard Wodarz (2. kadencja)              | 01.1961           | 04.1961           |
| 14.   | Gerard Cieślik                           | 04.1961           | 07.1961           |
| 15.   | Sándor Tátrai                            | 07.1961           | 10.1963           |
| 16.   | Franciszek Tim                           | 10.1963           | 11.1963           |
| 17.   | Augustyn Dziwisz                         | 12.1963           | 09.1964           |
| 18.   | Artur Woźniak                            | 09.1964           | 06.1966           |
| 19.   | Teodor Wieczorek (1. kadencja)           | 01.07.1966        | 04.1969           |
| 20.   | Eugeniusz Pohl Hubert Pala (1. kadencja) | 05.1969           | 06.1969           |
| 21.   | Jerzy Nikiel                             | 07.1969           | 11.1969           |
| 22.   | Tadeusz Foryś                            | 12.1969           | 06.1971           |
| 23.   | Hubert Pala (2. kadencja)                | 06.1971           | 06.1971           |
| 24.   | Michal Vičan                             | 01.07.1971        | 30.04.1976        |
| 25.   | Rudolf Kapera                            | 05.01.1976        | 30.06.1976        |
| 26.   | František Havránek                       | 01.07.1976        | 13.10.1977        |
| (19.) | Teodor Wieczorek (2. kadencja)           | 13.10.1977        | 01.07.1978        |
| 27.   | Leszek Jezierski                         | 01.07.1978        | 01.11.1980        |
| 28.   | Antoni Piechniczek                       | 01.11.1980        | 05.01.1981        |
| 29.   | Józef Zwierzyna                          | 05.01.1981        | 09.1981           |
| 30.   | Piotr Czaja                              | 09.1981           | 05.1982           |
| 31.   | Orest Lenczyk                            | 01.07.1982        | 01.02.1984        |
| 32.   | Alojzy Łysko                             | 01.02.1984        | 31.12.1984        |
| 33.   | Władysław Żmuda                          | 01.01.1985        | 01.05.1987        |
| 34.   | Jacek Góralczyk                          | 01.05.1987        | 05.1987           |
| 35.   | Jacek Machciński                         | 05.1987           | 01.01.1987        |
| 36.   | Jerzy Wyrobek (1. kadencja)              | 01.07.1987        | 30.06.1990        |
| 37.   | Zdzisław Podedworny                      | 01.07.1990        | 30.03.1991        |
| 38.   | Edward Lorens (1. kadencja)              | 01.04.1991        | 01.05.1994        |
| 39.   | Albin Wira                               | 03.05.1994        | 04.05.1995        |
| (36.) | Jerzy Wyrobek (2. kadencja)              | 05.05.1995        | 23.09.1996        |
| 40.   | Orest Lenczyk                            | 24.09.1996        | 23.03.1999        |
| (38.) | Edward Lorens (2. kadencja)              | 23.09.1999        | 01.07.2000        |
| 41.   | Jan Żurek                                | 01.07.2000        | 21.08.2000        |
| 42.   | Jan Rudnow                               | 22.08.2000        | 01.12.2000        |
| 43.   | Bogusław Pietrzak                        | 01.12.2000        | 10.04.2002        |
| 44.   | Orest Lenczyk                            | 11.04.2002        | 09.10.2002        |
| 45.   | Piotr Mandrysz                           | 10.10.2002        | 30.06.2003        |
| (36.) | Jerzy Wyrobek (3. kadencja)              | 01.07.2003        | 05.05.2005        |
| 46.   | Dariusz Fornalak (1. kadencja)           | 05.05.2005        | 21.11.2005        |
| (38.) | Edward Lorens (3. kadencja)              | 22.11.2005        | 27.11.2005        |
| 47.   | Marek Wleciałowski (1. kadencja)         | 28.11.2005        | 14.06.2007        |
| 48.   | Dušan Radolský                           | 15.06.2007        | 09.09.2008        |
| 49.   | Bogusław Pietrzak                        | 10.09.2008        | 27.04.2009        |
| 50.   | Waldemar Fornalik (1. kadencja)          | 27.04.2009        | 10.07.2012        |
| 51.   | Tomasz Fornalik                          | 12.07.2012        | 05.09.2012        |
| 52.   | Jacek Zieliński                          | 05.09.2012        | 16.09.2013        |
| p.o.  | Dariusz Fornalak (tymczasowo)            | 16.09.2013        | 18.09.2013        |
| 53.   | Ján Kocian                               | 18.09.2013        | 06.10.2014        |
| (50.) | Waldemar Fornalik (2. kadencja)          | 07.10.2014        | 22.04.2017        |
| 54.   | Krzysztof Warzycha                       | 24.04.2017        | 10.09.2017        |
| 55.   | Juan Ramón Rocha                         | 10.09.2017        | 05.04.2018        |
| (46.) | Dariusz Fornalak (2. kadencja)           | 05.04.2018        | 01.11.2018        |
| (47.) | Marek Wleciałowski (2. kadencja)         | 01.11.2018        | 18.04.2019        |
| 56.   | Karol Michalski                          | 18.04.2019        | 18.06.2019        |
| 57.   | Łukasz Bereta                            | 18.06.2019        | 24.06.2021        |
| 58.   | Jarosław Skrobacz                        | 24.06.2021        | 06.11.2023        |
| 59.   | Jan Woś                                  | 06.11.2023        | 29.12.2023        |
| 60.   | Janusz Niedźwiedź                        | 29.12.2023        | 24.08.2024        |
| 61.   | Dawid Szulczek                           | 27.08.2024        | 05.08.2025        |
| (50.) | Waldemar Fornalik (3. kadencja)          | 06.08.2025        | nadal             |

## Prezesi klubu

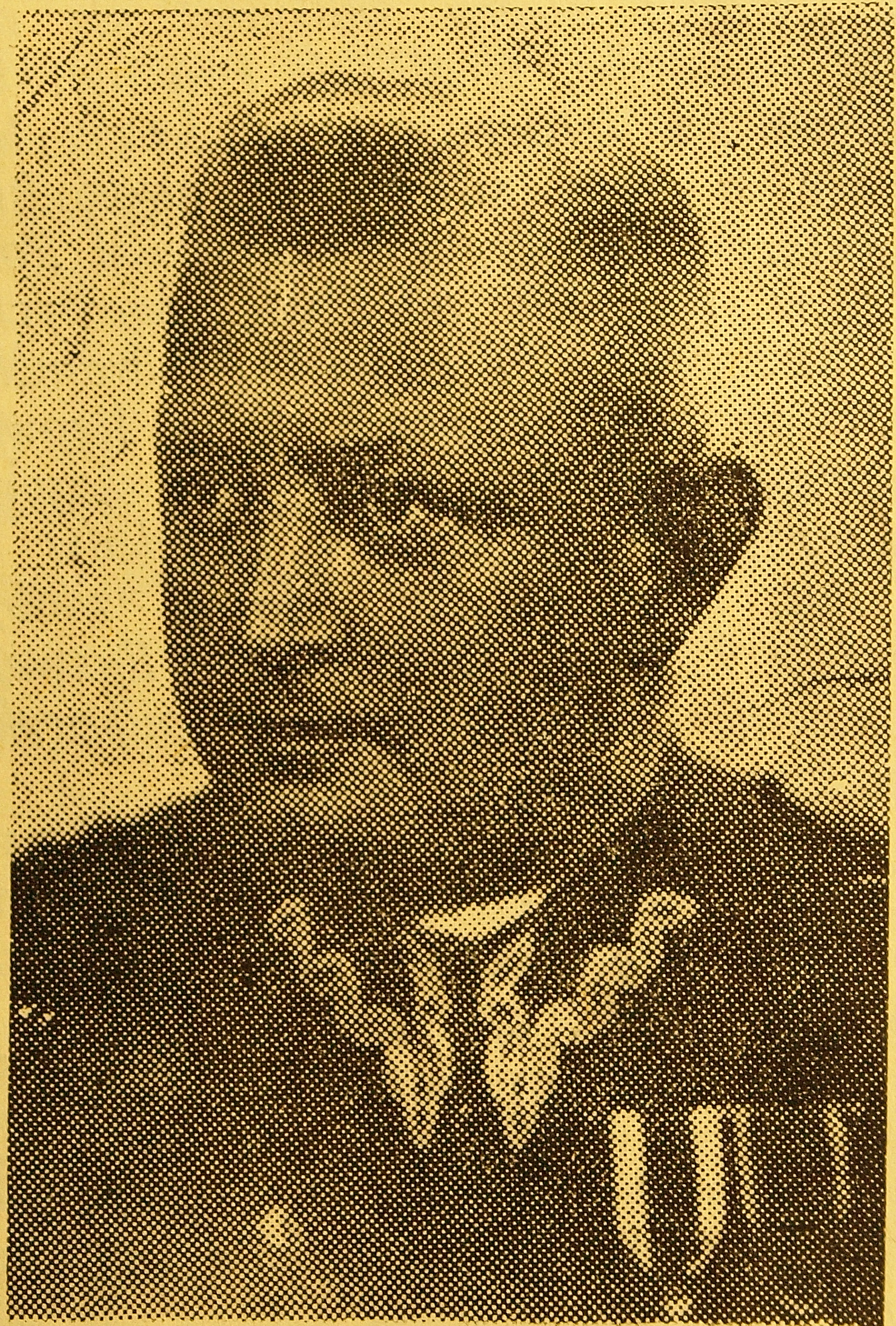
Wilhelm Blacha (1933–1935)

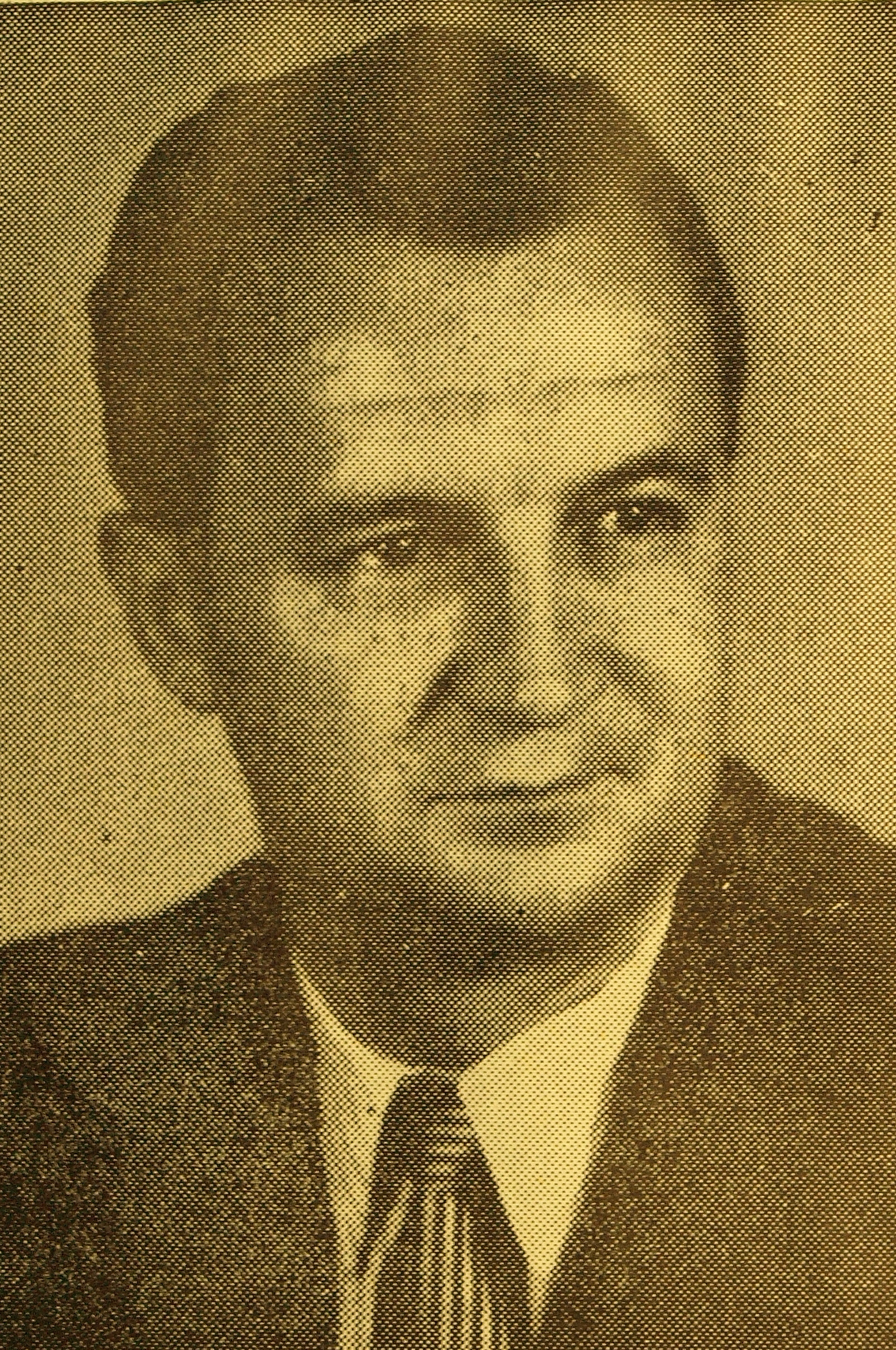
Ryszard Trzcionka (1965–1976)

| Lp. | Imię i nazwisko      | Okres urzędowania | Okres urzędowania |
| --- | -------------------- | ----------------- | ----------------- |
| 1.  | Józef Augustyn Koppa | 20.04.1920        | 07.07.1920        |
| 2.  | Teofil Paczyński     | 07.07.1920        | 02.1921           |
| 3.  | Edward Supernok      | 02.1921           | 07.06.1922        |
| 4.  | Jan Antoni Broll     | 07.06.1922        | 07.01.1923        |
| 5.  | Franciszek Hanak     | 07.01.1923        | 11.01.1924        |
| 6.  | Edward Supernok      | 11.01.1924        | 03.01.1925        |
| 7.  | Jan Antoni Broll     | 03.01.1925        | 31.01.1926        |
| 8.  | Jan Zygmunt Gettler  | 31.01.1926        | 02.1929           |
| 9.  | Julian Przygrodzki   | 02.1929           | 13.01.1930        |
| 10. | Leon Maternowski     | 13.01.1930        | 21.02.1931        |
| 11. | Józef Korol          | 21.02.1931        | 02.1932           |
| 12. | Teofil Paczyński     | 02.1932           | 06.02.1933        |
| 13. | Wilhelm Blacha       | 06.02.1933        | 27.01.1935        |
| 14. | Zygmunt Widera       | 27.01.1935        | 16.01.1937        |
| 15. | Mieczysław Miciński  | 16.01.1937        | 24.01.1939        |
| 16. | Feliks Kurcz         | 24.01.1939        | 21.10.1945        |
| 17. | Ewald Czech          | 12.11.1939        | 01.1945           |
| 18. | Feliks Kurcz         | 27.02.1945        | 21.10.1945        |
| 19. | Walenty Stateczny    | 21.10.1945        | 02.02.1946        |
| 20. | Marian Sadłowski     | 02.02.1946        | 02.02.1947        |
| 21. | Mieczysław Wnęk      | 06.02.1947        | 05.1950           |
| 22. | Mieczysław Kołodziej | 05.1950           | 1956              |

| Lp. | Imię i nazwisko           | Okres urzędowania | Okres urzędowania |
| --- | ------------------------- | ----------------- | ----------------- |
| 23. | Albin Antoni Brykalski    | 1956              | 02.1957           |
| 24. | Mieczysław Wnęk           | 02.1957           | 25.02.1958        |
| 25. | Karol Zymanek             | 25.02.1958        | 29.01.1960        |
| 26. | Czesław Ochab             | 29.01.1960        | 02.1964           |
| 27. | Jerzy Skowronek           | 02.1964           | 08.01.1965        |
| 28. | Ryszard Trzcionka         | 08.01.1965        | 10.1976           |
| 29. | Kazimierz Sąda            | 24.02.1977        | 08.06.1982        |
| 30. | Zbigniew Stanisław Noras  | 08.06.1982        | 01.04.1985        |
| 31. | Witold Jan Pietrek        | 05.06.1985        | 05.02.1987        |
| 32. | Marek Józef Kempiński     | 05.02.1987        | 18.12.1989        |
| 33. | Ludwik Warwas             | 11.02.1990        | 22.06.1992        |
| 34. | Andrzej Antoni Grzybowski | 22.06.1992        | 07.02.1994        |
| 35. | Krystian Rogala           | 07.02.1994        | 26.07.2004        |
| 36. | Stefan Mleczko            | 26.07.2004        | 27.01.2005        |
| 37. | Henryk Śliwiński          | 27.01.2005        | 21.04.2006        |
| 38. | Katarzyna Sobstyl         | 21.04.2006        | 16.02.2012        |
| 39. | Dariusz Smagorowicz       | 16.02.2012        | 29.07.2016        |
| 40. | Janusz Paterman           | 01.08.2016        | 09.08.2016        |
| –   | Janusz Paterman           | 01.03.2017        | 14.06.2018        |
| 41. | Jan Chrapek               | 14.06.2018        | 08.07.2019        |
| 42. | Seweryn Siemianowski      | 10.10.2019        |                   |

## Statystyki

### Rekordy klubowe
- Liczba sezonów w najwyższej klasie rozrywkowej: 77 (1927–1986/1987, 1988/1989–1994/1995, 1996/1997–2002/2003, 2007/2008–2016/2017)
- Pierwsze zwycięstwo w najwyższej klasie rozrywkowej: 8 maja 1927 TKS Toruń – Ruch Chorzów 0:4
- Najwyższe zwycięstwo w najwyższej klasie rozrywkowej: 30 maja 1934 Ruch Chorzów – Podgórze Kraków 13:0
- Najwyższa porażka w najwyższej klasie rozrywkowej: 5 września 1964 Polonia Bytom – Ruch Chorzów 8:0
- Najdłuższa seria zwycięstw w najwyższej klasie rozrywkowej: 10 (1973/1974 i 1974/1975)
- Najdłuższa seria zwycięstw poza najwyższą klasą rozrywkową: 17 (III liga 2020/2021)
- Najdłuższa seria porażek w najwyższej klasie rozrywkowej: 6 (1976/1977 i 1977/1978)
- Najczęstszy rywal w najwyższej klasie rozrywkowej: Legia Warszawa[248] – 150 meczów (1927–1936, 1948–1987, 1989–1995, 1997–2003 i 2007/2008–2016/2017)
- Najwięcej meczów w barwach klubu: Antoni Nieroba – 401 (347 w ekstraklasie)
- Najwięcej goli w barwach klubu: Gerard Cieślik – 177 (167 w ekstraklasie)
- Najwyższa frekwencja w lidze na Cichej 6: 55 tys. Polonia Bytom 1:4 (21 sierpnia 1957 rok)
- Najwyższa frekwencja w lidze na Stadionie Śląskim: 85 tys. Gwardia Warszawa (3:2) (7 września 1973)

| Najwięcej goli | Najwięcej goli    | Najwięcej goli |
| Lp.            | Zawodnik          | Gole           |
| -------------- | ----------------- | -------------- |
| 1.             | Gerard Cieślik    | 177            |
| 2.             | Teodor Peterek    | 156            |
| 3.             | Eugeniusz Faber   | 131            |
| 4.             | Ernest Wilimowski | 112            |
| 5.             | Bronisław Bula    | 110            |

| Najwięcej występów | Najwięcej występów | Najwięcej występów |
| Lp.                | Zawodnik           | Mecze              |
| ------------------ | ------------------ | ------------------ |
| 1.                 | Antoni Nieroba     | 401                |
| 2.                 | Bronisław Bula     | 399                |
| 3.                 | Zygmunt Maszczyk   | 375                |
| 4.                 | Eugeniusz Faber    | 333                |
| 5.                 | Jerzy Wyrobek      | 326                |
| 6.                 | Bernard Bem        | 307                |

### Rekordy ekstraklasy ustalone przez piłkarzy Ruchu[249]
- 10 bramek w jednym spotkaniu ekstraklasy – Ernest Wilimowski
- 16 z rzędu meczów ekstraklasy ze strzeloną bramką – Teodor Peterek
- 7 trafień z rzędu w jednym ligowym meczu – Ernest Wilimowski
- Najmłodszy piłkarz jaki zdobył tytuł mistrza Polski – Krzysztof Kajrys
- Najmłodszy król strzelców ekstraklasy – Ernest Wilimowski
- Najdłuższy staż występów w Ekstraklasie – Janusz Jojko (22 lata i 361 dni)[250]
- Największa liczba minut ciągłej gry bez puszczonego gola – Piotr Czaja (1003 minuty)[250]
- Najwyższa średnia goli zdobytych w sezonie ligowym – Ernest Wilimowski (1,50 – 1934,
w niedokończonym sezonie 1939 – 1,86)
- Najwięcej meczów w Ekstraklasie – Łukasz Surma (559 meczów, w tym 261 w Ruchu)

### Inne rekordy ustanowione przez Ruch
- Mistrzostwo Polski mając największy w historii polskiej piłki wkład wychowanków: sezon 1933[50]
- Zdobyte Mistrzostwo Polski z najmniejszą liczbą zawodników w kadrze: 14 (sezon 1960)[102]
- Najwyższa frekwencja w historii polskiej piłki: 85 tys. Gwardia Warszawa (3:2) (7 września 1973)
- Najwyższa frekwencja w XXI w. polskiej piłki klubowej: 53 293 Wisła Kraków (0:5) (22 lutego 2025)[192]
- Najwyższa frekwencja na drugim poziomie rozgrywkowym w polskiej piłki klubowej: 53 293 Wisła Kraków (0:5) (22 lutego 2025)[192]
- Najwyższa frekwencja na pierwszym poziomie rozgrywkowym w XXI w.: 50 087 Widzew Łódź (2:3) (20 kwietnia 2024)[178][179]
- Największa liczba zawodników w Klubie 100 : 7
- Największa liczba zawodników w Klubie 300 : 26

## Rywale derbowi

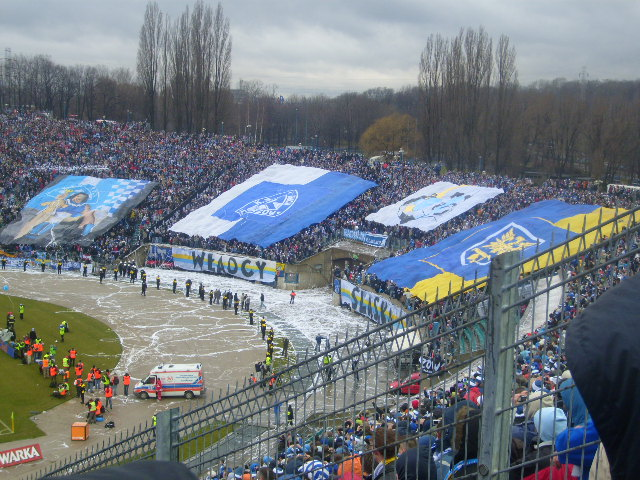
Wielkie Derby Śląska, czyli mecz Ruchu z Górnikiem – 02.03.2008

Na Górnym Śląsku pierwszy klub piłkarski powstał już w 1903 roku. W 1914 klubów tych było już 17 (wśród nich BBC). Do sierpnia 1920 roku w wyniku akcji Polskiego Komisariatu Plebiscytowego powstało w regionie 135 nowych klubów piłkarskich (wśród nich właśnie Ruch Chorzów). W 1922 roku w niemieckim związku piłkarskim, grupującym tylko kluby z polskiej części Górnego Śląska zrzeszone były 143 kluby. Powyższe dane wyjaśniają częściowo dlaczego główni derbowi rywale Ruchu zmieniali się na przestrzeni lat. Do klubów górnośląskich, z którymi Ruch rywalizuje bądź rywalizował wiele sezonów o tytuł najlepszego klubu piłkarskiego na Górnym Śląsku, zaliczyć należy:

### AKS Chorzów
Przed II wojną światową i bezpośrednio po niej największym rywalem Ruchu był AKS Chorzów. W latach 1937–1951 obydwa kluby rywalizowały o prymat w regionie, zajmując też wysokie lokaty w krajowych rozgrywkach. Ruch postrzegany był jako klub powstańców śląskich, a więc ludzi walczących o polskość Górnego Śląska. AKS nazywany był przez prasę (także przedwojenną) klubem niemieckim i kojarzony był z niemiecką organizacją Volksbund. Rywalizację podsycał dodatkowo fakt, że od 1939 roku obydwa kluby reprezentowały jedno miasto – Chorzów – spotkania między nimi były więc także derbami Chorzowa.
| Wszystkie mecze ligowe na szczeblu centralnym |                     |       |                  |        |                  |
| Rok pierwszych derbów                         | Największa widownia | Mecze | Zwycięstwa Ruchu | Remisy | Zwycięstwa AKS-u |
| 1937 (1923)                                   | 35000               | 19    | 13               | 3      | 3                |

### Polonia Bytom
Sytuacja uległa zmianie w latach 50. gdy do grona najsilniejszych klubów w Polsce dołączyła Polonia Bytom zaś AKS Chorzów osiągał coraz słabsze wyniki. Rywalizacja z bytomskim klubem miała także podteksty pozasportowe. Podstawowym źródłem antagonizmów między kibicami było od początku ich pochodzenie. Polonię zakładali przesiedleńcy ze Lwowa i okolic, sam klub nawiązywał do tradycji Pogoni Lwów. Pierwszy Ślązak pojawił się w składzie Polonii Bytom dopiero 2 lata po założeniu tego klubu. Przybysze nie znali śląskich realiów i mając w pamięci własne doświadczenia z czasów II wojny światowej odnosili się z nienawiścią do wszelkich przejawów niemczyzny. Śląska kultura, tradycje i obyczaje zawierały zaś liczne elementy niemieckie czego przejawem była także obecność niemieckich słów w dialekcie śląskim. Ślązacy traktowali z kolei przybyszów jako najeźdźców i intruzów na ziemi swoich przodków. Już więc 21 października 1945 roku spotkanie obydwu klubów stało się przyczyną zamieszek. Spotkania między Ruchem a Polonią nazywane bywają „Najstarszymi derbami Śląska”.
| Wszystkie mecze ligowe na szczeblu centralnym |                     |       |                  |        |                    |
| Rok pierwszych derbów                         | Największa widownia | Mecze | Zwycięstwa Ruchu | Remisy | Zwycięstwa Polonii |
| 1948 (1945)                                   | 55000               | 73    | 33               | 22     | 18                 |

### Górnik Zabrze
Na przełomie 1954/1955 roku decyzją władz wiodące koło zrzeszenia Górnik przeniesione zostało z Radlina do Zabrza i już rok później do grona najsilniejszych śląskich klubów dołączył Górnik Zabrze. Właśnie ten klub w krótkim czasie stał się najlepiej zorganizowanym i najbogatszym w Polsce. Pierwsze ligowe derby między Ruchem a Górnikiem były więc spotkaniem 8-krotnego mistrza Polski (i tym samym najbardziej utytułowanego polskiego klubu) z beniaminkiem. Kibice Ruchu odnosili się z pogardą do Górnika, tym bardziej że kibicowsko znacznie wyżej ceniona była wówczas Polonia Bytom. Wraz z sukcesami zabrzańskiego klubu i słabszymi wynikami Polonii sytuacja uległa zmianie i to Górnik stał się najpopularniejszą obok Ruchu ekipą na Górnym Śląsku. W latach 60. rywalizacja między obydwoma klubami nabrała charakteru „świętej wojny”. Na przełomie lat 60. i 70. obydwa kluby walczyły o kolejne tytuły mistrzowskie, a derby między nimi organizowano na Stadionie Śląskim. Określenie spotkań między Ruchem a Górnikiem jako Wielkie Derby popularne było już na początku lat 60.
| Wszystkie mecze ligowe na szczeblu centralnym |                     |       |                  |        |                    |
| Rok pierwszych derbów                         | Największa widownia | Mecze | Zwycięstwa Ruchu | Remisy | Zwycięstwa Górnika |
| 1956 (1951)                                   | 80000               | 105   | 29               | 35     | 41                 |

### GKS Katowice
W latach 80. XX wieku uznanie – wraz z sukcesami sportowymi – zdobył GKS Katowice, stając się jednym z najważniejszych rywali „Niebieskich”. Do roku 2017 wszystkie pojedynki Ruchu i GKSu na szczeblu centralnym odybyły się w Ekstraklasie. W sezonie 2017/2018 kluby spotkały się w I lidze.
| Wszystkie mecze ligowe na szczeblu centralnym |                     |       |                  |        |                    |
| Rok pierwszych derbów                         | Największa widownia | Mecze | Zwycięstwa Ruchu | Remisy | Zwycięstwa Katowic |
| 1965                                          | 30000               | 54    | 15               | 24     | 15                 |

### Szombierki Bytom
Obie ekipy pierwszy raz na poziomie I ligi spotkały się w sezonie 1949/1950 i do ostatniego sezonu Szombierek (1992/1993) w I lidze prawie wszystkie spotkania odbywały się na najwyższym szczeblu rozgrywkowym.
| Wszystkie mecze ligowe na szczeblu centralnym |                     |       |                  |        |                       |
| Rok pierwszych derbów                         | Największa widownia | Mecze | Zwycięstwa Ruchu | Remisy | Zwycięstwa Szombierek |
| 1949                                          | bd                  | 48    | 24               | 7      | 19                    |

### Inne kluby
Rywalizacja z pozostałymi klubami górnośląskimi takimi jak np. GKS 1962 Jastrzębie, Piast Gliwice czy Odra Opole (nazywane Derbami Ziemi Górnośląskiej), nie ma i nie miała nigdy takiego znaczenia. Przyczyną tego stanu rzeczy jest fakt, że Ruch nie rywalizował nigdy z nimi o najwyższe piłkarskie trofea.

## Filatelistyka
Poczta Polska wyemitowała 20 kwietnia 2020 roku znaczek pocztowy o nominale 3,30 złotych upamiętniający setną rocznicę założenia chorzowskiego klubu. Autorka projektu znaczka Agnieszka Sancewicz wykorzystała fotografię drużyny z lat 20. XX wieku. Na znaczku widnieje też pierwszy historyczny herb klubowy. Druk wykonano techniką offsetową na papierze fluorescencyjnym, w nakładzie 90 tys. sztuk.